# Hajdúdorog
Hajdúdorog város Hajdú-Bihar vármegye Hajdúböszörményi járásában.

## Elhelyezkedése
Hajdúdorog Hajdú-Bihar vármegye északi részén fekszik Debrecentől 35 kilométerre északra, és Nyíregyházától 28 kilométerre délnyugatra. A város területe északon Nagycserkesz és Tiszavasvári területeivel határos, de ezeket a településeket az észak felé vezető tokaji úton nem lehet elérni aszfalt borítású műúton. Nyugatra Hajdúnánás, délre Hajdúböszörmény, keletre pedig Kálmánháza és Újfehértó közigazgatási területei találhatók.
Közúton a várost 2007 óta az M3-as autópályán a legegyszerűbb elérni, amelynek 203-as, hajdúnánási kijárata van a legközelebb Hajdúdoroghoz. A Hajdúnánás-Tedejhez közeli autópálya-lehajtó 17 kilométerre van a város központjától. Hajdúdorogot Hajdúnánás felől a 3502-es úton lehet megközelíteni. Ez az út Nánási, majd Böszörményi út néven áthalad a városon, és a 35-ös főúthoz csatlakozva Debrecenig vezet. A Hajdúnánás és Hajdúdorog közötti útszakasz felújítására az Európai Unió strukturális alapjának felhasználásával 2009 végén pályázatot nyert el a két város, és az új utat 2010 tavaszán adták át a forgalomnak. A városból kelet felé, Újfehértóra vezet a 3504-es út, amely a 4-es főút régi nyomvonalához (a mai 4912-es úthoz) csatlakozik. Észak felé a 3503-as út vezet, amely a keresztútnál csatlakozik a Hajdúnánást Kálmánházán keresztül Nyíregyházával összekötő 3317-es úthoz. Hajdúdorog belterületi közútjainak hossza 56 kilométer, amelyből mindössze három kilométer nincs aszfaltburkolattal ellátva.
Hajdúdorog közösségi közlekedéssel is kényelmesen megközelíthető. A városban 4 buszmegálló üzemel: Hajdúdorog alsó, a Mátyás körút és a Nánási út kereszteződésénél; Hajdúdorog, Akácfa utca, amely a városi könyvtár mellett található, a Toborzó utca sarkán, és minden irányba (Hajdúnánás–Nyíregyháza, illetve Hajdúböszörmény–Debrecen) menő busz megállója, Hajdúdorog vasútállomás bejárati út, a MOL benzinkúttal szemben, a vasútállomáshoz vezető út két oldalán, és Hajdúdorog, Fehértói utca 54., ami csak az Újfehértóra és onnan jövő buszok megállója, a Fehértói út végén, nem messze a várostáblától. Egy átlagos munkanapon irányonként 25 busz közlekedik Hajdúdorogon keresztül Hajdúnánás és Debrecen között, és 4 busz halad át a városon Debrecen és Nyíregyháza közötti menetrenddel.
1884 óta Hajdúdorog a Debrecen és Tiszalök közötti, 109-es számú Debrecen–Tiszalök-vasútvonalon is elérhető. Naponta irányonként tíz vonat áll meg a hajdúdorogi állomáson. A legközelebbi nemzetközi repülőtér a Debreceni nemzetközi repülőtér.
8292 lakosával Hajdú-Bihar vármegye tizenegyedik legnépesebb városa, és 10 065 hektárnyi közigazgatási területével az ország 112. legnagyobb települése. A helyiek és a környékbeliek által gyakran csak Dorognak nevezett városban, a régió többi településéhez hasonlóan a megélhetés legfőbb forrását hagyományosan a mezőgazdaság adja. Kiterjedt külterületét tizenöt dűlőre osztották fel, a felosztás alapját a hagyományos gazdálkodás adta. A különböző dűlők más talajszerkezettel rendelkeznek, és emiatt más mezőgazdasági tevékenység vagy haszonnövény kapcsolódik hozzájuk.
A város az úgynevezett öreg hajdúvárosok egyike, már a kőkortól kezdve lakott volt. Első ismert írásos említése 1301-ből származik. Története és kultúrája egészen a 17. század elejéig a környező városokéhoz hasonlóan alakult. A hajdúk betelepülésétől kezdve azonban a város többségében görögkatolikus vallású lett, ellentétben a környező református hajdútelepülésekkel. Az eltérő vallás más kultúrát alakított ki, ezért az elmúlt évszázadok során itt a környéken egyedülálló hagyományvilág bontakozott ki, ami napjainkban is tovább él. Hajdúdorog a róla elnevezett görögkatolikus egyházmegye székhelye.
A püspöki székhely rangjának megfelelően a város legfőbb látnivalója a görögkatolikus székesegyház, amelynek ikonosztázionja több mint kétszáz esztendős. Az északon egy 16. századi erődfallal lezárt templomkert ad helyet a hagyományos húsvéti pászkaszentelésnek. A környező híres fürdővárosokhoz hasonlóan Hajdúdorogon is kiváló minőségű gyógy- és termálvíz tör a felszínre. A település történetét mutatja be a helytörténeti múzeum és a tájház.
A város híres szülöttei között emlegetik Görög Demeter írót, kartográfust és Mészáros Károlyt, írót, helytörténészt. Mellettük hajdúdorogi tevékenysége miatt kiemelendő Frankl Sámuel, a város egykori rabbija is, aki korának egyik nemzetközileg is elismert Tóra-tudósa volt.

## Földrajza

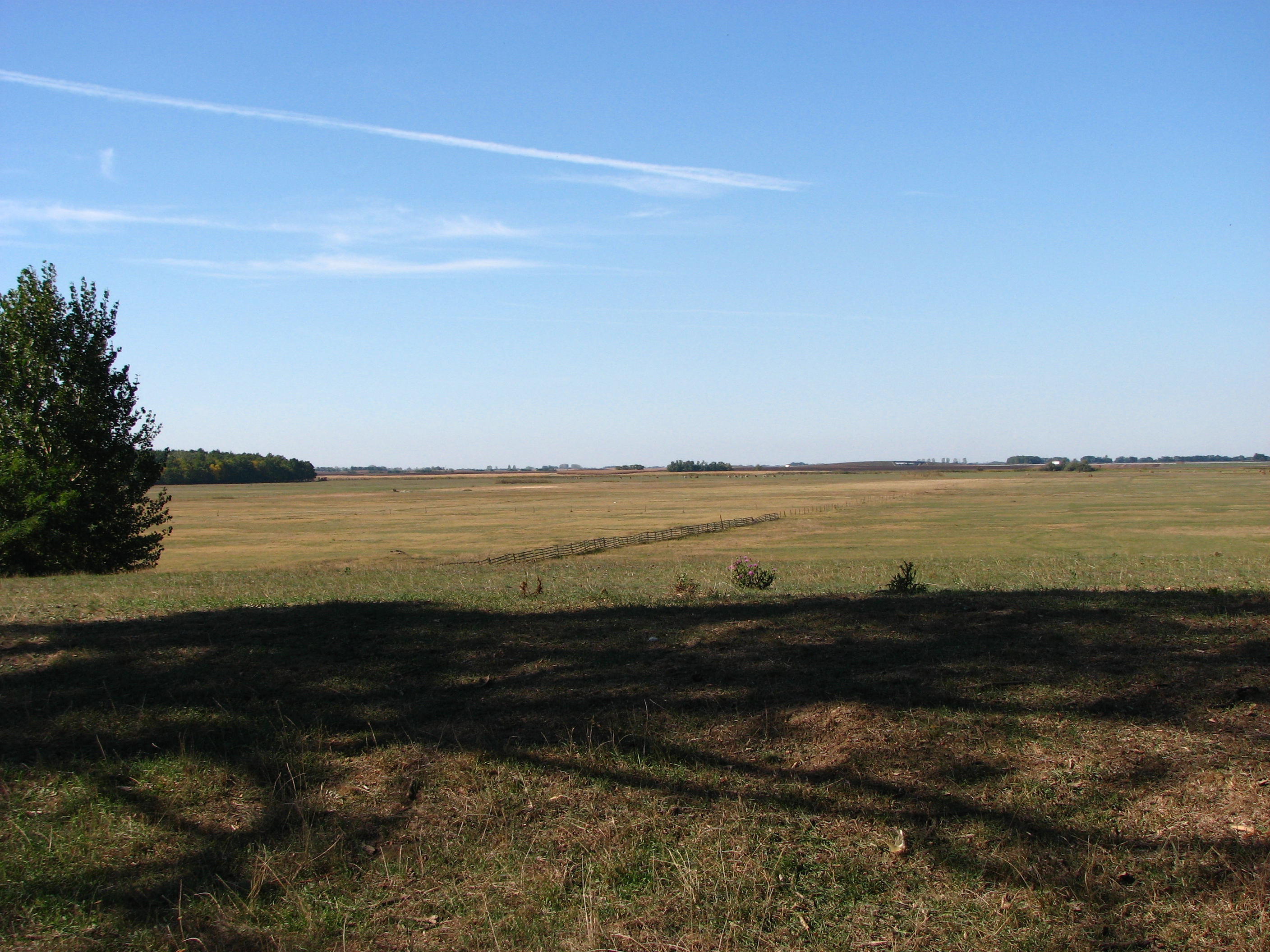
Az úgynevezett Nagylapos látképe Hajdúdorog északi területén

Hajdúdorog területe észak-déli irányban nyúlik végig Hajdú-Bihar és Szabolcs-Szatmár-Bereg vármegye határán. Földrajzi szempontból a város tipikusan észak-alföldi tájegységeken terül el, amelynek változatosságát meg lehet figyelni a nagy kiterjedésű dorogi külterületeken. Három különböző természetföldrajzi kistáj uralja ezt a vidéket: a Hortobágy, a Hajdúhát és a Dél-Nyírség.
Hajdúdorog északnyugati területeire jellemző a hortobágyi tájegység, amely tájökológiai szempontból alacsony és magas ártéri síkságból áll. Ezt a tájegységet a legjobban a helyiek által Nagylaposnak nevezett területen, a Szállásföld nevű külterület északi részén lehet megfigyelni. Ez a terület egészen a Tisza 1846-os szabályozásáig a folyó árterülete volt, noha a Tisza innen meglehetősen távol folyik. A Nagylapos területét a folyó által lerakott üledék töltötte fel, kialakítva a síkság enyhén hullámos felszínét. A felszínt elhagyott folyómedrek, morotvák, folyóhátak és övzátonyok szabdalják, amely mind annak az emléke, hogy a holocén korban a Tisza főmedre is bejárta ezt a vidéket. A szikes felszínt nagyrészt füves pusztaság, legelők borítják.

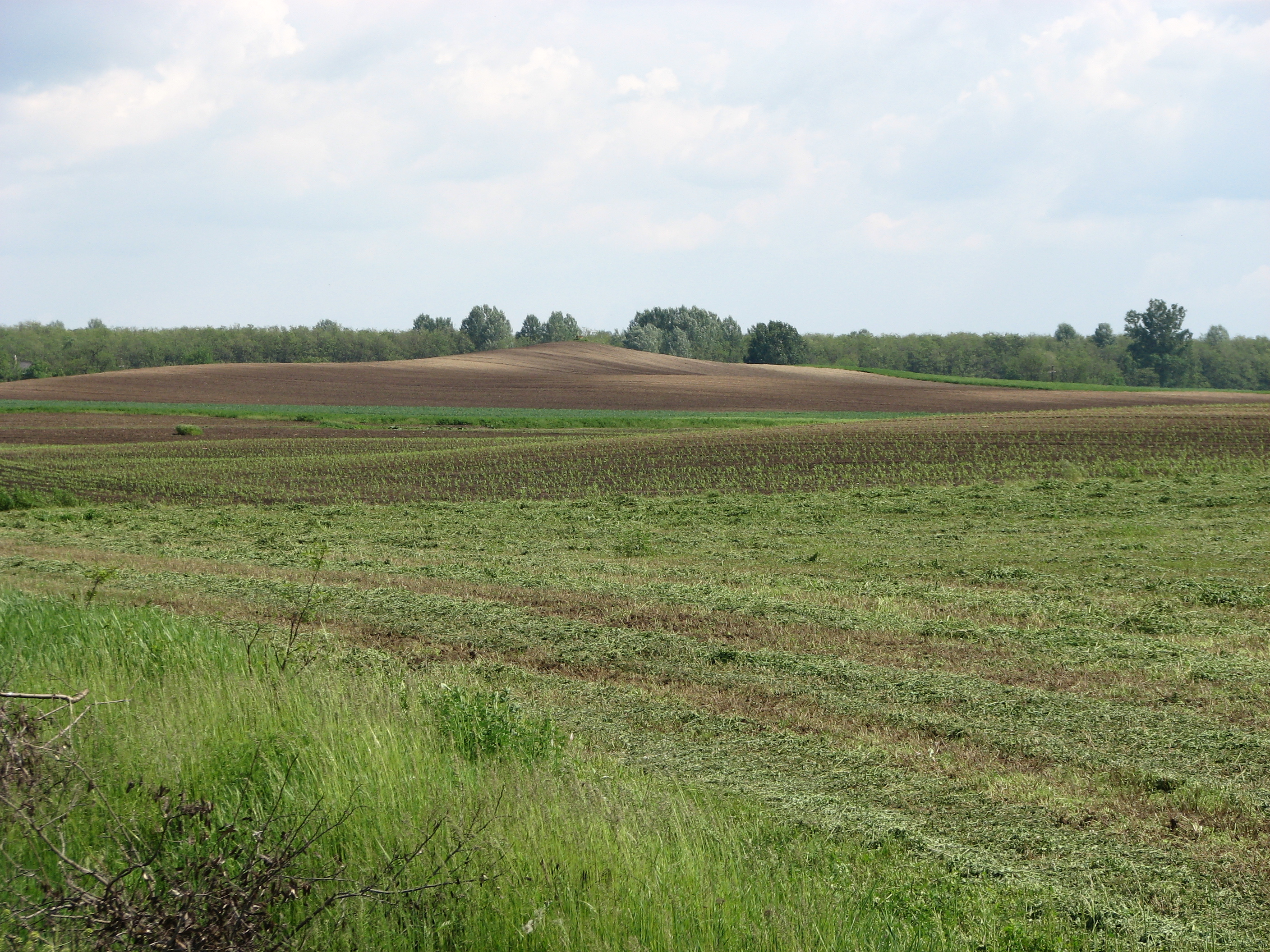
Hajdúdorog legmagasabb pontja, a 162 m magas Debeje-halom

Az alacsonyabban fekvő hortobágyi területet zárja le a Hajdúhát tájegysége. Hajdúdorog területének legnagyobb részére ez a kistáj a jellemző. A Hajdúhát nemcsak kiterjedése miatt fontos a város életében, hanem történelmi és gazdasági szerepe miatt is. A 93 - 162 méter magasan húzódó hordalékkúp síkság szigetszerűen emelkedik ki a Hortobágy alacsonyabban fekvő, ártéri területeiből. A kőkorszakban ezek a magasabban fekvő területek állták útját a Tiszának, vagyis egykor ez a terület vadban és halban gazdag vidék volt, amelyet a folyó vize már nem öntött el. Ez pedig eszményi körülményeket jelentett a kor halászó-vadászó emberének a letelepedéshez.
A Hajdúdorog területén északról dél felé húzódó Hajdúhát a későbbi korokban is fontos maradt, mivel a Tisza áradásai sosem lepték el. Emiatt a tulajdonsága miatt a középkorban itt alakult ki a Nagyváradot és Tokajt összekötő főút nyomvonala, amelyet többek között II. Rákóczi Ferenc is gyakran használt.
A Hajdúhátat lösz, lösziszap építi fel, amelynek uralkodó talajtípusa a kiváló termőképességű csernozjom, azaz fekete föld. A település életében hagyományosan fontos szerepet játszik a mezőgazdaság, amely erre a talajra épít. Hajdúdorog belterületétől északra találhatóak a legtermékenyebb földek, és emiatt a tájat a különböző mezőgazdasági termőterületek uralják. A Hajdúháton találjuk a város területének legmagasabb pontját is, a körülbelül 162 méter magas Debeje-halmot.
Hajdúdorog területe lassan arculatot vált, amint délkelet felé haladunk. Itt nyomokban felfedezhető a Dél-Nyírségre jellemző vidék, amelyet a futóhomokos hordalékkúp síkság jellemez. A nagyrészt gyümölcstermesztésre alkalmas terület Hajdúdorog Csontoskert és Lókert nevű dűlőiben a legjellemzőbb.

### Hajdúdorog tájai és külterületei

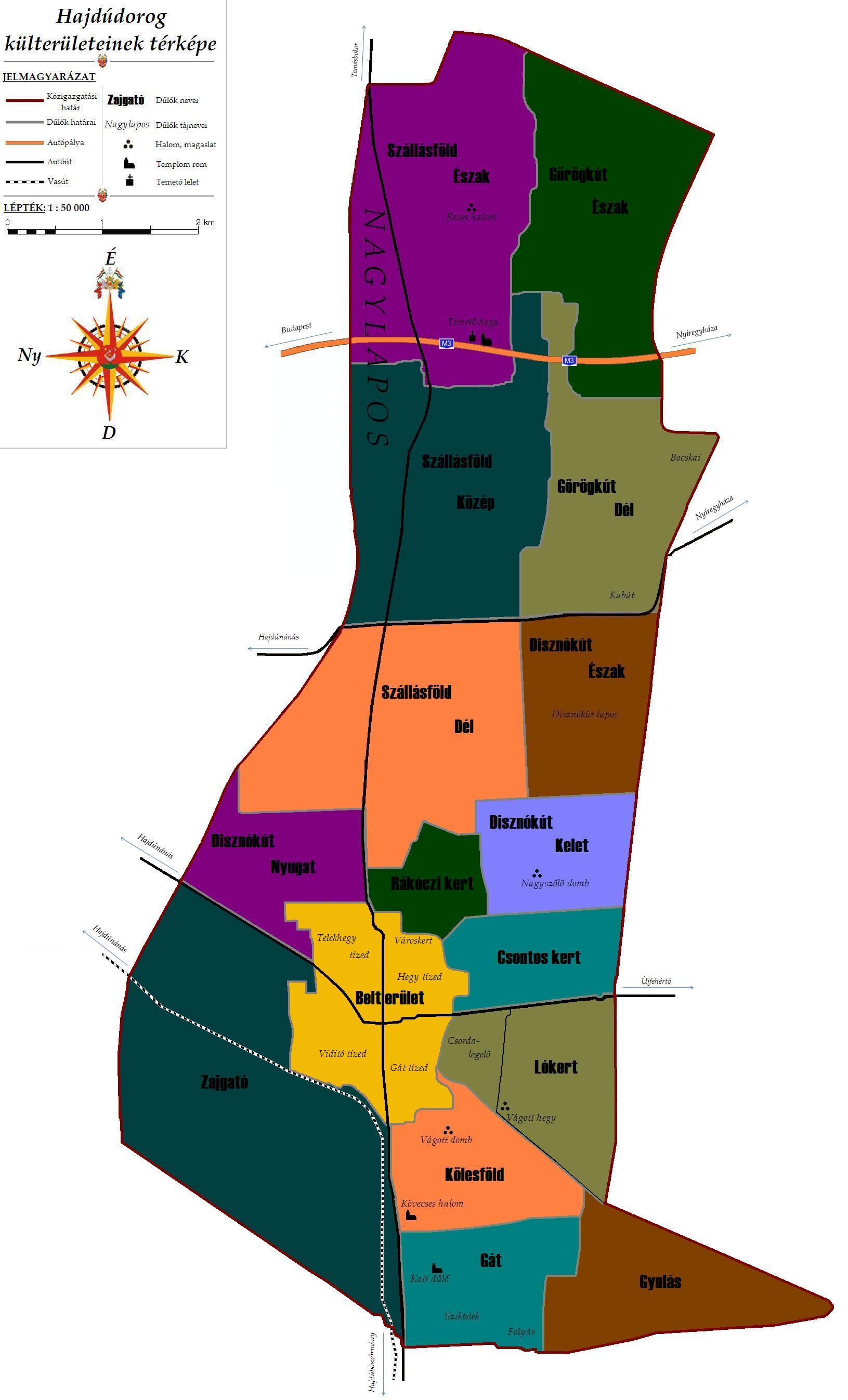
Hajdúdorog teljes területének térképe

Hajdúdorog területét a belterülettel együtt összesen 16 különböző részre tagolták. A település 10,065 hektárnyi összterületéből mindössze 538 hektárt tesz ki a város belterülete, vagyis a külterületek közel tizennyolcszor haladják meg a belterület kiterjedését. Hajdúdorog határát először 1843-ban osztották fel hét járásra és tizenhat dűlőre, amelyek azóta is változatlanul fennmaradtak. A különböző külterületek elnevezése azért vált fontossá a 19. században, mert a népesség növekedésével párhuzamosan ekkorra az állattenyésztés helyett a földművelés vált meghatározóvá. A kimért földterületeket pedig a nevesített dűlőkben könnyebb volt megtalálnia a birtokosnak, a jegyzőnek és a napszámosnak egyaránt.
A város összterületének 11%-a építési terület, amely leginkább a belterületre koncentrálódik. A település szerkezetében visszatükröződik a hajdúk és a mezőgazdasági jelleg hatása, emiatt Hajdúdorognak a többi hajdúvároshoz hasonlóan speciális szerkezete van. A halmazos településtípus alatt leggyakrabban kertes vagy ólas-kertes településnek írják le a várost, amely arra utal, hogy egy lakóházhoz általában kert is tartozik. Ezt az alapvető szerkezetet koncentrikus körök mentén alakították ki a hajdúk, amely az egykori központi templomerőd vonalát követte.
Hajdúdorog külterületének legnagyobb részét (76%-át) a szántók teszik ki. Mindössze 7%-ot képvisel a legelők, rétek, puszták aránya. Elsősorban a város keleti részében találhatóak a 4%-ot kitevő gyümölcsösök és szőlőültetvények; és legnagyobb arányban ugyanitt van a város területének 2%-át kitevő erdő is.
A város kiterjedt határának legnagyobb részét a Szállásföld nevű járás foglalja el, amely jelenleg három dűlőre van felosztva: Szállásföld Észak, Szállásföld Közép és Szállásföld Dél. Az észak-déli irányban 15 kilométer hosszan elnyúló járást napjainkban körülbelül hetvenen lakják összesen 50 lakásban. Hajdúdorog legjobb termővidéke a Szállásföldön húzódik, emiatt a táj jellegét alapvetően a mezőgazdasági tevékenység határozza meg. Szállásföld nyugati részén fut végig a tokaji út, amely ma már nincs végig, vagyis Tokajig leaszfaltozva, de még mindig ez az északi mezőgazdasági területek legfőbb útvonala. A Hajdúdorogtól északi irányba vezető út egészen a Hajdúnánás - Nyíregyháza kövesútig két sávos, majd ezután egy nyomvonalra szűkül. A két útvonal találkozását a helyiek keresztútnak nevezik. A tokaji utat követve a keresztúttól körülbelül 2 km-re található a Tubus Gyártó és Kereskedelmi Kft. Innen északra keresztezi a tokaji utat az M3-as autópálya.
A Szállásföld a kiváló termőtalaj mellett történelmi emlékeiről is nevezetes. A járás évszázados elnevezése utal arra, hogy ez a terület már évezredek óta lakott hely. Először 1938-ban végeztek ásatásokat az úgynevezett Temetőhegyen, ahonnan honfoglalás kori sírok kerültek elő. Később az autópályához kapcsolódó megelőző ásatások tártak fel szarmata és Árpád-kori településeket. A Csárdadombról kelta, szarmata és római sírok és lakóházak nyomai kerültek elő. A Temetőhegyhez közel eső Templomdombon pedig egy 10–11. századi templom alapjaira és az azt körülvevő temetőre bukkantak. Az autópályához közel húzódik a Csörsz-árok, amely valamikor a szarmaták birodalmát és a rómaiak kereskedelmi útjait védelmezte. A Szállásföld legmagasabb pontja a Rezes halom, amely a Nagylapos pusztáján emelkedik ki, és egyike a legnagyobb hajdúdorogi kunhalmoknak.
A Szállásföld mellett északról dél felé nyúlik Görögkút, amely két dűlőre van felosztva: Görögkút Észak és Görögkút Dél. A kiterjedt északkeleti járás távol esik a műutaktól, emiatt ma már csak heten laknak ezen a vidéken, de még mindig 13 tanya illetve lakás található itt. Görögkút dombos, eldugott dűlőire szintén a kiterjedt mezőgazdasági területek jellemzőek. Nevét a területén megtelepedő bizánci rítusú, vagyis görögkatolikus lakókról kaphatta. Keleti határvidékén kunhalmokat is találunk, amelyek közül a legnagyobb a Bene-halom. Ennek egyedi élővilága is említésre méltó, ugyanis a környéken csak ezen a kunhalmon él meg a törpe mandula. Görögkút délkeleti részén kiterjedt legelők találhatók. Ezt a vidéket Kabátnak nevezik a helyiek.

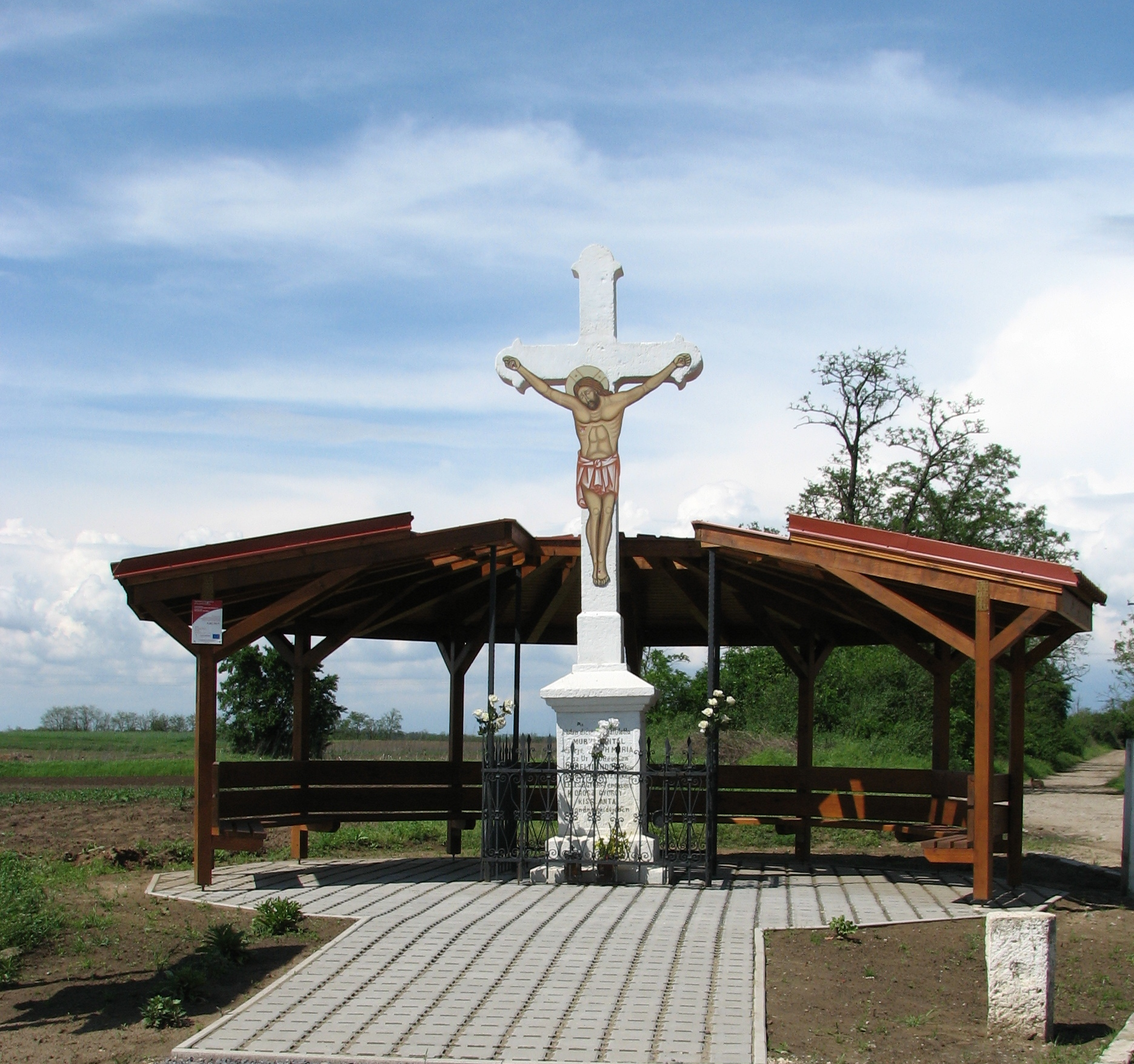
A 2009-ben felújított feszületek egyike a Csontoskertben.

Görögkúttól és Szállásföldtől délre található Disznókút, amely három dűlőre bomlik: Disznókút Észak, Disznókút Kelet és Disznókút Nyugat. A járás nem egybefüggő területén 11-en laknak 16 tanyában vagy lakásban. Hajdúdorog külterületének keleti részén fekszik Disznókút Észak és Kelet. Ezek ugyanolyan dombos, homokos buckákkal tagolt tájjal rendelkeznek, mint az északi Görögkút. Területükön több gyümölcsös és legelő található. Ez utóbbiak közül a legnagyobb az északi Disznókút lapos. Disznókút Nyugat területileg különválik, és a város nyugati felében található, a Hajdúnánásra vezető úttól északra.
Közvetlenül a város belterületének északi határánál fekszik Rákóczikert, amely Hajdúdorog legkisebb területű, de leglakottabb külterülete. 80 lakásban összesen 208-an laknak ezen a területen. Legnagyobb arányban ebből a külterületből vontak be a város belterületébe. A strandfürdőtől északra fekvő Rákóczikertet leginkább kisebb területű kertek, földek és az azokhoz tartozó házak alkotják. Egykor területén állt az úgynevezett Muszka halom, amely az 1848–49-es forradalom és szabadságharc idején kolerában elhunyt orosz katonák tömegsírja volt. A fürdő kialakításakor azonban a halmot elsimították.
A város belterületétől keletre, az Újfehértó felé vezető úttól északra terül el a Csontoskert, amely a közeli Csontos-halom nevű kunhalomról kapta a nevét. Ez a halom ma már nem tartozik Hajdúdorog területéhez. A Csontoskert területén 10 lakás áll, amelyben összesen 22-en laknak. A tájat jórészt a Nyírségre jellemző homokhátak tűzdelik, ezért az itt található földeken elsősorban gyümölcsösök és szőlőültetvények vannak. A Csontoskert város felőli oldalán legelő terül el. Itt található a gázcsere telep, és innen kelet felé haladva érhető el a Bocskai Magtár Termelő és Szolgáltató Kft. A Csontoskert legjellegzetesebb épülete az úgynevezett nádfedeles, amelyben ma a Szent Bazil Oktatási Központ mezőgazdasági szakközépiskolájának műhelye működik.
A Csontoskerttől délre van a Lókert, amelynek területét legnagyobb arányban borítják legelők és erdők. A Lókertet 22 lakásban összesen 36-an lakják, nem számítva ide a Balogh Sándor utcát, amely egyéb belterületként az egykori cigánytelep helyén épült fel. A nyírségi homokos talajú területen található az úgynevezett Nagyerdő is, amely a város legkiterjedtebb erdeje. Itt működik a Bocskai Sertéstenyésztő Kft. Az újfehértói út mentén, a Csontoskertben és a Lókertben is 2009-ben feszületeket újított fel az önkormányzat annak emlékére, hogy ebben az évben hét hónapon keresztül a városban őrizték a máriapócsi könnyező Istenszülő ikonját. A feszületek a Máriapócsra vezető zarándokutat is jelzik.
A Lókerttől délre fekszik a Kölesföld nevű külterület. Itt jelenleg 18 lakásban avagy tanyán összesen 22-en laknak. A belterület közvetlen szomszédságában elterülő járás szerény termőképességű földjéről kapta a nevét. A tájat a művelt területek mellett több helyen szikes puszták borítják. Egykor ezen a külterületen állt a város első fürdője, az úgynevezett kádas fürdő. A 19. században megnyílt fürdő a helyben feltörő gyógyvízre épült. A város tulajdonában álló fürdőt hosszú ideig Hajdúdorog zsidó közössége bérelte rituális fürdőnek. 1900-ban a város nem hosszabbította meg a bérletet, és Szent István Fürdő néven nyitotta meg a város első közfürdőjét. A fürdő ma már nem működik, és csak a Kölesföldre vezető Fürdő utca és a Fürdő major őrzi emlékét. Itt található Hajdúdorog legmagasabb pontja, a  162 m magas Debeje-halom, és egy másik kunhalom is, a Vágott-halom. A dűlő déli részén található a Kövecses halom, amelyen 2008-ban Árpád-kori temetőt és templomot tártak fel.

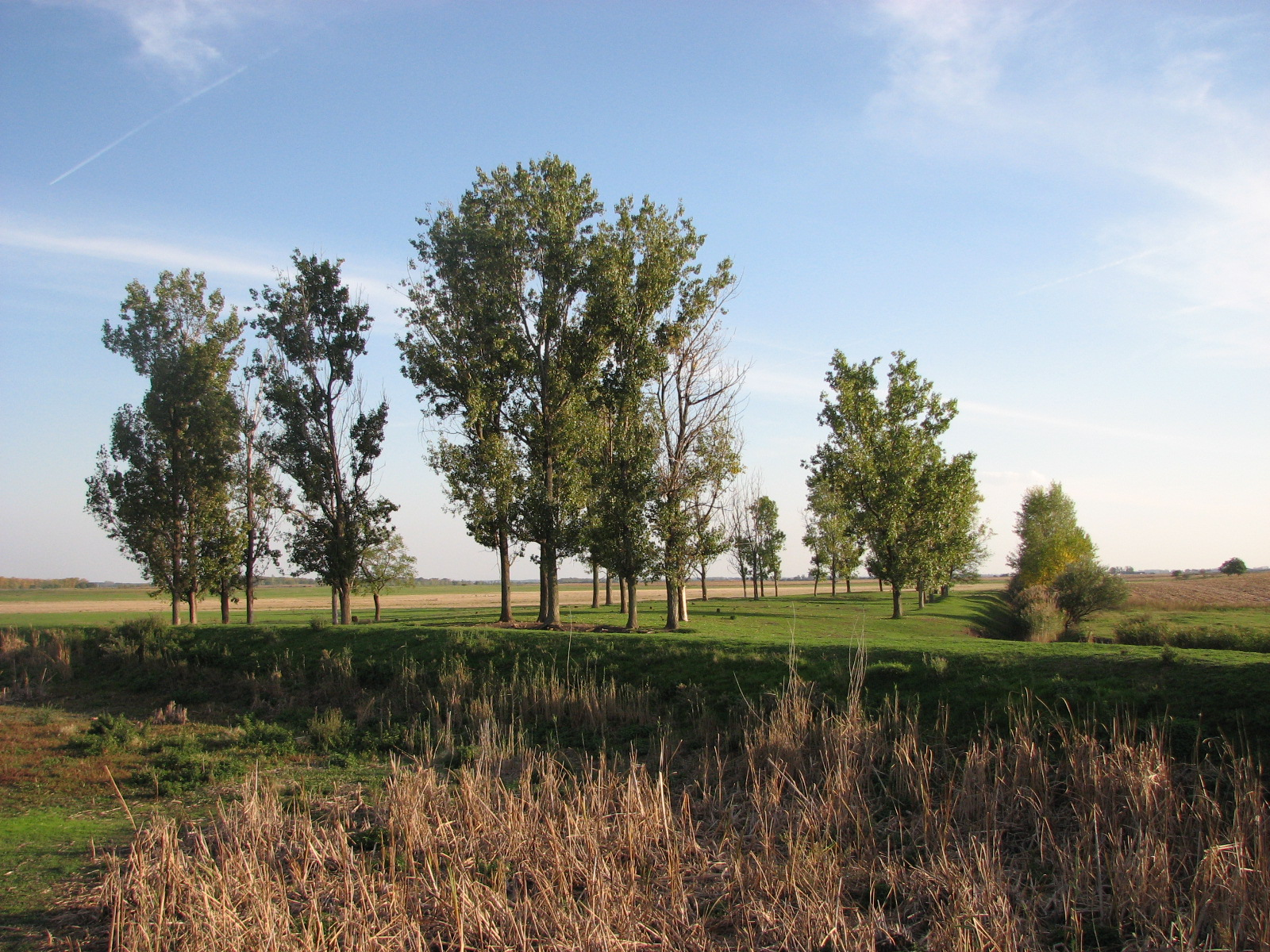
A Zajgató látképe

A Kölesföldtől délre található Hajdúdorog Gát nevű járása, amelyet nyolc lakásban nyolcan laktak 2001-ben. A közeli járásokhoz hasonlóan itt is a Hortobágyra jellemző táj, a szikes puszták az uralkodóak. A Gát legfontosabb vidéke az úgynevezett Kati-dűlő, ahol egy újabb Árpád-kori település nyomaira bukkantak. A 12. századi település, a régészek szerint, teljes feltárása után akár az ország legnagyobb Árpád-kori településmaradványa lehet. Az 1990 óta kisebb megszakításokkal folyó feltárás során előkerült egy templom a hozzá tartozó temetővel, több lakóház és egy kovácsműhely is.
A Gáttól délkeleti irányban fekszik a Gyulás vagy Gyúlás nevű külterület. A szikes, homokos talajú dombos vidéket egyetlen ember lakja, és összesen három tanyaépület található itt.
A város délnyugati járását Zajgatónak nevezik. A külterületen 18-an laknak 7 lakásban. A Zajgató és a város határán erdősáv húzódik, amit legelők, majd kintebb termőföldek követnek. Ebben a járásban fut végig a vasútvonal, és itt található az úgynevezett Vidi-tó, amely a város csatorna-hálózatának a része.
Hajdúdorog belterületét a hajdúk közigazgatási szempontból négy tizedre osztották fel. A tizedek a többi hajdúvároshoz hasonlóan eredetileg egy-egy hajdú tizedes irányítása alá tartoztak, vagyis nem egy törtszámra, hanem egy katonai egységre utal az elnevezés. A településről kivezető négy legnagyobb út (Böszörményi, Nánási, Fehértói és Tokaji) egyben a tizedek határát is jelöli. Északnyugaton van a Telekhegy tized, északkeleten a Hegy tized, délen pedig a Viditó tized és a Gát tized osztozkodnak Hajdúdorog területén.

### Éghajlata
Hajdúdorog a Hajdúság mérsékelten meleg, száraz éghajlatú területén fekszik, amely átmenetet képez a hűvösebb és csapadékosabb Nyírség és a melegebb és szárazabb Közép-Tisza vidék között. Hajdú-Bihar megye az ország legszárazabb területének számít, a csapadék éves mennyisége Hajdúdorog területén általában 500–550 mm között mozog. Ennek nagy része (kb 300 mm) a mezőgazdasági tenyészidőre esik. Az elmúlt évek adatai alapján a legcsapadékosabb hónap a július volt 80 mm-rel, a legszárazabb pedig a január 25,5 mm-rel. A város külterületének ÉK-i része kapja a legtöbb csapadékot. Általánosságban elmondható, hogy minél északabbra haladunk, annál csapadékosabb területeket találhatunk Hajdúdorogon. Ez alapján Görögkút és Szállásföld kapja a legnagyobb mennyiségű csapadékot, egy évben átlagosan 70–100 mm-rel többet, mint a DNy-i Zajgató. A 2010-es év csapadék szempontjából kivételnek bizonyult. Az átlagos csapadékmennyiség közel kétszerese hullott ebben az évben Hajdúdorog területén, 966 mm. A napsütéses órák száma éves átlagban 2100-2300 óra között mozog: nyáron 800-900 óra, télen pedig 180-220 óra. Az évi középhőmérséklet átlaga Hajdúdorogon 10-11 °C közé esik. A legmelegebb hónap a július 15-28 °C közötti értékekkel. 2007. július 21-én mérték itt a legmagasabb értéket 39 °C-ot. A hőmérő másik végén a január áll átlagosan -3,4 és 1,8 °C közötti értékekkel. Az elmúlt évek hidegrekordja -19 °C volt, amelyet 2005 februárjában kétszer és 2006. január 23-án is mértek. A kemény fagyokat hozó tél Hajdúdorogon kevés csapadékkal párosul. A hótakaróval borított napok száma az országos átlaghoz képest alacsony: évente átlagosan 30-40 nap borítja hó a várost. A leggyakoribb szélirány az ÉK-i és DNy-i szél, átlagosan 2-3,5 m/s szélsebességgel.
| Hónap                                                            | Jan. | Feb. | Már. | Ápr. | Máj. | Jún. | Júl. | Aug. | Szep. | Okt. | Nov. | Dec. | Év   |
| ---------------------------------------------------------------- | ---- | ---- | ---- | ---- | ---- | ---- | ---- | ---- | ----- | ---- | ---- | ---- | ---- |
| Átlagos max. hőmérséklet (°C)                                    | 2,0  | 3,3  | 10,0 | 17,7 | 22,4 | 25,5 | 28,1 | 27,4 | 22,6  | 16,4 | 9,9  | 3,3  | 15,8 |
| Átlagos min. hőmérséklet (°C)                                    | −2,9 | −2,9 | 1,4  | 6,6  | 10,8 | 14,2 | 15,7 | 15,0 | 10,9  | 5,9  | 2,2  | −1,4 | 6,3  |
| Átl. csapadékmennyiség (mm)                                      | 27   | 31   | 33   | 40   | 68   | 62   | 83   | 55   | 44    | 34   | 32   | 47   | 555  |
| Havi napsütéses órák száma                                       | 66   | 78   | 167  | 228  | 267  | 292  | 316  | 300  | 219   | 173  | 108  | 54   | 2268 |
| Forrás: Országos Meteorológiai Szolgálat Frissítve: 2015. január |      |      |      |      |      |      |      |      |       |      |      |      |      |

## Élővilága

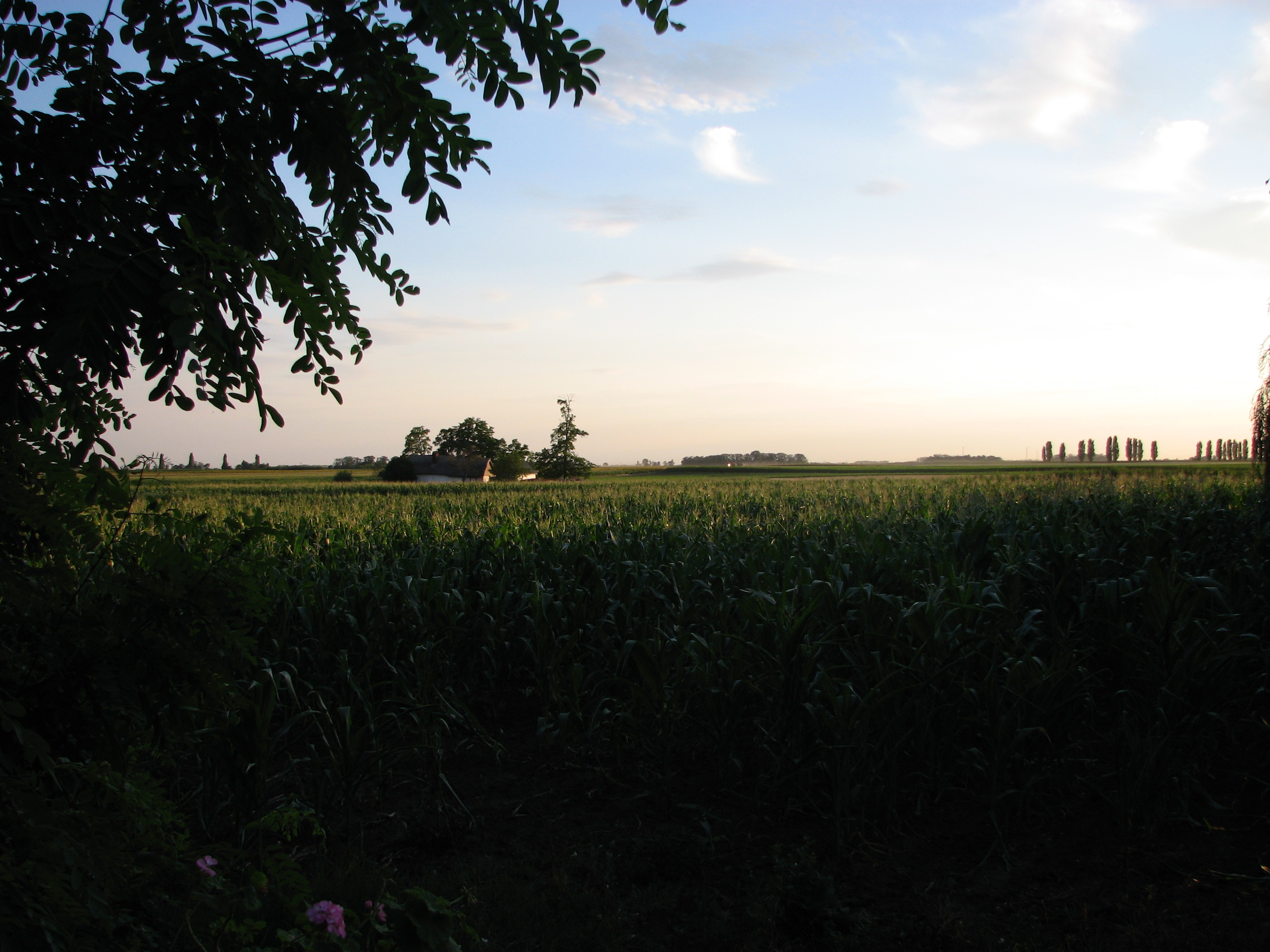
Kukoricatábla Szállásföldön

A város és környezete flóra- és faunaföldrajzi szempontból kis területnek tekinthető, vagyis egységes képet mutat. Növénytakaró szempontjából a terület az alföldi flóravidék (Eupannonicum) tiszántúli (Crisicum) flórajárásába tartozik. A kis kiterjedés ellenére Hajdúdorog területének élővilágát egyrészt az Alföld kistájainak sajátosságai, másrészt az emberi tevékenység mentén négy különböző élettérre lehet bontani. A legkiterjedtebb ezek közül a mezőgazdasági területek aránya, míg a homoki legelők a terület természetes és legértékesebb életterét alkotják. Ezeket köti össze vagy éppen választja el az erdős, bokros, ligetes területek élőtere. Végül maga a város belterülete zárja a sort.
A kiváló minőségű termőföld miatt Hajdúdorog külterületének jelentős része mezőgazdasági művelés alatt áll. A gyakran műtájnak vagy kultúrsivatagnak bélyegzett területek az elmúlt fél évszázadban jelentős átalakuláson mentek keresztül. Ez a mezőgazdaság intenzitásával, a vegyszerek és műtrágyák fokozottabb használatával vált egyre látványosabbá. Az eredeti élővilágot felváltotta valamilyen haszonnövény, ami monokultúraként egyeduralkodóvá vált a termőföldeken. Hajdúdorog határában leggyakrabban búzát, kukoricát, paradicsomot, fűszerpaprikát, dohányt és cukorrépát termesztenek. Ezek a növények a mezsgyékre, az utak szélére szorították ki, vagy teljesen kipusztították az eredeti növénytakarót.
A mezőgazdasági művelés alá vont területek állatvilága is változott, de a növényvilággal ellentétben ez korántsem fogyatkozott meg. A haszonnövények sok fajnak paradicsomi állapotokat teremtettek, és megjelentek az egyes növényekhez kötődő, úgynevezett kultúrakövető fajok. A tavaszi földmunkák idején a szántó traktorok tömegével zavarják fel a földben élő állatokat. Lárvák, földigiliszták, bogarak és a gabonatermést előszeretettel megdézsmáló kisemlősök (mezei pockok, egerek és hörcsögök) kerülnek felszínre. Ez messziről vonzza a ragadozómadarakat is. Gyakran lehet látni dankasirályokat, seregélyeket vagy vetési varjakat a szántó traktorok nyomában. A vetési munkák után a késő nyári vagy őszi betakarításokig a termőföldek élővilága zavartalan marad. A gabonatáblákban rendszeresen költ a mezei pacsirta, és fészkel a fogoly és a fürj. A repcetáblákban ritkán a túzok is fészket rak.
Az érő magvak sok madárfajt csábítanak ezekre a területekre. A napraforgó táblák rendszeres vendége például a balkáni gerle és a vadgerle, de a seregély és a házi veréb is gyakran előfordul. A magvak érésével megnő a rágcsálók száma is, amelyekre a magasban köröző vörös és kék vércsék, egerészölyvek, pusztai ölyvek és héják vadásznak. A betakarítást követően az elhullott magvak, a zúzott növények, valamint a zölden bújó őszi búza vonzza a mezei nyulakat, a fácánokat, az őzeket, a varjakat és különböző lúdféléket. A hajdúdorogi tarlók ritkább vendége a daru vagy a vaddisznó.

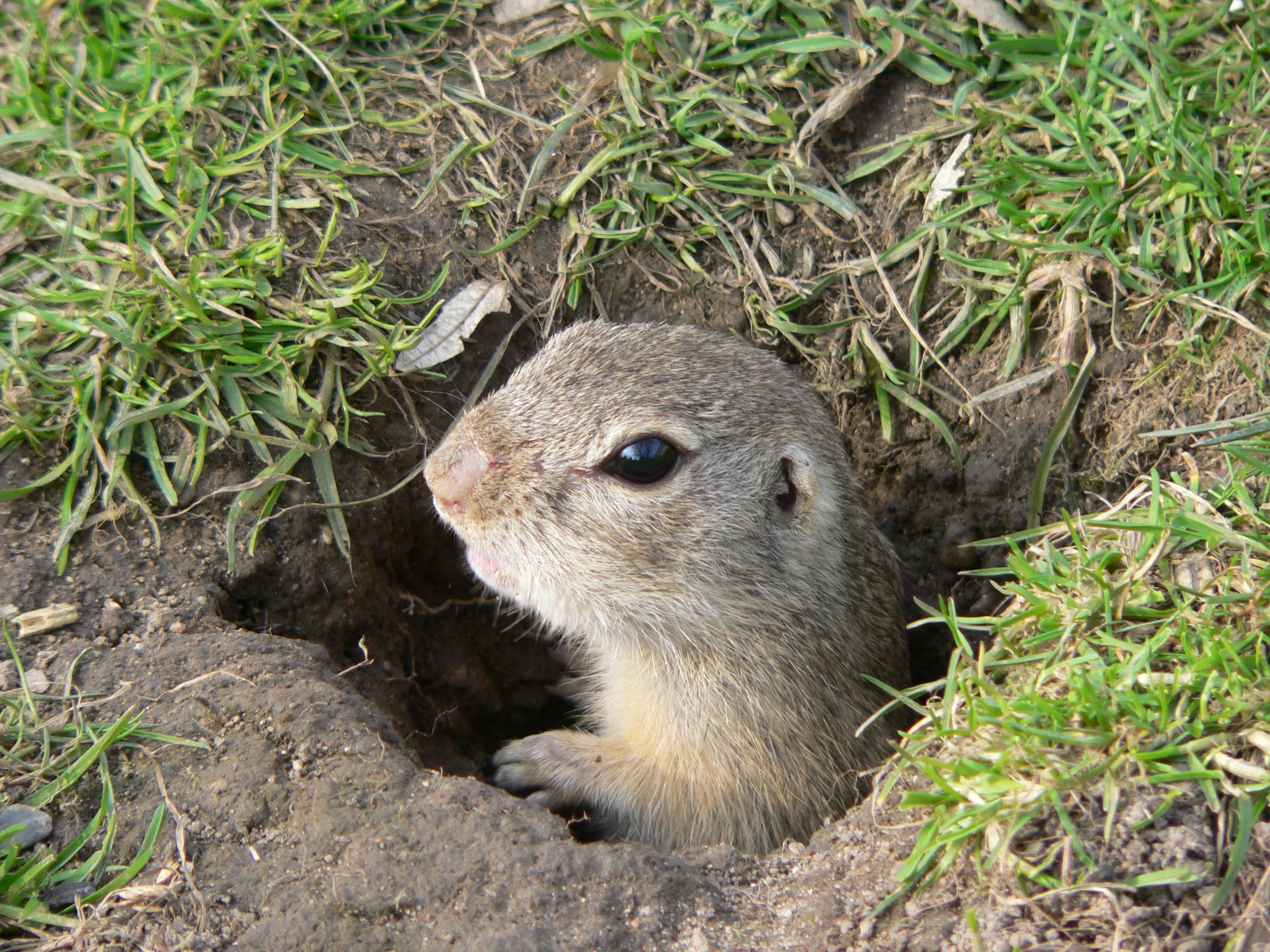
Ürge

A hajdúdorogi határ legjellemzőbb természetes élőterét a homoki legelők adják. Ezeken a területeken még az Árpádok korából sem maradt fenn utalás erdőségekre, így a Dorog környéki gyepek, puszták élővilága hosszú évszázadok során fejlődhetett ki. A hortobágyi élővilággal és tájképpel rokon terület a legeltetés modernizálása és visszaszorulása miatt az elmúlt években szintén veszélybe került.
Hajdúdorog külterületén két olyan legelő van, amelyet érdemes megemlíteni. Az egyik a délkeleti Gyulás vagy Gyúlás nevű külterület legelője, a másik pedig az északi Nagylapos. A Szállásföldön elterülő Nagylapos a Hortobágyat idéző szikes gyep, amely észak felé haladva lassan homokos talajú legelőbe megy át. Jó szénát adó fűfélék borítják ezt a vidéket, emiatt a Nagylapos egyes részeit kaszálóként is használják. A legelő legfőbb fűféléje a veresnadrág csenkesz, a réti csenkesz, a mézpázsit, a sziki pozdor, a sziki útifű és a villás boglárka. A legnagyobb pázsitalkotó fűfélék mellett a Nagylapos szikes, út menti részein találhatunk sziki árpát, puha rozsnokot, díszárpát, szagos borjúpázsitot, sziki pitypangot és réti boglárkát is. Az utaktól távolabb, az erdősávok közelében nagyrészt a tarackbúza és a nádtippan a jellemző fűféle, de sok pimpó-féle, például az indás pimpó és a védett kisfészkű aszat néhány példánya is nő a lapos ezen részén.
A gyúlási legelők nemcsak a Gyúlás, hanem a Gát, a Kölesföld és a Lókert gyepeit is felölelik. A homokos, laza talajú legelőket tavasszal, nagy esők után lápos, időszakos vízállások jellemzik. A gyúlási legelők növényvilágát ez különbözteti meg a Nagylapostól. Itt a csillagpázsit az uralkodó fűféle jellemzően kiegészülve az ördögszekérrel, a bókoló bogánccsal és a mezei aszattal. Hajdúdorog területén egyedül itt élnek ürgék.
A homoki legelők élővilágát szigetszerűen megtöri néhány nagyrészt mesterséges felszíni forma. Az egyik legjelentősebb ilyen élettér a kunhalmokon alakult ki. A művelés alól kivont halmok megőrizték a tipikus lösznövényeket, az ősgyep egyes fajait. Itt jellemzően előfordul a pusztai atracél, a bókoló zsálya, a szennyes ínfű, a macskahere, a gyújtoványfű, a fehér zanót és a Bene-halmon a törpe mandula is. Ugyanilyen mikro-élővilággal rendelkezhetnek a szabályos kör alakú mélyedések, az úgynevezett sztyepptálak is. Ezek vagy természetes, deráziós úton alakultak ki, vagy néhány esetben háborús bombatölcsérek hozták őket létre. Ezek alját gyakran nedvességkedvelő fajok népesítik be: ilyen növényfaj a mézpázsit, a mocsári csetkáka, a mocsári gólyahír vagy a zsióka.
A város két különböző legelőjét hasonló fauna népesíti be. A legelőkön viszonylag jelentős mennyiségű növényi anyag bomlik le minden évben, emiatt sok olyan állatfaj él itt, amelyek erős gyepszinti takarást igényelnek. Legnagyobb arányban az egyenesszárnyúakat találjuk, amelyek között a tücskök, szöcskék és sáskák köréből kerülnek ki a leggyakrabban előforduló fajok. Emellett sok poloskafaj, molylepke, bagolylepke, kabóca és cincérfaj népesíti be a legelőket. A legeltető állattartáshoz kapcsolódóan jelentek meg nagy számban a légyalkatúak, a kullancsok és a galacsinhajtó bogarak is. Az időszakos vízállások pedig a szúnyogfélék és a szitakötők elterjedésének kedveznek. A békák közül a vöröshasú unka, a kecskebéka és a zöld levelibéka fordul elő a leggyakrabban Hajdúdorog környékén. A hüllőket a fürge gyík, a zöld gyík és a ritkán előforduló vízisikló és rézsikló képviseli. A legelők leggyakoribb madarai közé tartozik a bíbic, a sárga billegető, a mezei pacsirta, a sordély, a kis őrgébics, a rozsdás csuk, a szalakóta, a fogoly, a fürj és a cigánycsuk is. Az emlősök közül az ürgék, a mezei nyulak és a már említett rágcsálók népesítik be a legelők sík vidékét.

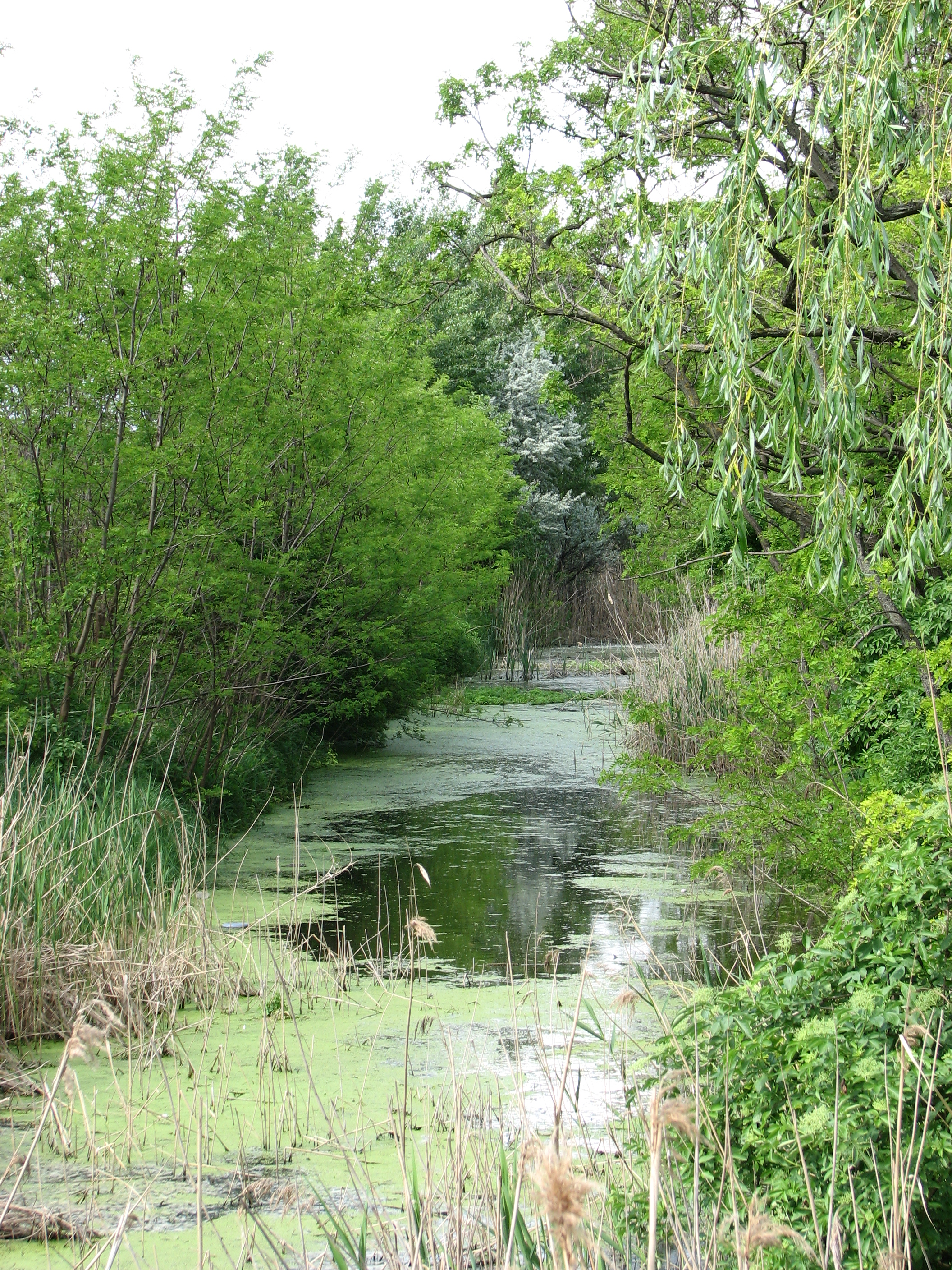
Vízállás a Csontoskertben a májusi esők után

A fás ligetek, erdők és dús bokrosok Hajdúdorog területének mindössze 2%-át teszik ki. Nagyrészt mezsgyéken, ekutak mentén vagy tanyák határában álló keskeny fasorokról, kisebb méretű erdőkről, mocsári, szikes faegyüttesekről beszélhetünk. A fásszárú növények alkotta életterek ugyan nagy átfedésben vannak a környező mezőgazdasági és pusztai területekkel, mégis egyedi] élővilággal rendelkeznek. Az ilyen területek legfőbb erdőalkotó fája az akác. Ezt a fajt az elmúlt száz évben telepítették be, és azóta nagy arányban terjedt el a város külterületén is. A szikes, homokos talajú déli legelőkön elvétve előfordul néhány gyér liget. Ezek között a legjellemzőbbek a sziki vagy homoki tölgyesek; a kőris, szil, ezüstfűz és nyárfa alkotta faegyüttesek. A láposabb területeken pedig a hamvas fűz és a szomorúfűz vet gyökeret. A cserjeszinten a bodza a legelterjedtebb bokorféle, amelyhez gyakran társul a kecskerágó, a galagonya, a cserszömörce vagy a som. A magasra növő fák, a sűrű bokrok sok állatnak adnak búvóhelyet és otthont. A nyílt termőföldeken vagy pusztákon táplálkozó állatok is gyakran a kevésbé háborgatott erdősávokban keresnek nappali menedéket, vagy itt építik meg vackukat, fészküket. A cincérek, poloskák, pókfélék mellett érdemes megemlíteni a tölgyesekben fellelhető szarvasbogarat, orrszarvúbogarat és a hőscincért. Jellemzően a fák oltalmában rak fészket a fácán; de gyakran ide telepszik a búbos banka, a fürj és a fogoly is. Az énekesmadarak közül rendszeresen a dús cserjésekben költ a fülemüle, a vörösbegy, a sárgarigó, a barátposzáta, az ökörszem, az erdei pityer, a fekete rigó, a szalakóta és több cinegeféle és légykapóféle is. Elsősorban az öreg tölgyesekben tűnik fel a fakopáncs, a zöld és a szürke küllő valamint a fekete harkály. A magas mezőszéli fák koronáján rak fészket a puszták legtöbb ragadozómadara is. A laza talajú erdősávokban ássa ki a vackát a vörös róka, a borz, a sün, a görény, a menyét, a hermelin és a mezei nyúl. A fák között találnak menedéket az őzek és a vaddisznók is.
Magáról a városról, mint élettérről is érdemes néhány szót ejteni. A hagyományosan városias környezetben előforduló állatok (házi veréb, galamb, házi egér, patkány, sün, nagy éjjeli pávaszem) mellett Hajdúdorog belterületén elsősorban a védelem alatt álló fákat kell megemlíteni. Ezek nagyban összefüggenek a város és az ország történelmével. A legjelentősebb védett fa-csoportot a görögkatolikus székesegyház kertjében találhatjuk. Több mint száz évvel ezelőtt a város volt a kiindulópontja és központja annak a mozgalomnak, amelynek célja egy magyar nyelvű görögkatolikus püspökség megalapítása volt. A magyar görögkatolikus egyház pápai elismerésében nagy szerepe volt az 1900-as római zarándoklatnak, amelyen összesen 42 hajdúdorogi hívő vett részt. A zarándoklat emlékére 1900-ban egy jubileumi szentmisét követően 42 darab fát ültettek el a templomkertben, amelyek közül 35 mind a mai napig megtalálható. A székesegyház kertjében 13 vadgesztenyefa, 3 kocsányos tölgy, 5 szilfa, 4 kőrisfa, 2 közönséges pagodafa és 3 hársfa áll védelem alatt.
Minden bizonnyal a helyiek között a legismertebb védett fa a Szív utcai Görögkatolikus óvoda kocsányos tölgyfája. A hatalmas fát a honfoglalás ezeréves évfordulóján, 1896-ban ültette Hajdúdorog közössége.
2004-ben vált védett természeti értékké a Böszörményi út 28 szám alatti telken álló közönséges pagodafa. A fát a ház akkori tulajdonosa, Orosz István, a lovas nemzetőrség századosa ültette az 1848-49-es szabadságharcot követő években az elbukott forradalom emlékére. Ma az Öregek Napközi Otthona működik az épületben.
Szintén 2004-ben váltak védetté Erzsébet királyné emlékfái is. A fákat 1898-ban ültették az akkori földművelésügyi miniszter, Darányi Ignác felhívására. A miniszter körlevélben kérte az ország minden települését, hogy a „gonoszul meggyilkolt” Erzsébet királyné emlékére hosszú életű, nemes fákat ültessenek. Hajdúdorog város elöljárósága, a görögkatolikus egyház és a Magyar Királyi Dohánybeváltó Hivatal összesen 667 darab tölgyet, vadgesztenyét, kőrist, nyárfát, fenyőt, hársfát és akácot ültetett a királyné emlékére. Ezek közül nyolc tölgyfa és tíz gesztenyefa még mindig látható az egykori Dohánybeváltó Hivatal területén. A fák egy része a mai vasútállomás előtt láthatóak, más részük magántulajdonban a közeli cégek területén van.

## Története

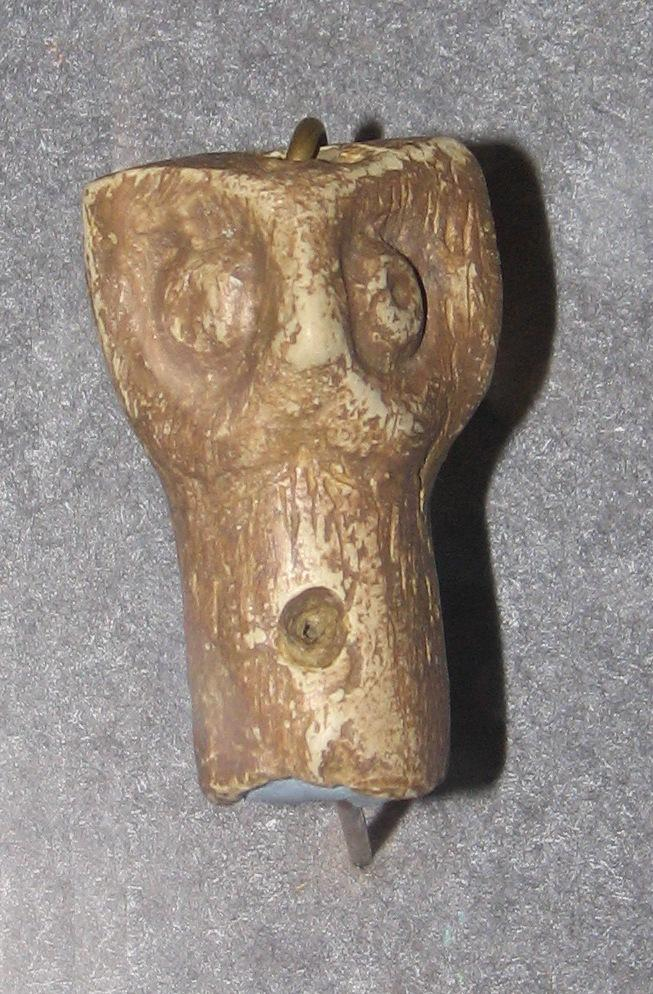
Csontból készült, bagolyfejes botvég a Temetőhegyről

Hajdúdorog mai területe kedvező fekvése miatt már a kőkorszaktól kezdve lakott volt. Legkorábbi régészeti lelete az úgynevezett bodrogkeresztúri kultúra nyomait magán viselő rézbalta, amely a Kr. e. 2300-2200-as évekből származik. A régészeti kutatás jelenlegi állása szerint a legkorábbi emberi települések a mai várostól északra alakultak ki, a mai Szállásföld nevű külterületen. Itt telepedtek meg a vaskorban a szkíták is, Hajdúdorog első név szerint ismert lakói. Őket körülbelül Kr. u. 30-ban a szarmaták követték, akik a Római Birodalommal élénk kereskedelmet folytattak, és később katonai szövetséget is kötöttek vele. Ennek az emlékét őrzi a település északi részén mind a mai napig látható Csörsz-árok.
A népvándorlás kora több germán népet is sodort a mai Hajdúdorog területére, akik közül a gepidák telepedtek meg hosszabb ideig a Kárpát-medencében. Őket 567 körül igázták le az avarok, akik már a mai város belterületén is letelepedtek az 1955-ben a Városkertben előkerült avar nemesi sírleletek tanúsága szerint. Az Avar Birodalom gyengülésére végül 896-ban a honfoglaló magyar törzsek tettek pontot, akik elfoglalták az egész Kárpát-medencét.

### Az Árpádok korától a hajdúk betelepítéséig
A Gesta Hungarorum feljegyzései alapján Hajdúdorog vidéke Ond vezér nemzetségének birtokába került röviddel a magyar törzsek honfoglalása után. A külterületek bemutatásakor már szó esett arról, hogy a mai településtől északra, a Szállásföldön jelentős Árpád-kori településmaradványokat tártak fel. Előbb a Temetőhegy sírjaiból került elő gazdag leletanyag, majd a közeli Templomdomb is felfedte egy Szent István király korabeli templom alapjait és a körülötte fekvő temetőt.
Az északi településsel párhuzamosan, feltehetőleg a korábbi avar és az új magyar népesség keveredéséből alakult ki a mai Hajdúdorog őse, amelynek első írásos említése 1301-ből származik. A Doroch néven ismert falu akkor a Gutkeled nemzetség birtokában volt. Pár évvel később, 1312-ben a települést már Dorogegyháza néven említik a hivatalos iratok. Az Árpád-ház kihalása után a változó hatalmi egyensúly hatására 1430-ban Dorog is gazdát cserélt, és az Anjoukhoz közelebb álló Kállayak kapták meg a területet.
A kis falu később a tokaji váruradalom birtokába került, amelynek urai eleinte a Szapolyaiak voltak, majd kisebb kitérőkkel Tokaj várkapitányának, Serédi Gáspárnak a tulajdonában állt. Gyula várának 1566-os elestével a török seregek akadálytalanul juthattak el egészen a szabolcsi területekig. A török kor alatt Dorok néven emlegetett település lakói a tokaji uradalomnak és az oszmán kincstárnak is adót fizettek, amivel a falu békéjét váltották meg. Az 1593-ban megindult tizenöt éves háború az adó ellenére is feldúlta Dorokot, és emiatt a falu a századfordulóra szinte teljesen elnéptelenedett.

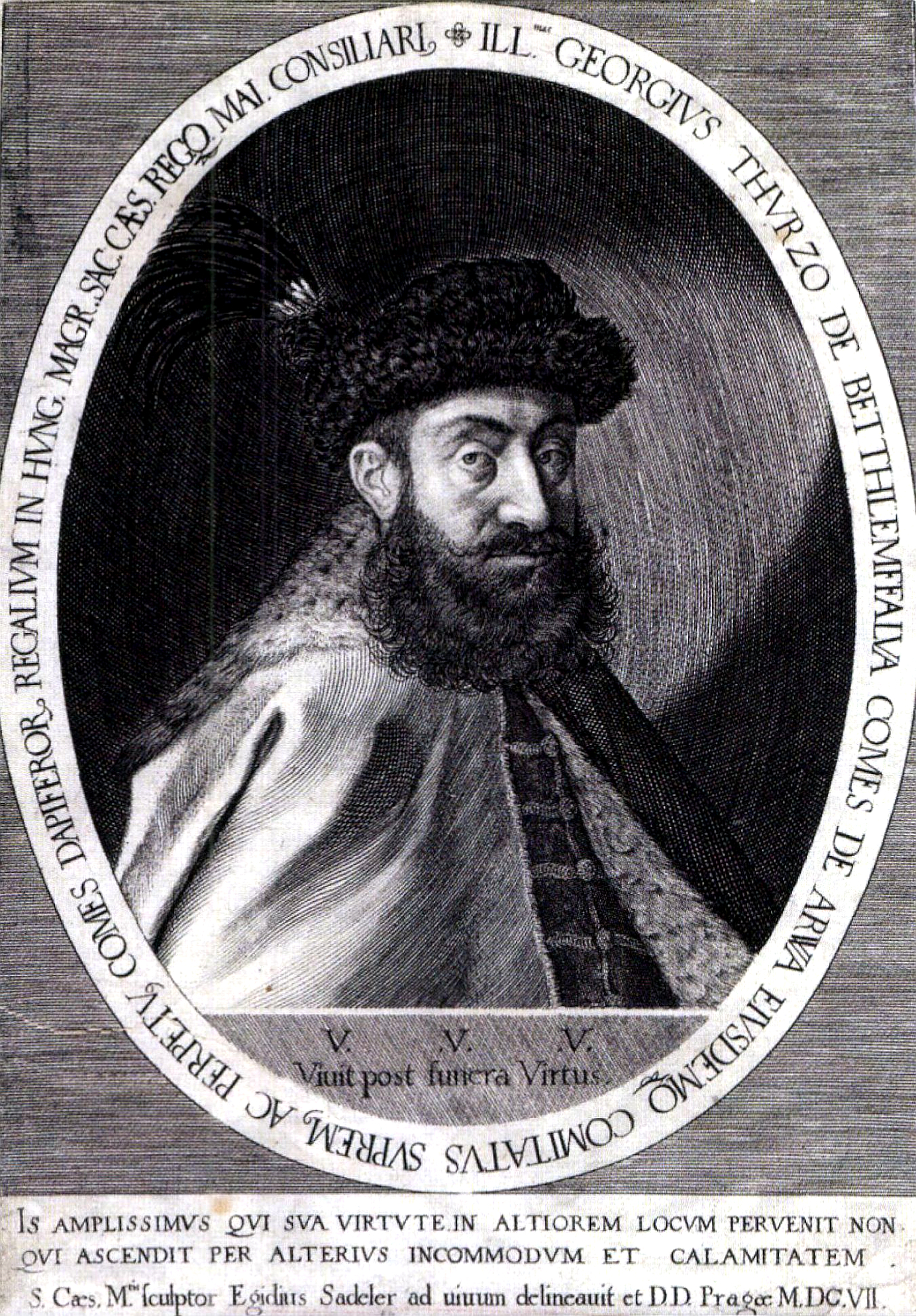
Thurzó György nádor portréja

### A hajdúváros
A tizenöt éves háború során a település birtokosa gyakran változott, de végül a 17. század kezdetén huzamosabban Bocskai István tulajdonába került. Dorok elvándorolt, elmenekült lakói lassan visszaszivárogtak a faluba, és akkor még nem is sejtették, hogy a Bocskai által indított Habsburg-ellenes felkelés új fejezetet fog nyitni a település történetében. Az erdélyi fejedelem seregének fő erejét ugyanis a hajdúk alkották, akik a zsold mellett nemesi címért és vallásszabadságukért cserébe harcoltak Bocskai ügye mellett. A felkelés után Bocskai tartotta a szavát, és a hajdúkat katonai szolgálatukért cserébe saját birtokán, nemesi címmel letelepítette. Ezt az 1605. december 12-én kiadott korponai kiváltságlevélben hivatalosan írásba is foglalták. A hajdútelepítéshez felsorolt birtokok között található Dorog neve is.
Bocskai azonban alig egy évvel a hajdúk jogait garantáló kiváltságlevél kiadása után meghalt, és a hajdúknak újra fegyvert kellett fogniuk, hogy kiharcolt jogaikat mind a magyar korona mind az Erdélyi Fejedelemség elismerje. A tokaji uradalom Doroggal együtt az 1606-os bécsi béke értelmében Thurzó György irányítása alá került, aki 1616. július 4-én a korábbi kiváltságlevelekre, és Dorog korábbi hajdú lakosaira hivatkozva, a települést a hajdúvárosok sorába emelte, és azt Deli Száva lippai hajdúkapitány birtokába adta. A nádor adománylevelét 1632. augusztus 10-én II. Ferdinánd kiváltságlevele erősítette meg. Ezzel az oklevéllel Dorog is belépett a királyilag elismert hét hajdúváros sorába, amelyek azonos jogállását is elismerte a királyi oklevél.

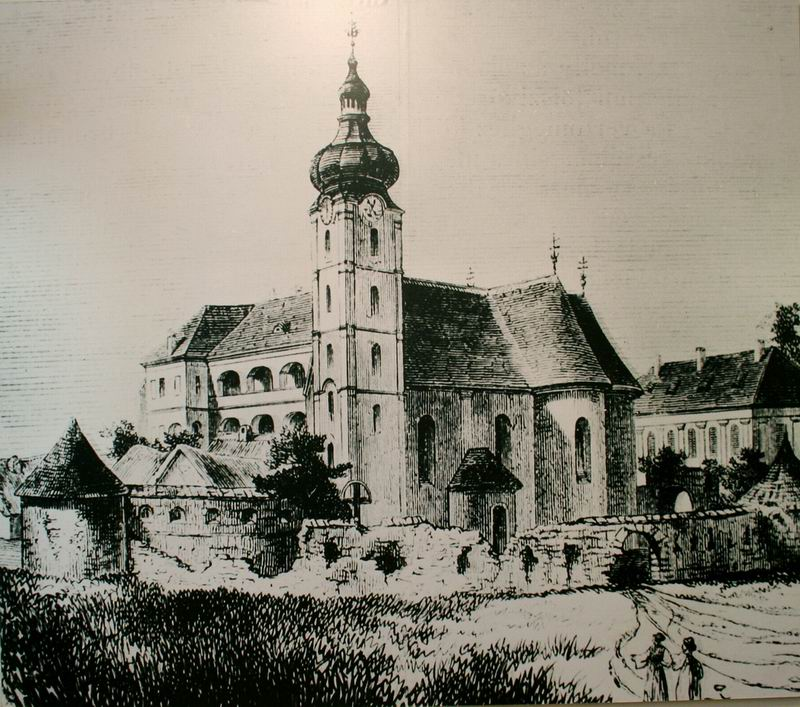
A görögkatolikus templom ábrázolása 1859-ben

Deli Száva hajdúi tehát birtokba vették Dorogot, és a katonáskodó nép igényei és szokásai szerint építették és szervezték újjá a települést. Ekkor alakult ki a városra mind a mai napig jellemző körkörös, hármas tagoltságú településszerkezet. A betelepülő hajdúk Dorog központjában feltehetőleg fából bizánci rítusú templomot emeltek, amelynek közelében épült fel Dorog közigazgatási épülete. Ezeket, és a vezető hajdú nemesség lakóházait vastag téglafallal vették körbe, amelynek sarkainál négy őrtorony állt. Az erődfallal határolt központ egyes részei még ma is állnak. Ez a terület volt a hajdú település legfontosabb része, az úgynevezett belső vár. A belső vár körül helyezkedett el a huszárvár, amelyet az erődfalon kívül árok is elválasztott a belső vártól. Ez a terület volt a korabeli Dorog életének legfőbb színtere. A huszárvár elsődleges katonai funkciója a könnyűlovasság elszállásolása volt. 1660-ban itt épült fel a hajdúlaktanya árkádos épülete, amelyben ma a hajdúdorogi polgármesteri hivatal működik. Ezen a területen helyezkedett el a lakóházak, az aklok, az istállók és a kertek nagy része. A huszárvárat a latorkert vette körbe, amely a legkülső védelmi rendszert jelentette. Ez Dorog esetében egy cölöpkerítés volt, amely elsősorban a kisebb portyázó seregek megállítását célozta. A latorkertet néhány éven belül palánkkal erősítették meg, amelynek vesszőből fonott falai közé földet öntöttek, és árokkal is ellátták a védelmi rendszert.
A ténylegesen letelepült hajdúk létszámáról mind a mai napig nincsenek pontos adatok, az viszont biztos, hogy II. Ferdinánd 1632-es oklevele után Dorog népessége meredeken emelkedni kezdett, és 1639-ben a település már mezővárosi rangot kapott. Az oklevél ugyanis kiterjesztette a hajdú nemesi jogokat a hajdútelepülések minden nemes lakójára, és a jobbágyoknak is kedvezőbb adóterheket írt elő. A város igazgatása kiterjedt hivatalnokrendszert is igényelt, amelyet a hajdúk saját katonai szervezetük mintájára alakítottak ki. Így Dorog élén a hajdúkapitány vagy főkapitány állt, a város hivatalos ügyeit pedig az úgynevezett magisztrátus intézte.

A korponai oklevél alapján a letelepedő hajdúk vallásszabadságot is kaptak. A hajdúk döntő többsége ugyanis a Habsburgok által üldözött református felekezethez tartozott. Dorog hajdúi viszont egy keleti rítust, a bizánci rítust követték, amelynek katolicizálásával 1646-ban az ungvári unióval jött létre a görögkatolikus vallás. Az új rítusú katolikus egyház nyelveként a pápa két hivatalos nyelvet ismert el: az egyházi szlávot és a románt. Dorogon emiatt sokáig két parókia működött: a szláv és a román nyelvű. A két parókus 1667-ben már bizonyítottan ugyanannál a templomnál szolgált.
A hajdúvárosok gyarapodó népességükkel egyre fejlettebbek lettek, és hamarosan megalakították a Hajdú kerületet, amely a hét hajdúváros érdekeit képviselte, a városok szövetségét jelentette. A katonáskodó hajdúvárosok egy védtelen alföldi területen hatékony védelmi rendszert alkottak, az úgynevezett kis végvárrendszert, amelyen kisebb, portyázó török seregek valóban nem tudtak áttörni. Szejdi Ahmed, budai pasa éppen ezért 1660-ban úgy döntött, hogy nagy sereggel vonul a hajdúk és Várad ellen. Az úgynevezett Szejdi-járás török túlereje ellen a hajdúk tehetetlenek voltak, így az oszmán seregek végigpusztították a hajdúvárosokat – köztük Dorogot is. A török pusztítás után 1676-ban a Partiumban portyázó kurucok rabolták ki és égették fel a várost. A sorozatos csapások miatt Dorog majdnem újra elnéptelenedett, de a  többéves békés időszak új életre keltette a várost. A kuruc pusztítások miatt érthető okokból a hajdúk eleinte nem lelkesedtek II. Rákóczi Ferenc szabadságharcának támogatásáért. Amikor a kuruc hadak 1703-ban bevették a közeli Kálló várát, Dorog kapitánya mégis a szabadságharc mellé állt.

### Hajdúdorog a Habsburgok idején

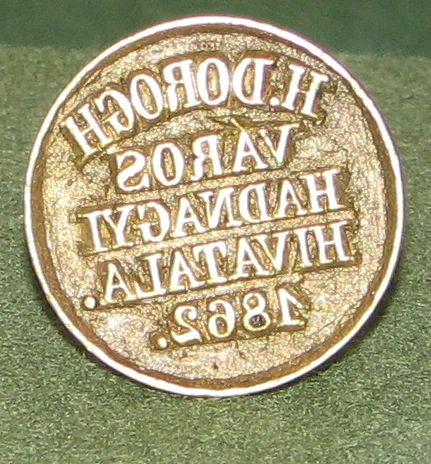
Hajdúdorog hadnagyi pecsétje 1862-ből

A háborús 17. század elmúltával Dorogra több évtizedes békeidő köszöntött. Ennek ellenére a következő két évszázadban több százan haltak meg a különböző járványokban. 1709-ben jegyezték fel a város első nagy pestisjárványát. A Hajdú kerület jegyzőkönyve szerint Dorog „a rendkívül való istenítéleti miatt majd teljességgel elpusztult”. Ezt követően 1739–40-ben pusztított a fekete halál közel hatszáz áldozatot szedve, míg a 19. században a kolera söpört végig többször a városon.

A békés időszakban a figyelem a város gazdasági és közigazgatási gondjaira terelődött. Egészen 1787-ig a város igazgatását a hajdú nemesekből álló hajdútanács végezte. A tanács ekkor kiterjesztette a választójogot a város minden polgárára. Városi polgárnak csak a gazdák számítottak, vagyis azok a birtokosok, akik házzal rendelkeztek Dorogon. Ez a változás az addigi városigazgatás rendszerének az átalakításával is járt. Létrehozták a 24 tagú nagytanácsot (más néven esküdtek, universitas, communitas, Választott Hites Közönség), amelynek vagyonos tagjai ugyan széles körben tárgyalhatták a város ügyeit, de jogszabályt önállóan nem alkothattak. A város igazán fontos testületét szenátusnak (más néven tanács, kistanács) nevezték. A kezdetben 12 majd 1820-tól 8 fős szenátus tagjai nemesek voltak, és ők hozták meg a legnagyobb horderejű döntéseket. Minden szenátor egy-egy ügykörért volt felelős, a gazdasági ügyektől kezdve az igazságszolgáltatásig. Ez utóbbit 1715-től kezdve sedria néven a szenátus egyik alintézményeként ismerték. Elvileg a nagytanács és a szenátus közös ülésén a közgyűlésen születhettek meg a konkrét jogszabályok, a valóságban azonban a szenátusnak döntő szava volt. A szenátus soraiban foglaltak helyet a város vezető tisztviselői is. Közülük a legfontosabb tisztséget a főhadnagy (korábban kapitány, később hadnagy) látta el. Ő fogta össze a város közigazgatását, ő elnökölt a szenátus ülésein, és az ő pecsétjével vált hivatalossá egy helyi jogszabály. 1829-ig helyettese a főesküdt (más néven népszónok, népszószóló, néptribun vagy fürmender) volt, aki a nagytanács elnökeként a gazdasági ügyeket felügyelte. 1829-ben jött létre az alhadnagy tisztsége, aki a rendészet és az igazságszolgáltatás felelőse lett a városban. Mellettük a városgazda, a pénzügyekért felelős perceptor és a főjegyző tartozott a legfőbb tisztviselők közé.
Dorog népessége a járványok ellenére is egyre gyarapodott, így a kiterjedt legelőkre alapozott állattartás egyre inkább a növénytermesztésnek adta át a helyet, hiszen több kenyérre volt szükség. A területhez kötött növénytermesztés miatt 1852-ben hét járásra és 16 dűlőre osztották fel a dorogi határt, hogy így egyszerűbb legyen meghatározni az egyes termőföldek helyét. Dorog pontos határait pedig közel százéves vita után 1886-ban húzták meg. A ma is látható tanyavilág jelentős része csak ezt követően kezdett felépülni. A dorogi tanyák legnagyobb részét 1900 és 1920 között építették.

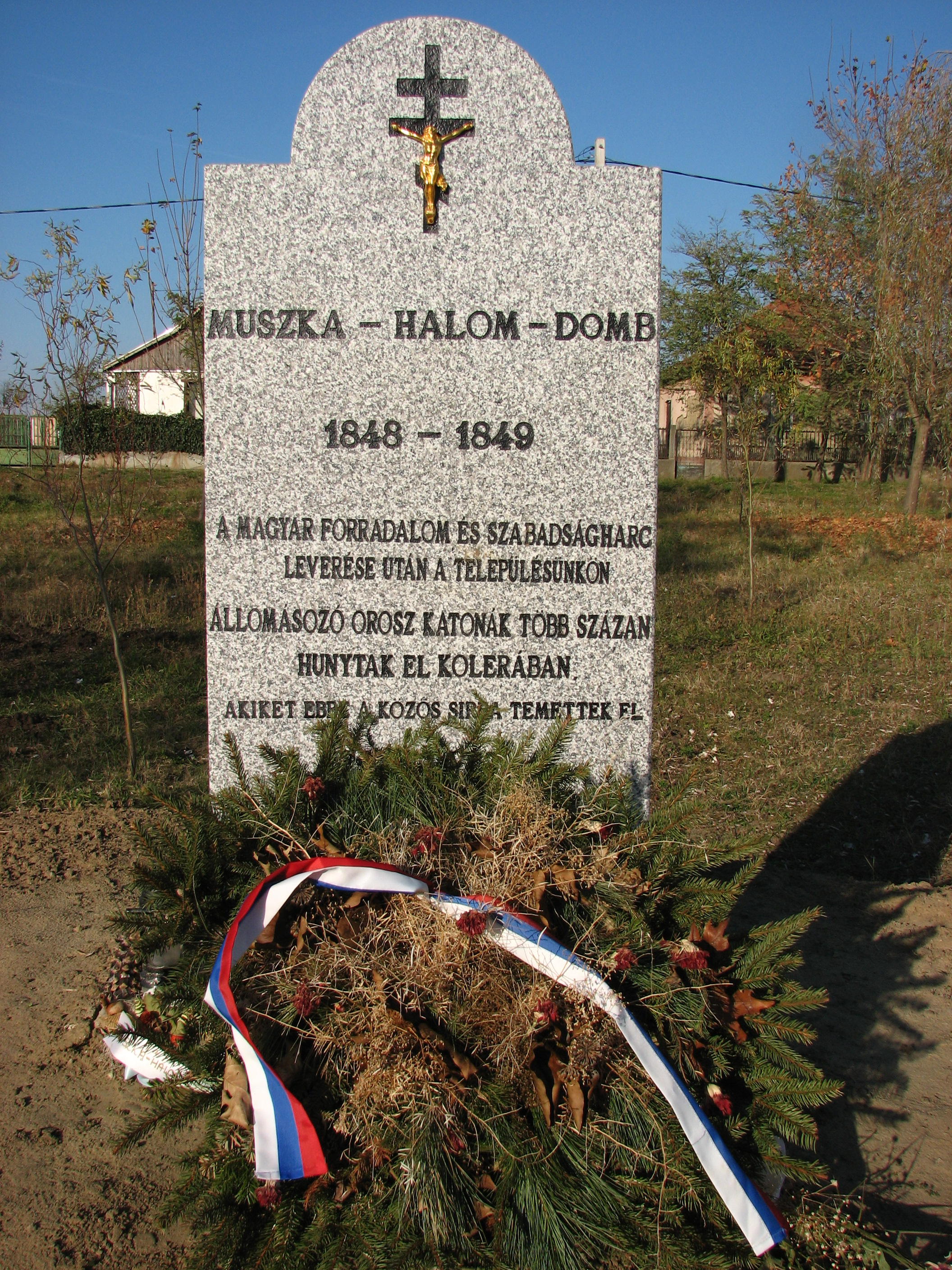
A Muszka-halom emlékhelye a Rákóczikertben

A 18. századi Dorog elsősorban csak mezőgazdasági termékeivel tudott kereskedni, ipari terméket alig állítottak elő a településen. A helyiek igényeinek kielégítésére dolgoztak iparosok a városban, és több malom és olajsajtoló is működött itt, de vásári eladásra ekkoriban csak a kosárfonók termeltek. A város mind a mai napig magán viseli a kosárfonók hagyatékát, hiszen ők ültettek fűzfákat a Böszörményi út mentén, amelyeket azóta is újraültetett a város. 1795-től kezdve évente három csütörtökön országos vásárt tartottak Dorogon.
A hétköznapok nyugodt rendjét a 18. században csak néhány fontosabb esemény zavarta meg Dorogon. Az 1750-es évek elején ilyen eseménnyé vált a Dugó Kovács János vezette zsellér-felkelés, amely a városvezetés túlzott adói ellen irányult. Az alhadnagy hamar leverte a nincstelenek lázadását. 1756-ban Mária Terézia 40 katona kiállítására kötelezte a várost a korponai oklevél értelmében. A katonák elmentek, és a dorogiak figyelme az új, energikus parókusra, Bacsinszky Andrásra terelődött, aki 1752-ben új görögkatolikus templom építésébe fogott, amelyet 1772-ben fejeztek be. Az új templomban 1821-ig még két parókia működött, ekkor a közgyűlés úgy döntött, hogy a román nyelvű parókiát megszüntetik, mert nincsen rá igény.

A reformkorban egyre több zsidó kereskedő telepedett le Dorogon, és 1848 körül felépítették imaházukat is a Jaczkovics és a Dohány utcák sarkán. A dorogi zsidó élet igazán akkor élénkült meg, amikor 1869-ben Frankl Sámuel lett a város rabbija. Az új vallás megerősödése nem foglalkoztatta annyira a város vezetőségét, mint a reformkori szellem, és a hamarosan fellángoló szabadságharc, amihez Dorog városa öt századost és több száz katonát adott. A világosi fegyverletétel után 1849-ben a kivonuló cári seregek egy nagyobb hadtestje állomásozott Dorog vidékén. Az ószláv nyelvű egyház miatt a sereg vezető tisztjeit több száz katonával együtt a városban szállásolták el. Az 1849-ben kitörő kolerajárvány főleg az orosz seregben pusztított, több magas rangú orosz tiszt és nemes életét is kioltva. A tömegsírba temetett katonák nyugvóhelyét, az úgynevezett muszka halmot ma emléktábla jelöli. A levert szabadságharcot megtorlások követték, amely Dorog esetében az önkormányzat elvesztését jelentette. Egészen 1854-ig a nánási szolgabíró intézte a város ügyeit, majd 1854-től kezdve a városnak saját szolgabírája lett. Feltehetőleg nem véletlen, hogy a szigorú római katolikus értékek szerint uralkodó Habsburgok elnyomása idején, 1859-ben épülhetett fel a dorogi római katolikus templom. A kiegyezést követően a település 1871-ben kapta vissza önkormányzatát, mint rendezett tanácsú város, de cserébe le kellett mondania hajdú kiváltságairól. Ugyan már a 19. század elejétől kezdve Hajdú Dorogh néven írtak a városról, mégis az 1871-es dokumentum tette ezt az elnevezést hivatalossá. 1876-ban döntést hoztak a Hajdú kerület megszüntetéséről, és Hajdú vármegye felállításáról. Ettől kezdve Hajdú Dorogh ennek a vármegyének a része.
A Monarchia időszaka Hajdúdorogon is a fejlődés és az ipari fellendülés időszaka volt. 1884-ben átadták a forgalomnak a Debrecen és Hajdúnánás közötti vasutat, ami keresztezte Hajdúdorogot is. A vasút szinte azonnal ipari fejlődést hozott, hiszen 1885-ben nyílt meg a város első gyárüzeme, a Dohánybeváltó Hivatal a vasútállomás közvetlen közelében. Az első magángyár 1907-ben nyílt meg Auspitz Jeremiás Ecetgyára néven, és 1911-ben a Hajdúdorogi Gőztéglagyár Rt., a település első részvénytársasága is elkezdte működését. A gőztéglagyár adta nevét a mai Téglagyár utcának. 1911-ben épült meg Hajdúdorog első kövesútja is, amely a Debrecent Hajdúnánással összekötő út része volt. A makadámút a mai Böszörményi és Nánási utakat borította. 1900-ban a város visszavette az addig főleg a zsidóknak bérbe adott kádas fürdőt, és megnyitotta a Szent István Gyógyfürdőt, amelynek emlékét ma már csak a Fürdő utca neve őrzi. A századfordulón nyílt meg a mai mozi helyén a Novella Szálló, amely a város legjelentősebb étterme és szállója volt, és róla kapta a Fogadó utca a nevét. 1901-ben épült fel a város harmadik temploma, a református templom. A Monarchiában a városi rang azonban aránytalanul nagy költséget rótt a településre, emiatt Hajdúdorog 1887-ben önként lemondott városi rangjáról, és község lett, amelynek élén ettől kezdve a főbíró állt.

#### A Hajdúdorogi Egyházmegye felállítása

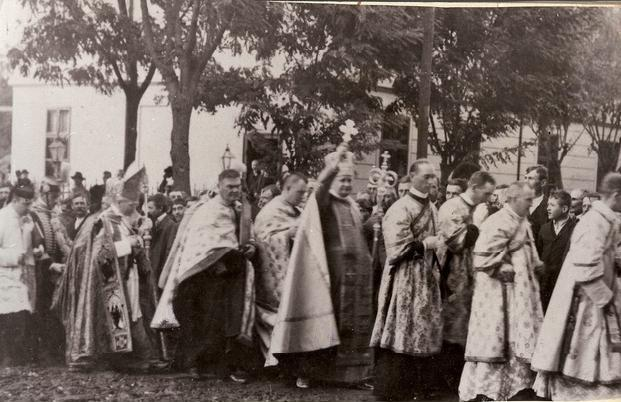
Az első hajdúdorogi püspök, Miklósy István felszentelése 1913-ban. A keresztjével áldást osztó püspök mögött Jaczkovics Mihály, püspöki vikárius látható.

Hajdúdorog szempontjából a Monarchia időszakának egyik legfontosabb eseménye a görögkatolikus egyházhoz kötődik. A városban a 19. század folyamán nemcsak megszilárdult, hanem kifejezetten meghatározóvá vált a görögkatolikus vallás. Az ungvári unió létrehozta a görögkatolikus vallást, és ekkor a Szentszék engedélyezte, hogy a bizánci rítusú szertartásokat ószláv illetve román nyelven is végezhessék, és azok külön püspökségbe szerveződhessenek. A magyar nyelvű görögkatolikusok már az 1770-es évektől kezdve igyekeztek előremozdítani a magyar nyelvű liturgia ügyét, de sokáig néhány imakönyv lefordításán kívül más eredmény nem született. A hajdúdorogi városi tanács már 1842-ben is kérte a magyar nyelvű liturgiát, de azt Róma továbbra is tiltotta. Farkas Lajos, Hajdúdorog főhadnagyának kezdeményezésére 1868. április 16-án 52 magyar ajkú görögkatolikus egyházközösség részvételével országos kongresszust tartottak Hajdúdorogon. A hajdúdorogi mozgalom néven ismertté vált kongresszus levélben kérte Ferenc József magyar királyt a magyar bizánci egyházmegye felállítására és a magyar nyelvű liturgia bevezetésének támogatására. Az uralkodó ekkor alapította meg a munkácsi püspökség fennhatósága alá tartozó Hajdúdorogi Külhelynökséget, amelynek kilenctagú bizottsága Hajdúdorogon dolgozott tovább a kongresszus által lefektetett célok eléréséért. A külhelynökség, vagy a vikáriátus épülete egykor a mai Móra Ferenc Általános és Művészeti Iskola líceum nevű épülete volt. Az országos zsinat után 1868-ban kezdtek neki a templom átépítésének. Az 1876-ig tartó építkezések során a barokk stílusú templomot romantikus jegyekkel újították fel, és háromhajós bazilikává alakították át.
A királyi döntés hatására egyre több helyen miséztek magyar nyelven, amit 1896-ban Róma erélyesen megtiltott. Ez a tilalom hívta életre a Görögkatolikus Magyarok Országos Bizottságát, amely 1900-ban zarándoklatot szervezett Rómába, hogy a Szentszéket jobb belátásra bírják. A több mint 400 hívő és 67 pap zarándoklatában 45 hajdúdorogi is részt vett. A küldöttséget 1900. március 9-én fogadta XIII. Leó pápa, és végül 1912. június 8-án X. Piusz pápa a Christifideles Graeci bullájával megalapította a Hajdúdorogi Egyházmegyét. Az egyházmegye első püspökét, Miklósy Istvánt 1913. október 5-én szentelték fel a hajdúdorogi székesegyházban. A püspöki hivatal azonban először Debrecenbe, majd 1914 őszétől kezdve Nyíregyházára helyezte székhelyét.

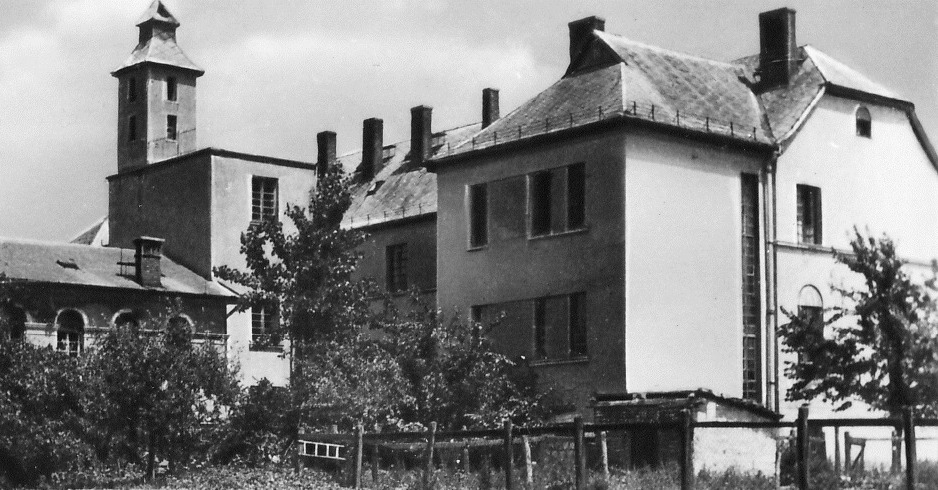
A baziliták rendháza az Ady Endre utcán

### Hajdúdorog a 20. században
A 20. század viharos eseményei nem kerülték el Hajdúdorog városát sem. Az első világháború frontvonala nem érintette a települést, mégis 229 hajdúdorogi vesztette életét a háborúban. Mivel a legtöbb férfit besorozták, nem volt munkaerő, aki biztonsággal eltartotta volna a családokat. Az éhség 1916 telén a nők egy csoportját Bőti Istvánné vezetésével a községháza ellen hangolta.

A háborúnak lassan vége lett, a gondokat viszont Károlyi Mihály új kormányának sem sikerült elsimítania, emiatt 1919-ben a kommunista párt vezetésével kikiáltották a tanácsköztársaságot. Ennek hajdúdorogi direktóriuma március 23-án alakult meg, és élére április 7-én Posta Istvánt választották meg. A direktórium alig pár hétig működhetett, ugyanis április 25-én a bevonuló királyi román hadsereg megtörte a kommunista hatalmat Hajdúdorogon.
A húszas években lassan helyreállt gazdasági életet gyökerestül forgatta fel a nagy gazdasági világválság. A gazdasági összeomlásnak alapvetően két következménye lett. Egyrészt közmunkák keretében több belterületi út kőburkolatot kapott, 1933-ban fejezték be a Tokaji út keresztútig tartó szakaszának építését is. Másrészt újra erősödni kezdtek a szélsőséges politikai eszmék, amelyekkel párhuzamosan egyre több zsidóellenes törvény jelent meg. A háború felé sodródó évtizedben telepedtek meg Hajdúdorogon a baziliták, akik az egyház Ady Endre utcai birtokán 1942-ben rendházat is építettek maguknak.

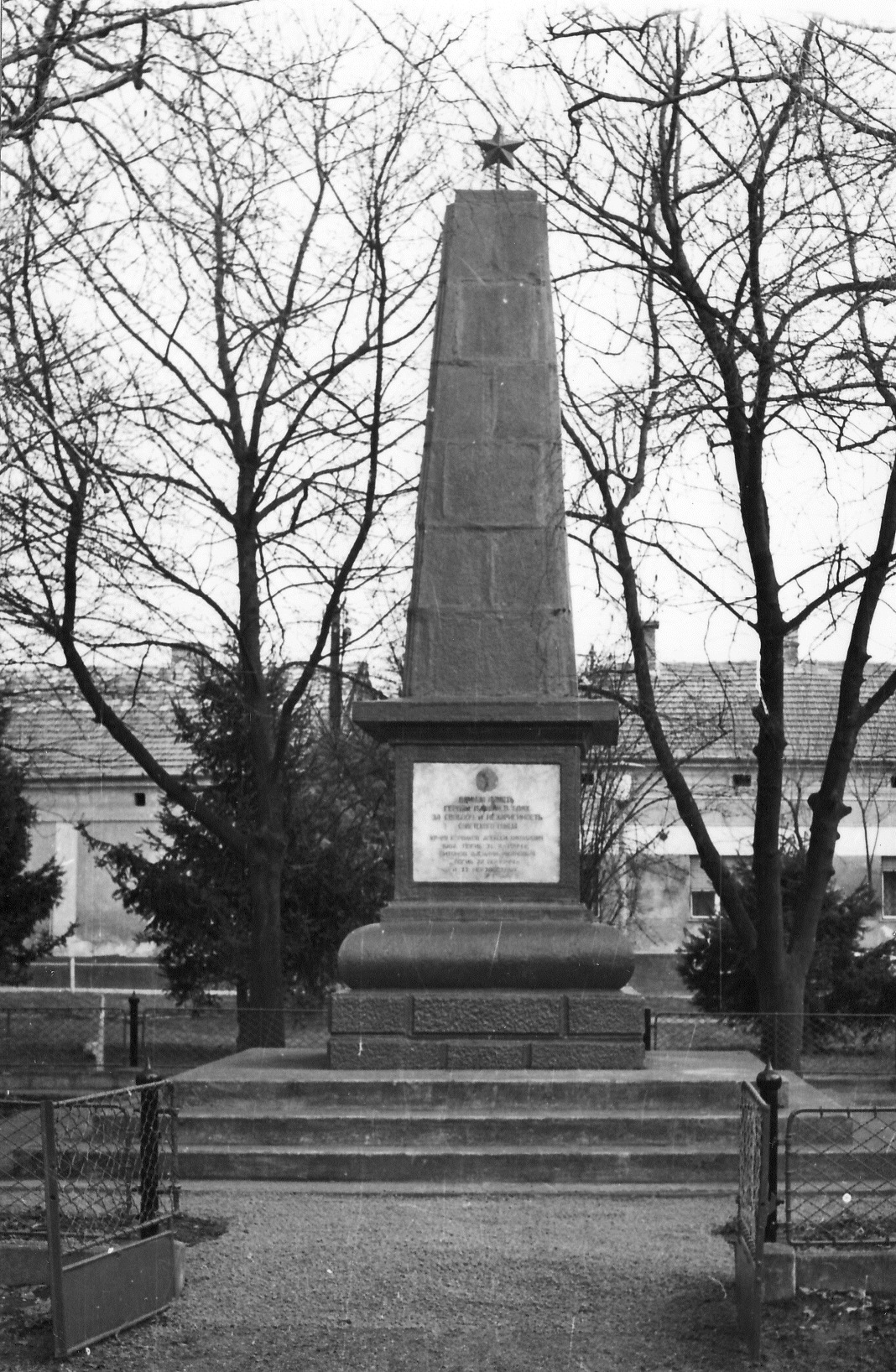
A II. világháborúban elesett szovjet katonák hősi emlékműve egykor Hajdúdorog központjában állt

A második világháború sok éven keresztül csak a katonának vonult hajdúdorogiakon keresztül érintette a községet. Mindez 1944-ben változott meg, amikor a németek megszállták Magyarországot, és megkezdődött a Sztójay-kormány uralma. 1944. május 5-én minden hajdúdorogi zsidó üzletet zár alá kellett venni, és május 19-én érkezett meg a főbíróhoz az az utasítás, miszerint a községnek a hónap végéig gettót kell felállítania. A Jaczkovics utcában kialakított gettóba szállították a helyi zsidókon kívül Mikepércs, Józsa és Hajdúszovát zsidóságát is. A gettót június 16-án ürítették ki.

Őszre fordult a hadi szerencse, és 1944. október 16-án a Vörös Hadsereg megkezdte az úgynevezett alföldi páncéloscsatát, aminek a célja az volt, hogy kiszorítsa a német és magyar erőket az Észak-Alföldről. Az október 28-ig tartó hadműveletek során Hajdúdorog többször is a frontvonalba került. Október 24-én a Hajdúdorogon állomásozó német 23. páncélos hadosztály több szovjet tankot is kilőtt a városon belül. Az átmeneti német sikerek után 1944. november 1-jén a szovjet erők bevonultak Hajdúdorogra, és végleg kiszorították a német hadsereget. A háborúnak összesen 331 hajdúdorogi áldozata volt.
A "felszabadító" Vörös Hadsereg vonalai mögött Debrecenben megalakult az Ideiglenes Nemzeti Kormány, amelynek helyi bizottsága 1944. november 27-én alakult meg Hadházi György vezetésével. A szovjet sereg gyámkodása alatt december 17-én megalakult a Magyar Kommunista Párt hajdúdorogi szervezete, amelynek aránytalanul nagy lett a befolyása a helyi politika alakításában. Nagyrészt kommunista hatásra került sor a községi, egyházi és nemesi földbirtokok felosztására, és szintén az ő nyomásukra állították fel a község központjában a háború szovjet áldozatainak hősi emlékművét.

1948-ra Magyarországon tulajdonképpen kialakult az egypártrendszer, így ez az év hozta az első nagy változásokat Hajdúdorogon is. Ebben az évben megszüntették a polgári iskolát, államosították a görögkatolikus iskolát és megnyitották az Állami Líceum és Tanítóképző Intézetet a Tokaji úton. 1948-ban alapították meg az első hajdúdorogi tsz-t, a Rákosi termelőszövetkezetet is.
Az új 1949-es alkotmány értelmében 1950. október 22-én választásokat tartottak a tanácsrendszer bevezetése érdekében. Ettől kezdve Hajdúdorogot a végrehajtó bizottság (vb) irányította, amelynek elnöke volt a település vezetője. Az új rendszer sokaknak nem tetszett, és 1956-ban az egész ország fellázadt a szovjet elnyomás ellen. Október 27-én alakult meg a Hajdúdorogi Forradalmi Bizottság Vattamány Imre görögkatolikus parókus, Tóth Sándor, Fekete Antal, K. Nagy Sándor, Tóth József, Fodor Miklós és Oláh Mihály részvételével.
A forradalmat novemberre elfojtották, és komolyan meg is torolták, mégis a hatalomra kerülő Kádár János belátta, hogy a korábbi politika hibás volt. Szovjet nyomásra a gazdák termelőszövetkezetekbe erőltetését 1961-ig még levezényelte, viszont ettől kezdve Hajdúdorog történetét is a folyamatos fejlődés jellemzi. 1959. augusztus 20-án nyílt meg a háborúban romossá vált Novella Szálló helyén a Kultúrház, a mai mozi épülete. 1961-től kezdve egyre több járda és villanyvezeték épült, 1963-tól kezdve pedig a vízvezetékeket is megkezdték kiépíteni. 1961-ben kapott aszfaltborítást a Böszörményi és a Nánási út, 1964-ben egészen Újfehértóig megépítették, és aszfaltozták az utat, és végül 1966-ban burkolták le a Tokaji utat is. Ugyanebben az évben alakították ki a két közparkot a város központjában, 1968-ban pedig befejezték a település villamosítását. 1962-ben nyílt meg a Debreceni Ruhagyár, amelynek szomszédságában hét évvel később kezdett termelni a Csepeli Papírgyár üzeme. 1969-ben épült fel a Hét út sarkán a KTSZ épülete.
Közben az 1967-es választásokon dr. Kocsis Miklós lett a község tanácselnöke, akinek beadványa nyomán 1970. január 1-jétől Hajdúdorog nagyközség lett. Ugyanebben az évben nyílt meg a Városkert utca sarkán a Sütőipari Vállalat üzeme, az úgynevezett kenyérgyár, ekkor kezdték építeni az ÁFÉSZ áruházát a Böszörményi és a Nánási utak kereszteződésében, és ekkor adták át a gyermekorvosi rendelőt is.

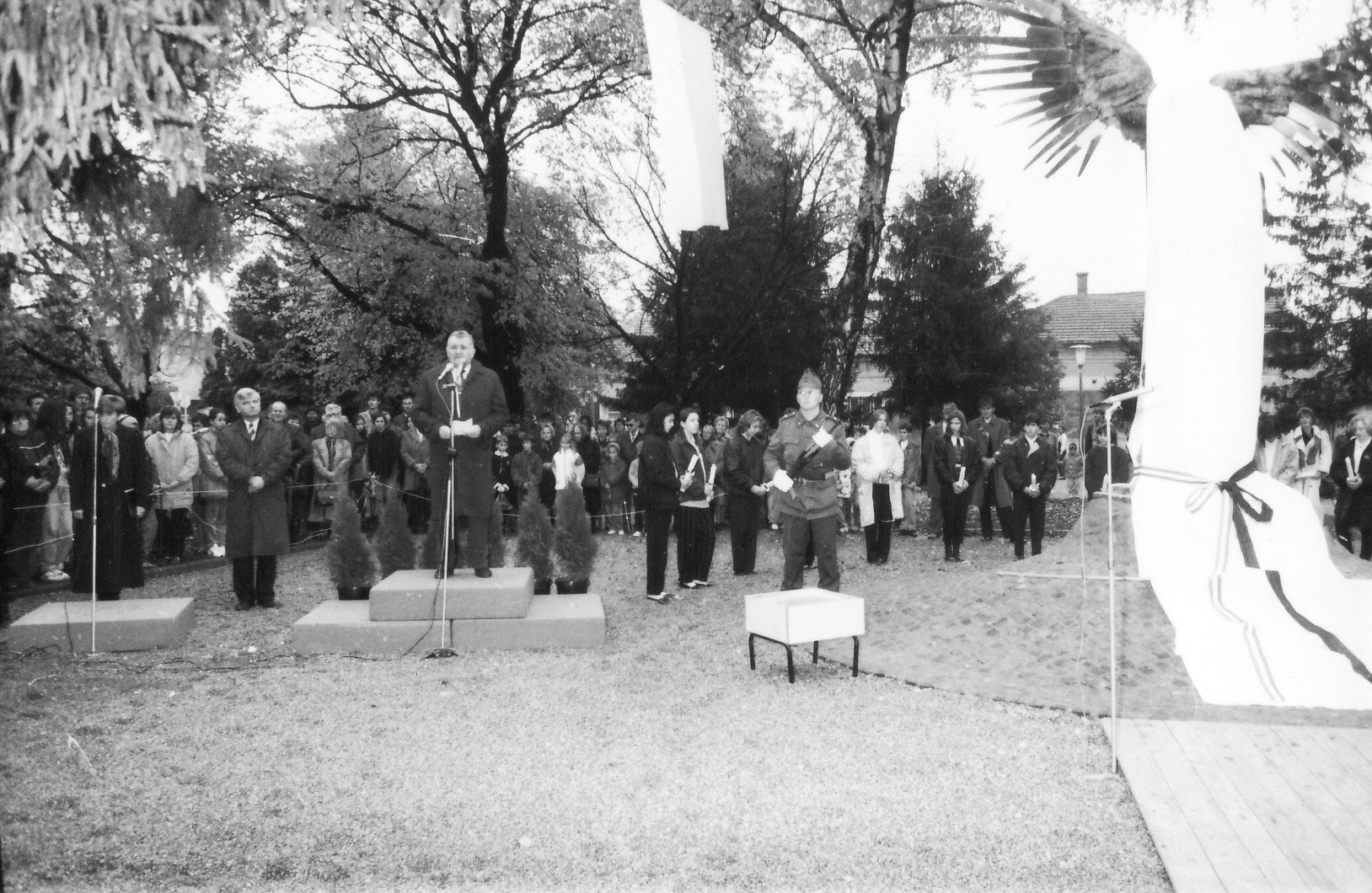
Dr. Kocsis Miklós a Jákob küzdelme az angyallal című szobor avatási ceremóniáján

1971-ben nyílt meg a Park Áruház és a Takarékpénztár hajdúdorogi fiókja, 1972-ben jelentették be a Nyíregyházi Hullámdoboz- és Zsákgyár üzemének megnyitását. 1974-ben avatták fel az MSZMP helyi székházát, amely a mai könyvtár és művelődési ház épületéből költözött át a Jaczkovics utcára. Ugyanebben az évben épült meg a szennyvízcsatorna gerincvezetéke, és ekkor nyílt meg a sörpalackozó üzem is. A hetvenes évek közepére két panelház építését is befejezték Hajdúdorogon: 1973-ban adták át a Takarékpénztár fölé épített épületet, és egy évvel később költözhettek be a római katolikus templom mellett épült panelházba. A legnagyobb hajdúdorogi panelházat, a római katolikus templommal szemben, az egykori plébánia és paplak helyén csak 1986-ban fejezték be. 1975-ben adták át a Tokaji úti Általános Iskola új épületét a korábbi piactér helyén, és mindössze pár órával később tartották a városi könyvtár avatóünnepségét.
1983-ban nyitották meg a Hajdúdorogi Strandfürdőt, 1985-ben pedig üzembe helyezték a Tubus Gyártó és Kereskedelmi Vállalatot. 1984-ben kezdték meg a gázvezetékek lefektetését. A helyi tanács 1988-as beadványa után Hajdúdorog 1989. március 1-jén újra városi rangot kapott.

### Rendszerváltástól napjainkig

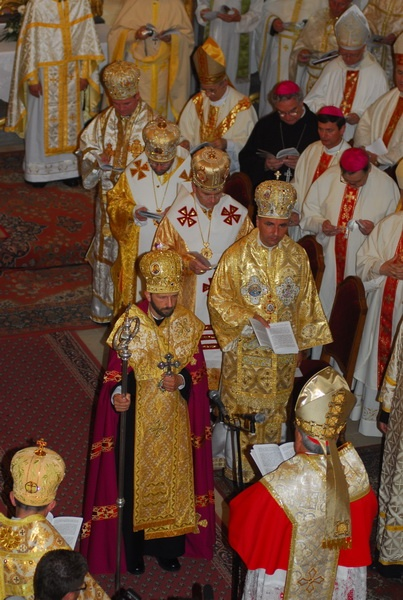
Fülöp püspök felszentelési ceremóniája 2008-ban

A rendszerváltást követő első szabad önkormányzati választásokat 1990 őszén tartották meg, amelyet a korábbi tanácselnök, dr. Kocsis Miklós nyert meg. A politikai átrendeződéssel az egyház is újra visszakapta korábbi birtokait és intézményeit, így az eredetileg bazilita kolostornak épített Ady Endre utcai telket is. Ezen a görögkatolikus egyház középiskolát alapított, amelynek első tanévét 1991. szeptember 1-jén nyitották meg. Az egyházi iskola mellett az állami kezelésben lévő Tokaji úti Általános Iskola is bővült, ugyanis az 1992-es tanévtől kezdve az iskola falai között kezdett el működni a város zeneiskolája. Az általános iskolát később, 1994-ben teljeskörűen felújították, majd 1997-től kezdve felvette a Móra Ferenc Általános és Művészeti Iskola nevet.

1992-ben távolították el Hajdúdorog központjából a kommunista rendszer jelképének tartott szovjet katonai emlékművet. A Vasvári Pál téren október 30-án avatták fel a háború halottainak emlékére a Jákob küzdelme az angyallal című szobrot. A város első szabadon választott polgármestere, még teljes hivatali idejének lejárta előtt, 1993 augusztusában váratlanul meghalt. Az időközi választásokat a független Kujbus Mihály nyerte meg, aki egészen 2006-ig irányította a települést. A 2006-tól 2019-ig Csige Tamás volt Hajdúdorog első embere. Őt 2019-ben Horváth Zoltán követte a polgármesteri poszton.
1994-ben a Dunapack Rt. bejelentette, hogy bezárja hajdúdorogi üzemét. Ez egyúttal azt is jelentette, hogy a rendszerváltás előtt a városban működő nagy gyárak mindegyike felszámolta hajdúdorogi telephelyét, ezzel is nehezítve a település gazdasági kilátásait. 1997-ben avatták fel a Görögkatolikus Gimnázium új épületszárnyait, és egy évvel később a görögkatolikus egyház kezelésébe került a Szív utcai óvoda is. Az egyház az új évezred fordulójával több olyan felújítási és építkezési munkálatba is belefogott, amelyek jelentősen alakították Hajdúdorog központjának városképét. 1998-ban kezdődött meg a hajdúdorogi székesegyház teljes körű felújítása, amelyet 2006-ban fejeztek be. 2002-ben adták át a Görögkatolikus Általános Iskola új tornacsarnokát, és 2006-ban készült el az általános iskola új épületszárnya.

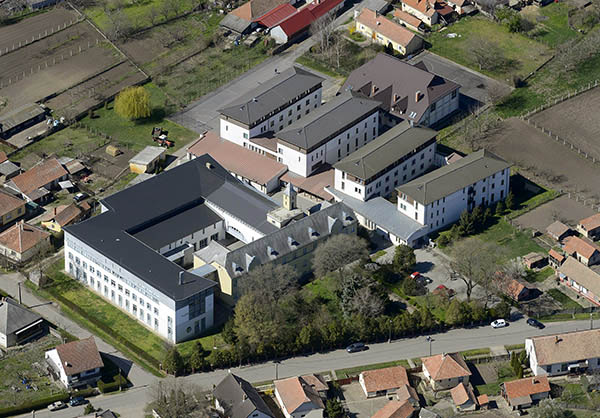
Szent Bazil Oktatási Központ

Ugyanebben az évben hozták létre a Szent Bazil Oktatási Központot, amely a görögkatolikus egyház kezelésében lévő óvodát, általános iskolát és középiskolát olvasztotta magába.
1997. október 30-án készült el a Hajdúdorogot Hajdúnánással összekötő bickliút, amelyet 2010-ben egy belső kerékpárút építése követett a Böszörményi út mentén. 2006-ban fejezték be a város szennyvízcsatorna-hálózatának építését. A város képét alakító apróbb felújítások és építkezések mellett 2008-tól kezdve ismét az egyházi események kerültek középpontba. Június 30-án majdnem száz év elteltével újra püspököt szenteltek Hajdúdorogon. Kocsis Fülöp püspök 2009-ben úgy döntött, hogy a máriapócsi kegytemplom felújítása miatt egy fél évre a hajdúdorogi székesegyházban helyezi el a pócsi könnyező Szűz Mária kegyképét. A képet 2009. február 7-én hozták el gyalogos zarándoklattal Máriapócsról, és szeptember 5-én ugyancsak gyalogosan kísérték vissza eredeti helyére. A püspök 2010. november 21-én a székesegyháznak ajándékozta Szent István vértanú és Hofbauer Szent Kelemen ereklyéit.

## Közélete

### Polgármesterei
| Időszak   | Polgármester      | Párt                    |
| --------- | ----------------- | ----------------------- |
| 1990–1994 | Dr. Kocsis Miklós | független               |
| 1994–1998 | Kujbus Mihály     | független               |
| 1998–2002 | Kujbus Mihály     | független               |
| 2002–2006 | Kujbus Mihály     | független               |
| 2006–2010 | Csige Tamás       | Összefogás 2-MSZP-SZDSZ |
| 2010–2014 | Csige Tamás       | MSZP                    |
| 2014–2019 | Csige Tamás       | MSZP                    |
| 2019–2024 | Horváth Zoltán    | Fidesz-KDNP             |
| 2024–     | Horváth Zoltán    | Fidesz-KDNP             |

## A város demográfiája

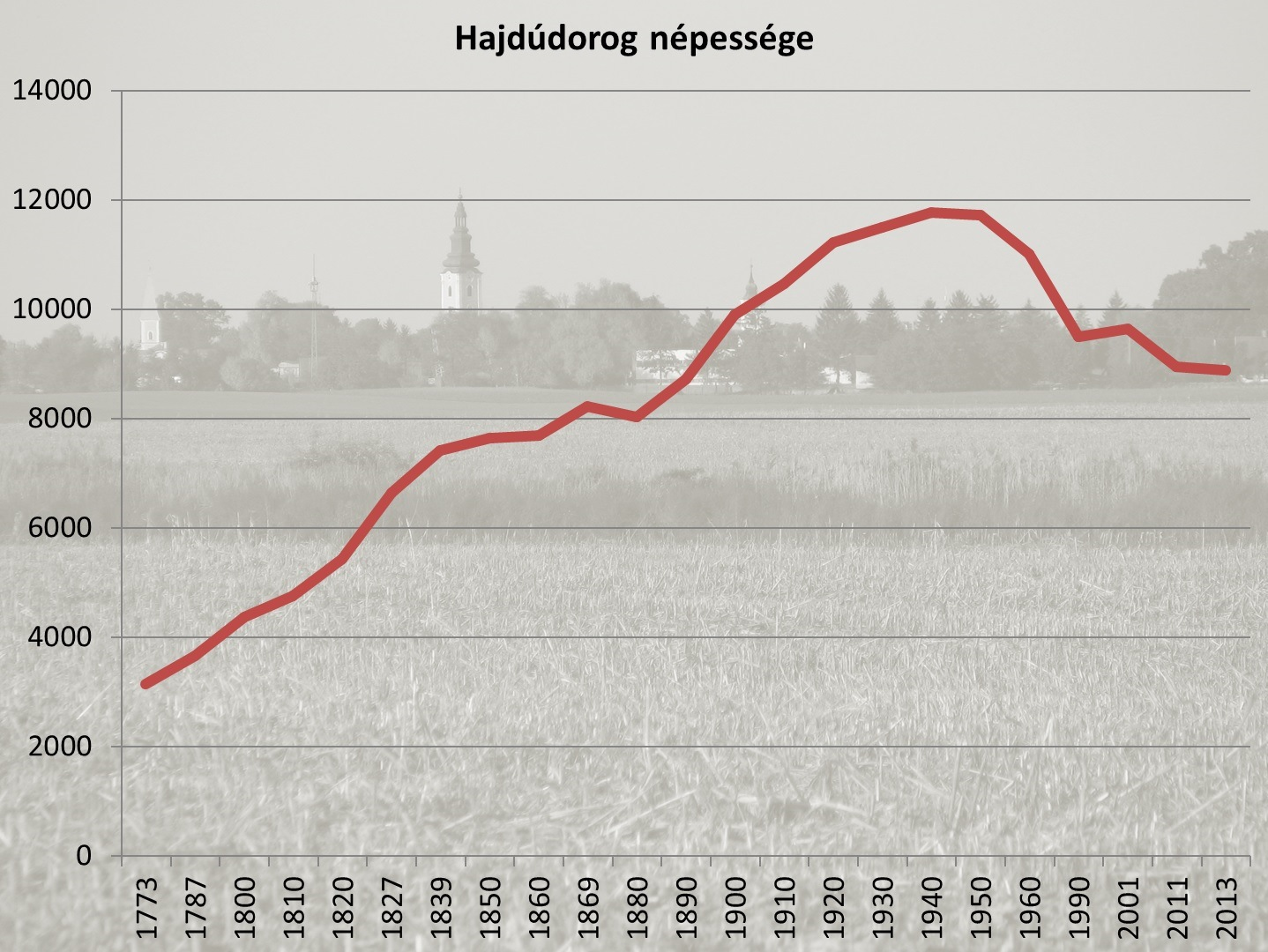
Hajdúdorog népességszámának változása 1773 és 2013 között

A Központi Statisztikai Hivatal becslése szerint 2013 januárjában a várost összesen 8877-en lakták, 3597 darab lakásban. Ez önmagában nem sokat árul el Hajdúdorog mozgalmas demográfiai történetéről, amelyet évszázadokon át különböző népcsoportok és az erős vallásosság alakítottak.
Jelenleg a város népességének alakulása nem sokban tér el az országos trendektől. A lakosság száma csökkenő tendenciát mutat, a korfa egyre inkább elöregedik, a legutóbbi adatsorok alapján a lakásszám stagnál, sőt enyhe növekedést is mutatott az elmúlt években.

### Hajdúdorog demográfiai története

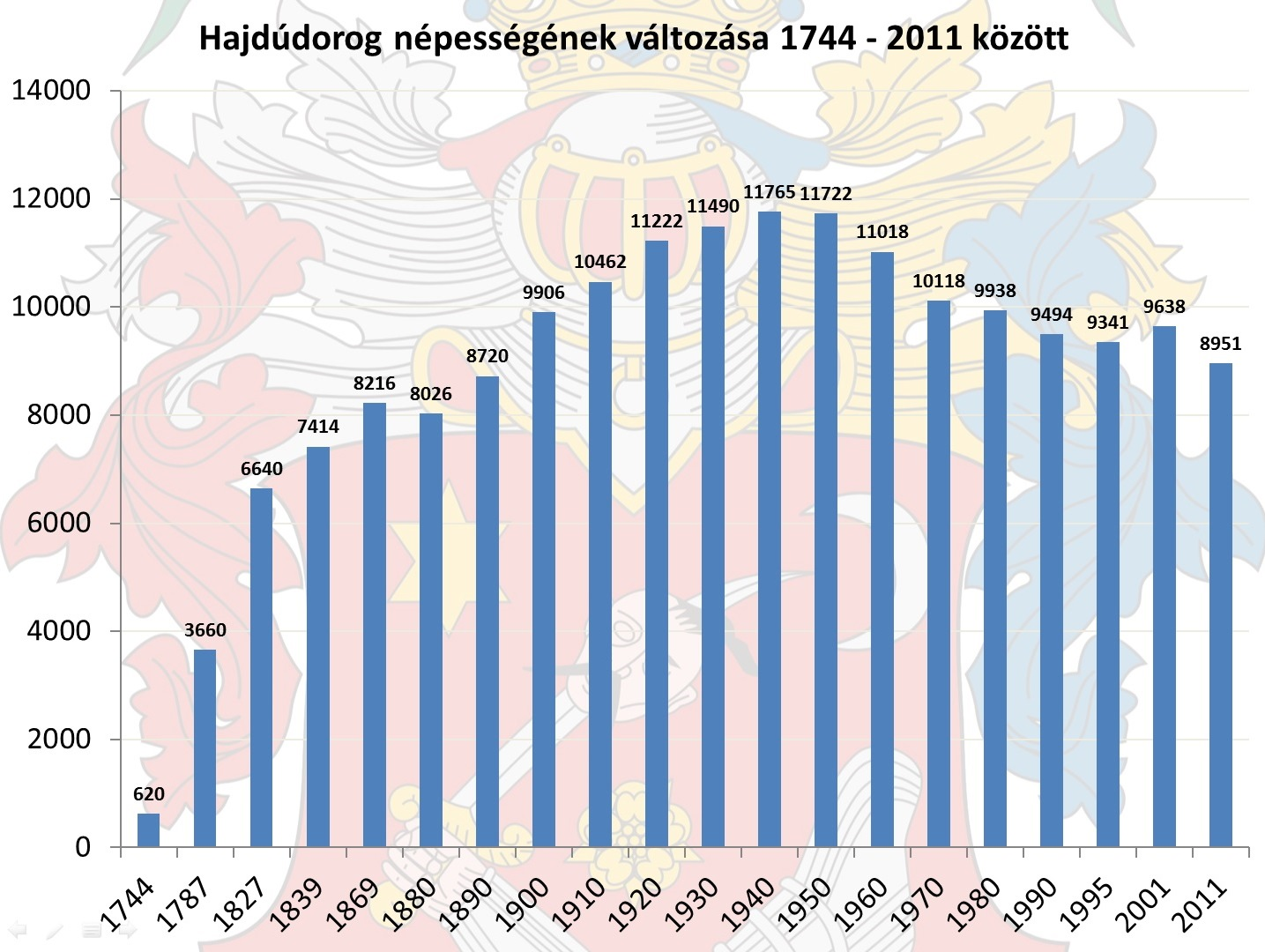
Hajdúdorog népességszámának alakulása 1744 és 2011 között

A település népességének története szorosan összefügg a város kialakulásának legfőbb történelmi mozzanataival. Az első demográfiai adatok 1543-ból származnak, amikor az úgynevezett dikális összeírások során az állami adószedők összeírták Dorog adóköteles portáinak számát. Ez összesen 26 portát jegyzett fel, ami akkoriban egy közepes méretű településnek felelt meg. A Török hódoltság és a Királyi Magyarország közé ékelődött település népességéről a hadi állapot miatt egészen 1773-ig gyakran egymásnak ellentmondó és zavaros leírások készültek. 1566-tól kezdve a település lakói nemcsak a tokaji uradalom királyi adószedőinek, hanem a török defterdároknak is fizettek adót. Az adózókat mindkét fél összeírta, viszont a két lajstrom alig hasonlít egymásra. A török összeírásban túlnyomó többségében délszláv eredetű nevek jelentek meg, míg több, egymástól független királyi összeírás rendre magyar neveket sorolt fel. Az eltérő adatokból nem lehet pontosan megállapítani, hogy a 16. században Dorogot többségében magyarok vagy délszlávok lakták-e, az viszont bizonyos, hogy a tizenöt éves háború idején, 1594-ben a település elnéptelenedett.
A háború pusztítása elől elmenekült lakosság nagy része feltehetőleg a település közelében rejtőzött el, és a századfordulóra sokan újra visszaköltöztek Dorogra. Mégis a 17. század elejének legfontosabb eseménye Bocskay adománya volt, ami lehetővé tette, hogy 1616-ban Thurzó György nádor Deli Száva lippai kapitánynak és vitézeinek adományozza Dorogot. Ez akkora hatással volt a falu lakosságszámára, hogy 1639-re Dorog mezővárosi rangot kapott. Ez azt jelenti, hogy alig több, mint húsz éven belül lakatlan pusztabirtokból városi méretre duzzadt a település lélekszáma. Ez az elképesztő gyarapodás alapvetően három okra vezethető vissza: Egyrészt a hajdúk betelepülését kell megemlítenünk. Deli Száva és 19 hajdú vitéze viszont még családostul sem jelentett ilyen léptékű népességnövekedést. Másrészt a háború elől elmenekült, majd visszatért korábbi lakók is növelték a népességet. Az 1616-os oklevélből az is kiderül, hogy a hajdúkapitány egy lakott területet vehetett birtokába. Harmadrészt a növekedéshez a hajdú kiváltság is hozzájárult, ugyanis az adómentességet garantált szinte minden társadalmi rétegnek, ezért nagyon sokan igyekeztek valamelyik hajdúvárosban letelepedni.
Mária Terézia 1773-ban utasította az udvari adminisztratúrát először, hogy írják össze birodalmának minden lakóját, és ezt a cenzust ismételjék meg minden tíz évben. Ettől kezdve érhetők el rendszeres és megközelítőleg pontos demográfiai adatok Hajdúdorogról.
A tízévente készülő cenzus adatai alapján a település népesedési történetét öt nagy szakaszban lehet a legjobban összefoglalni:
1. 1700-1839; a népesség rendkívül gyors ütemű gyarapodása magas természetes szaporulattal és jelentős beköltözési aránnyal.
2. 1840-1882; a stagnálás kora, a beköltözések megtorpantak és a járványok miatt a természetes szaporulat is alacsonyabb volt.
3. 1883-1900; erős növekedés, amelynek a hátterében az orvostudomány és a technika fejlődése mellett a nagy természetes szaporulat áll.
4. 1900-1940; a lassú növekedés kora, amelyet a nagy természetes szaporulat mellett immár a növekvő elvándorlás is jellemez.
5. 1940- ; a napjainkig kinyúló időintervallum Hajdúdorog lakosságának csökkenését öleli fel.[107]

### Elmúlt évek tendenciái
Az 1940-es években megindult csökkenő tendenciát a rendszerváltás után sem sikerült megállítani. Néhány alkalommal ugyan előfordult, hogy az adott év lakosságszáma magasabb értéket mutatott mint az előző évi adat; mégis az időszakinak bizonyuló gyarapodás nem változtat az egyre csökkenő tendencián. 2013-ban közel háromezer fővel kevesebben laktak a városban, mint 1940-ben, amikor Hajdúdorog elérte legmagasabb lélekszámát, 11 765 főt.

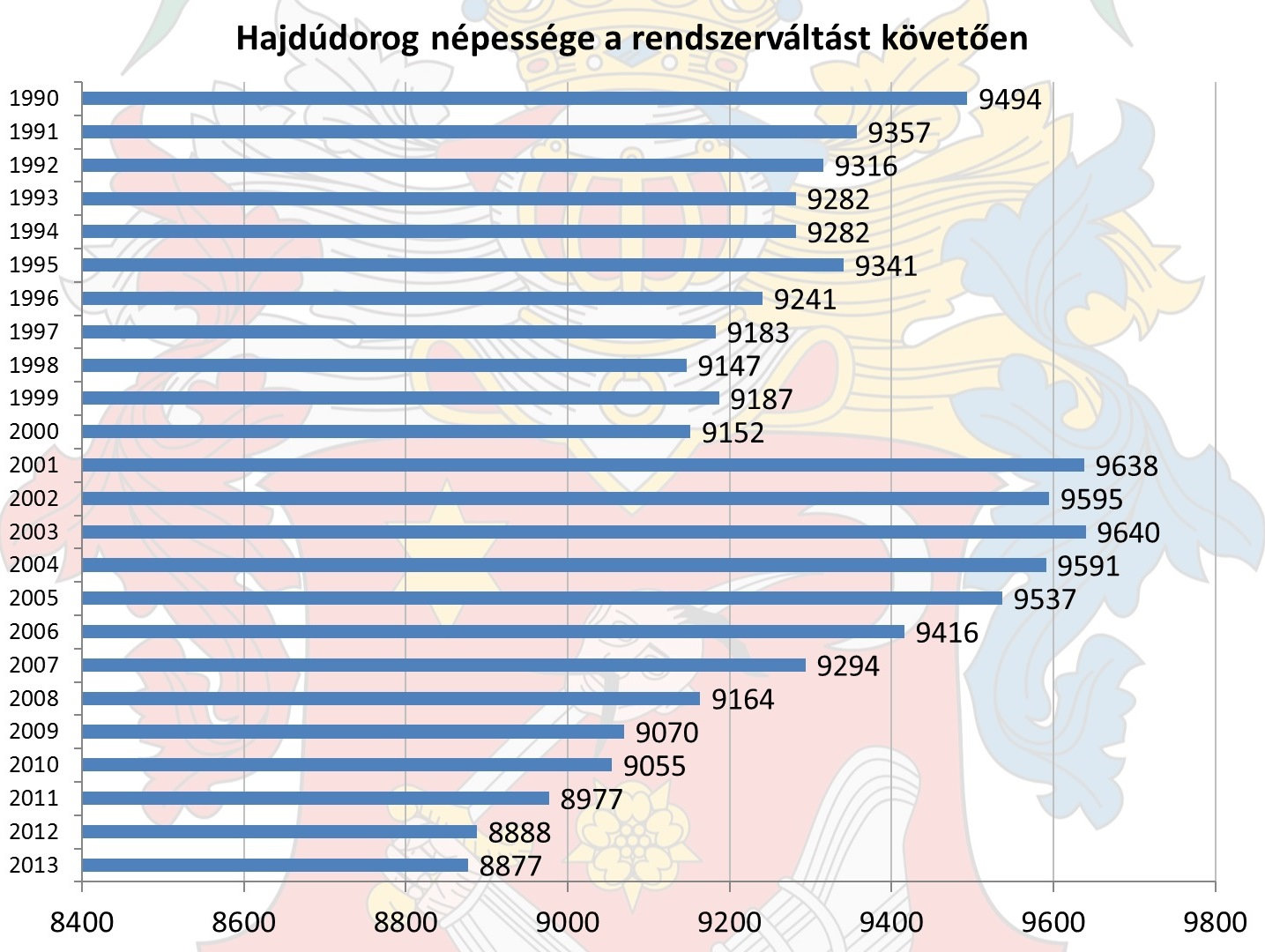
Hajdúdorog lélekszáma 1990-2013 között
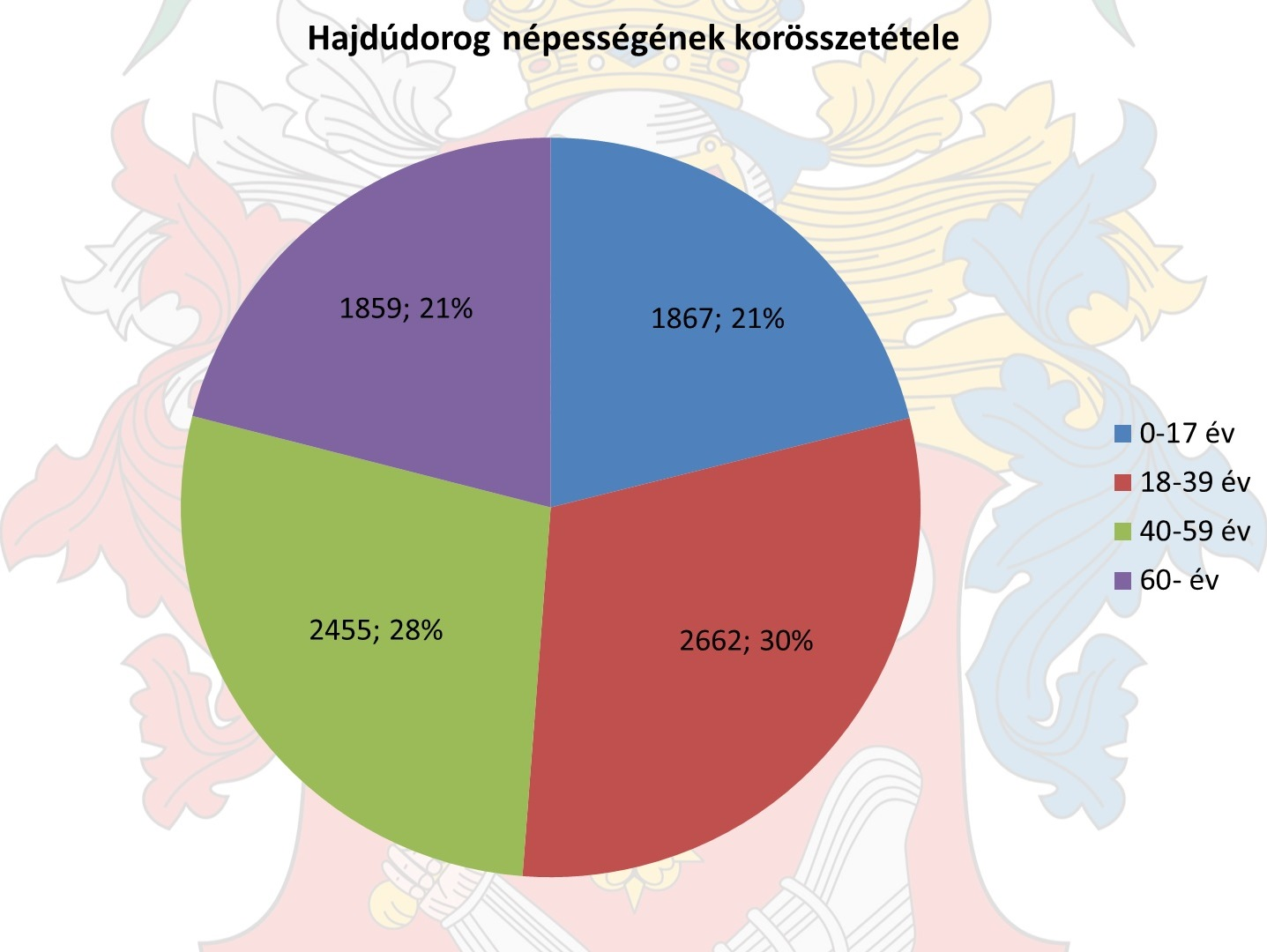
Hajdúdorog korösszetétele (2011)
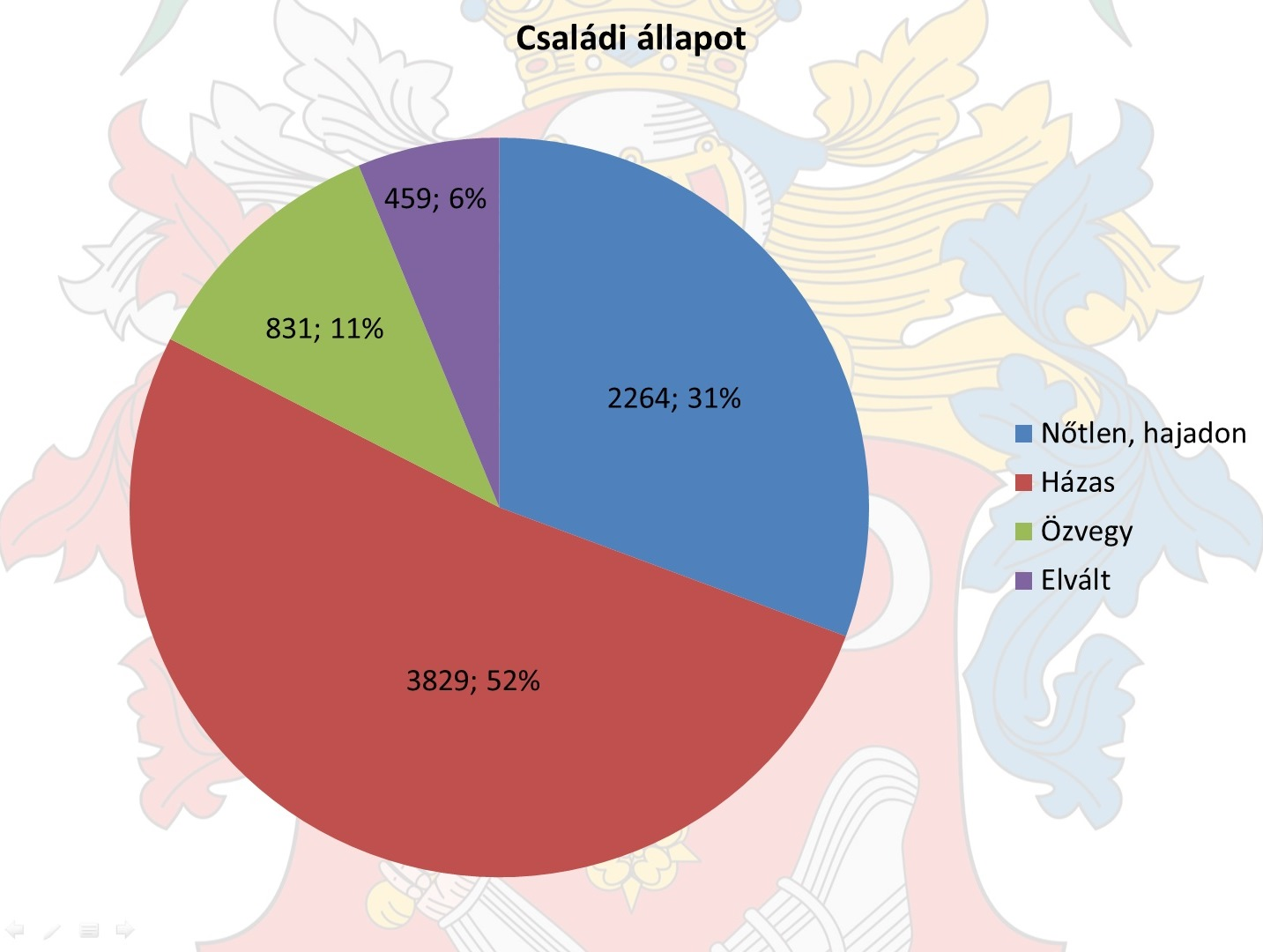
15 évnél idősebbek családi állapota (2011)
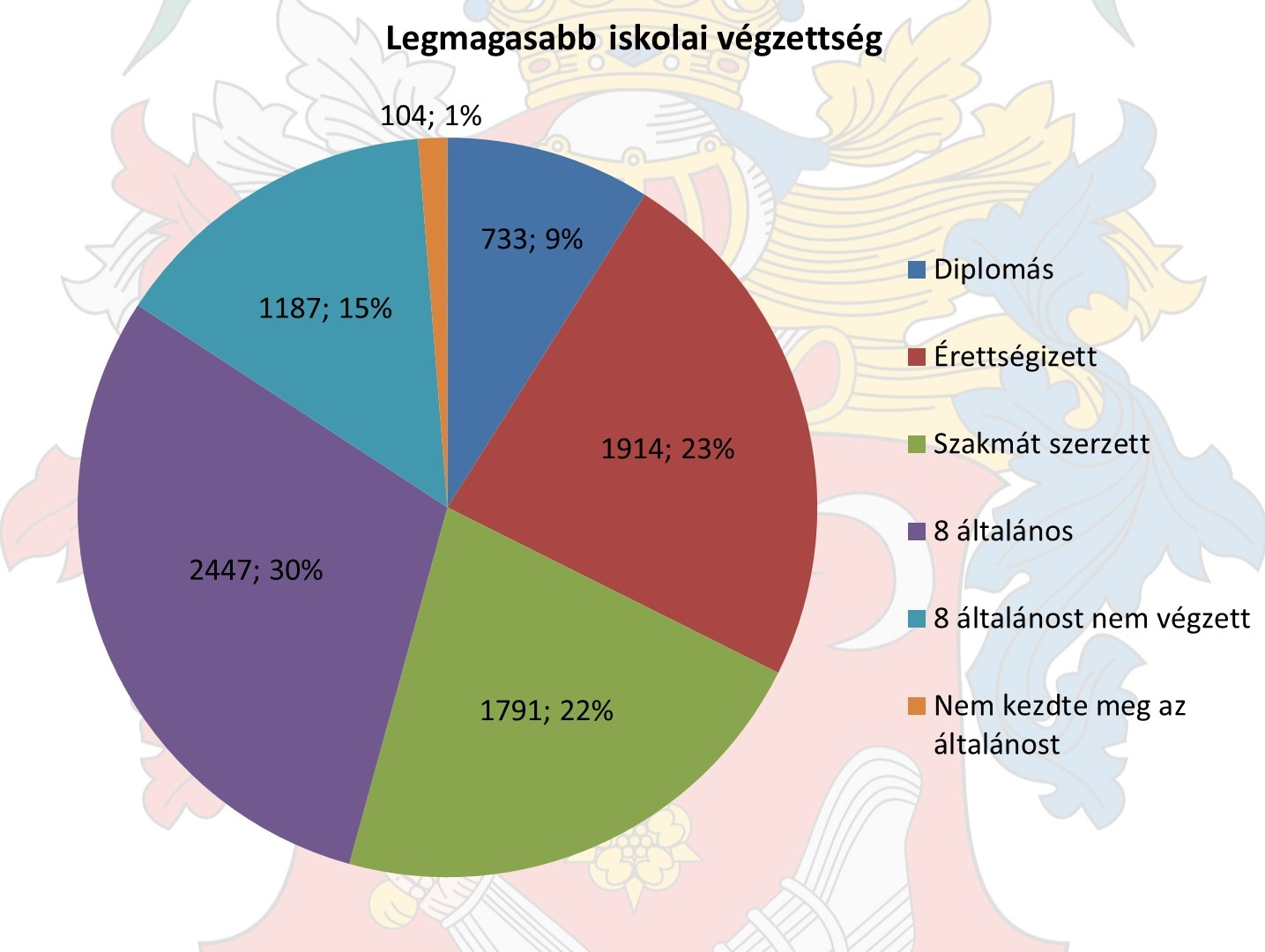
7 évnél idősebbek legmagasabb végzettsége (2011)
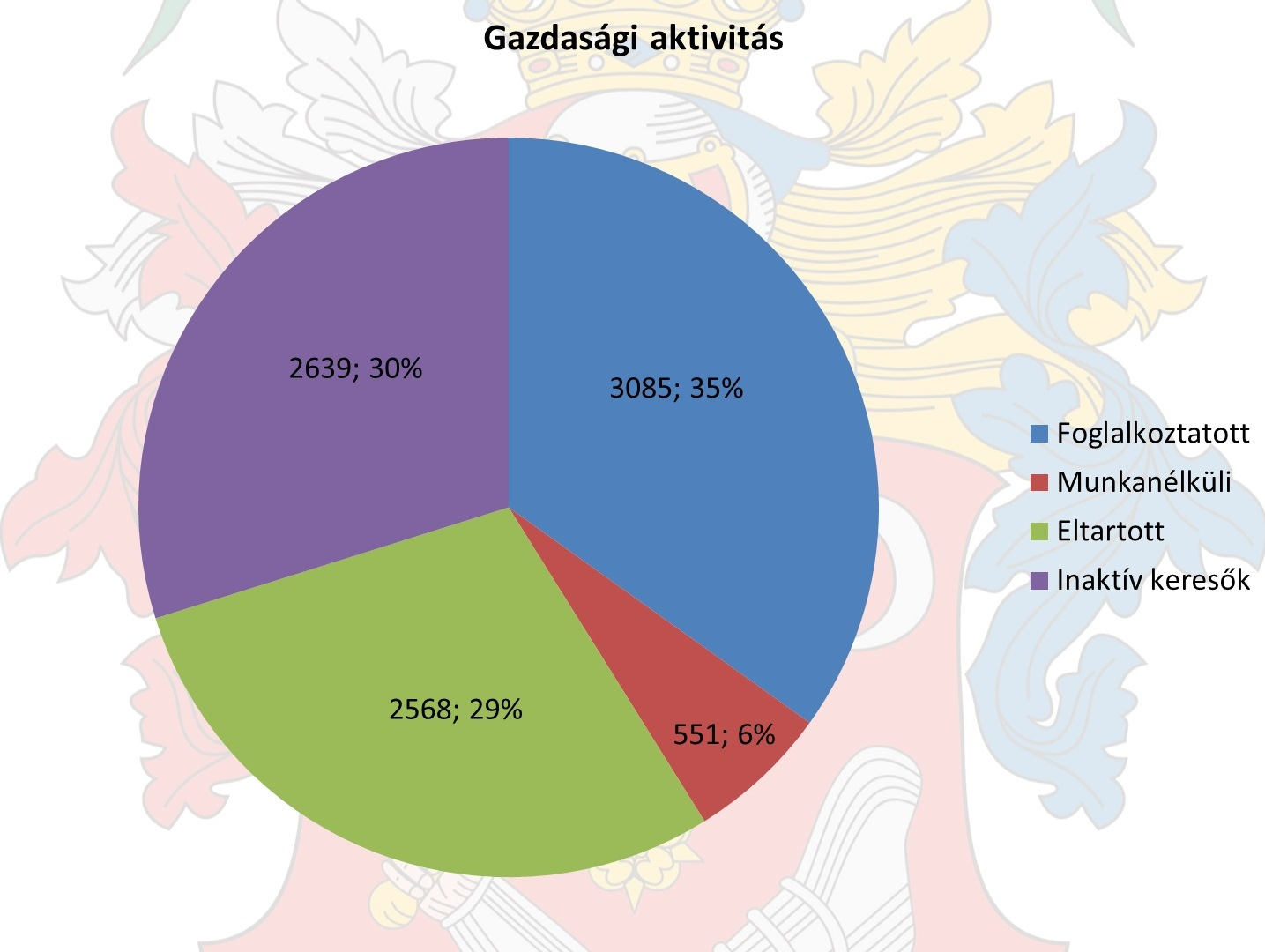
Gazdasági aktivitás (2011)

Forrás: KSH, 2011. évi népszámlálás területi adatok: Hajdú-Bihar
A fenti diagramok Hajdúdorog legfontosabb demográfiai adatait ábrázolják a 2011-es népszámlálás alapján. A város lakosságának 48,73%-a, vagyis 4 309 fő férfi volt, és 51,27%-a, vagyis 4 534 fő nő volt. A 2001-es adatokhoz képest valamennyivel csökkent a férfiak aránya a városban. A lakosság korösszetételéből az is kivehető, hogy az elöregedés folyamata belátható időn belül nem fog megállni, hiszen az összlakosság 16,51%-a, 1 460 fő volt csak 14 évnél fiatalabb. Ez a szám több mint 2 százalékponttal alacsonyabb érték a 10 évvel ezelőtti népszámlálás adataihoz képest. Ugyanakkor a 60 év feletti korosztály képviseli a város lakosságának 21%-át, azaz 1 859 főt. Ez az adat mintegy 3 százalékpontos növekedést jelent 2001-hez képest.
A népességi adatsorokból az is kiderül, hogy a hajdúdorogiak meglehetősen házasság pártiak, ugyanis a város lakóinak közel 52%-a házasságban él. Ez az országos átlagtól majdnem 8 százalékponttal magasabb érték. A legmagasabb iskolai végzettség alapján viszont Hajdúdorog az országos átlag alatt végez. A lakosság 9%-a rendelkezett felsőfokú végzettséggel, ami majdnem a fele az országos átlagnak. Azoknak az aránya, akik a nyolc általánost sem végezték el 14,5%, ami közel háromszorosa a magyar átlagnak. 3 085 fő (34,88%) dolgozott és 551 fő volt munkanélküli, azaz Hajdúdorog munkanélküliségi rátája 6,2%-on állt 2011-ben. Az összlakosság 29%-át (2 568 fő) teszik ki az eltartottak, és közel ugyanennyien (2 639, 29,8%) élnek inaktív keresetből, azaz nyugdíjból vagy gyesből.
Miután Hajdúdorog a Hajdúdorogi Görögkatolikus Egyházmegye központja, ezért egyáltalán nem meglepő, hogy a város lakóinak túlnyomó többsége (64%) görögkatolikus vallású. A tíz évvel ezelőtti népszámlálás adataihoz viszonyítva ez az arány mégis jelentős, közel 20 százalékpontos visszaesést jelent. A különbséget feltehetőleg a nem nyilatkozók nagyon magasra szökő száma adta 2011-ben.
A 2011-es népszámlálás adatai alapján Hajdúdorog nemzetiségi szempontból homogén településnek tekinthető. A lakosság közel 85%-a magyarnak vallotta magát, és a korábbi népszámlálások adataira hagyatkozva feltehetőleg a nem válaszoló 11%-nak a nagy része is magyar nemzetiségű. A város legnagyobb nemzetiségét a romák teszik ki, akik a lakosság 3,1%-át alkotják. A 272 fős roma közösséget a városban 1994 óta Cigány Önkormányzat is képviseli. A 2011-es adatok Hajdúdorog történetének legmagasabb roma népességszámát jegyezték fel.
2022-ben a lakosság 92%-a vallotta magát magyarnak, 2,5% cigánynak, 0,2% ukránnak, 0,1-0,1% németnek, románnak, ruszinnak és szlováknak, 1,3% egyéb, nem hazai nemzetiségűnek (7,9% nem nyilatkozott; a kettős identitások miatt a végösszeg nagyobb lehet 100%-nál). Vallásuk szerint 57,2% volt görög katolikus, 4,9% református, 3,3% római katolikus, 0,4%  egyéb keresztény, 0,3% egyéb katolikus, 0,1% evangélikus, 6% felekezeten kívüli (27,8% nem válaszolt).

## Hajdúdorog látnivalói

### Városháza
A városházát 1660 körül építették a város hajdú betelepítését követően. Az árkádos, több szintes épület eredetileg hajdú laktanyának és kaszárnyának épült, ahol a város katonai vezetői is laktak. A török fenyegetés megszűnésével és a városi fejlődéssel együtt a laktanya lassan a város vezető testületeinek a székhelyévé vált. 1780-tól már városházaként említik, 1887-től kezdve pedig községházaként a főbíró hivatala működött benne.
A kora barokk stílusban épült városháza jelenleg a polgármesteri hivatalnak és intézményeinek ad otthont. A helyi védelem alatt álló épület oromzatát a város címere díszíti. Az épületet többször is felújították, de ezek pontos leírása egyelőre nem áll rendelkezésre. A korabeli fényképek nyomán feltételezhető, hogy a 20. század kezdete körül renoválták. Legutóbbi felújítására pedig az 1950-60-as években került sor. Valószínűleg a második világháború okozta szerkezeti sérülések miatt vált fontossá az épület rendbe rakása. A felújítással a városháza ugyan megőrizte korábbi jellegét, mégis jelentős változásokon ment keresztül. A teljes tetőzetet lecserélték, eltűntek a korábbi nagy kémények, és a címerpajzsot is szerényebb stílusban állították helyre. Az épület homlokzatát vörös téglával rakták ki, a lábazatát pedig kaviccsal burkolták be.

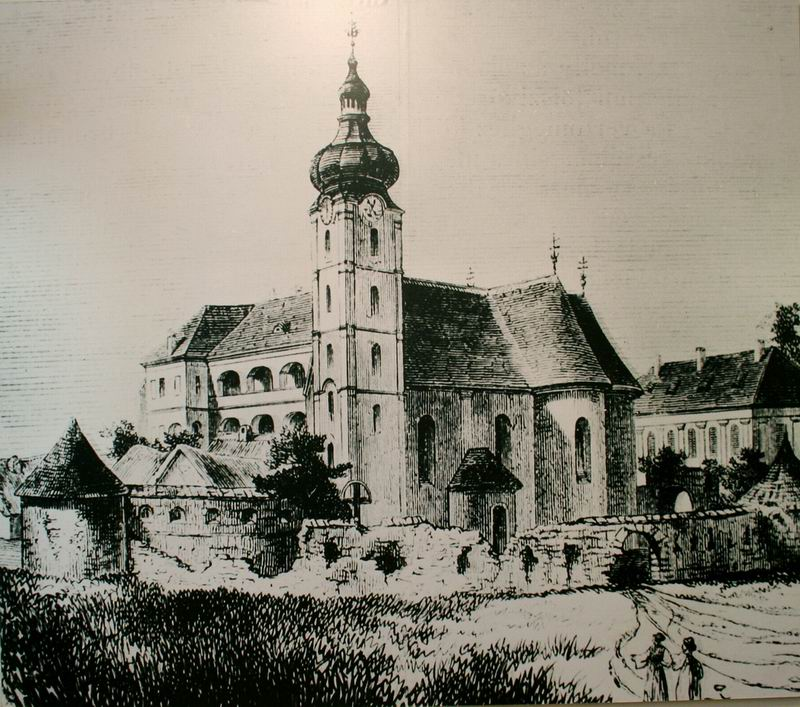
A városháza 1859-ben, az árkádos épület a görögkatolikus templom mögött balra látható
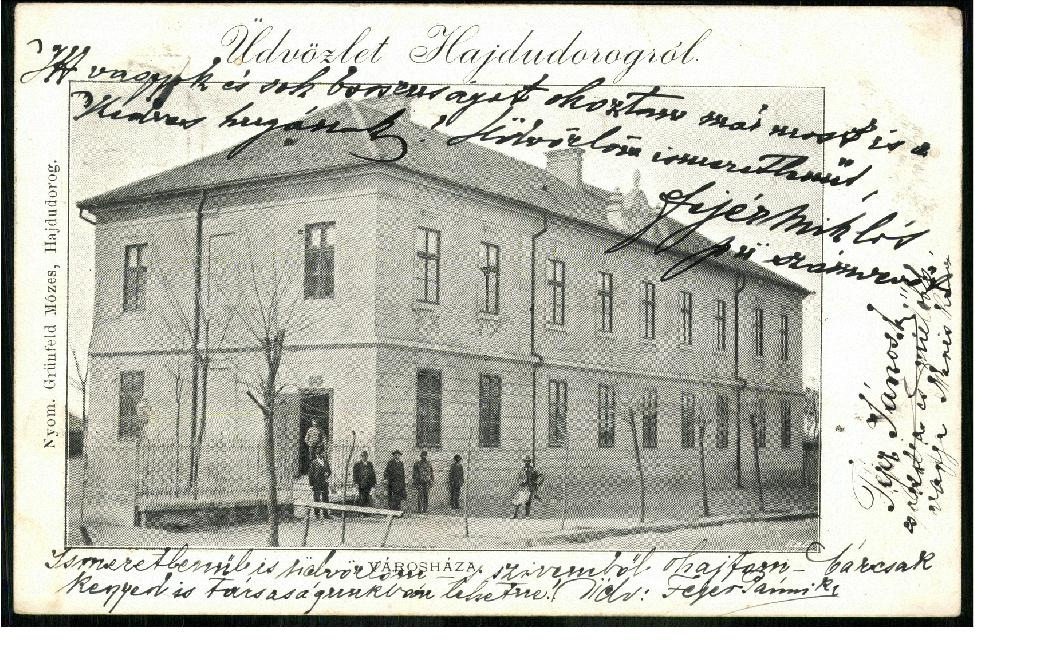
A felújított községháza épülete 1900 táján
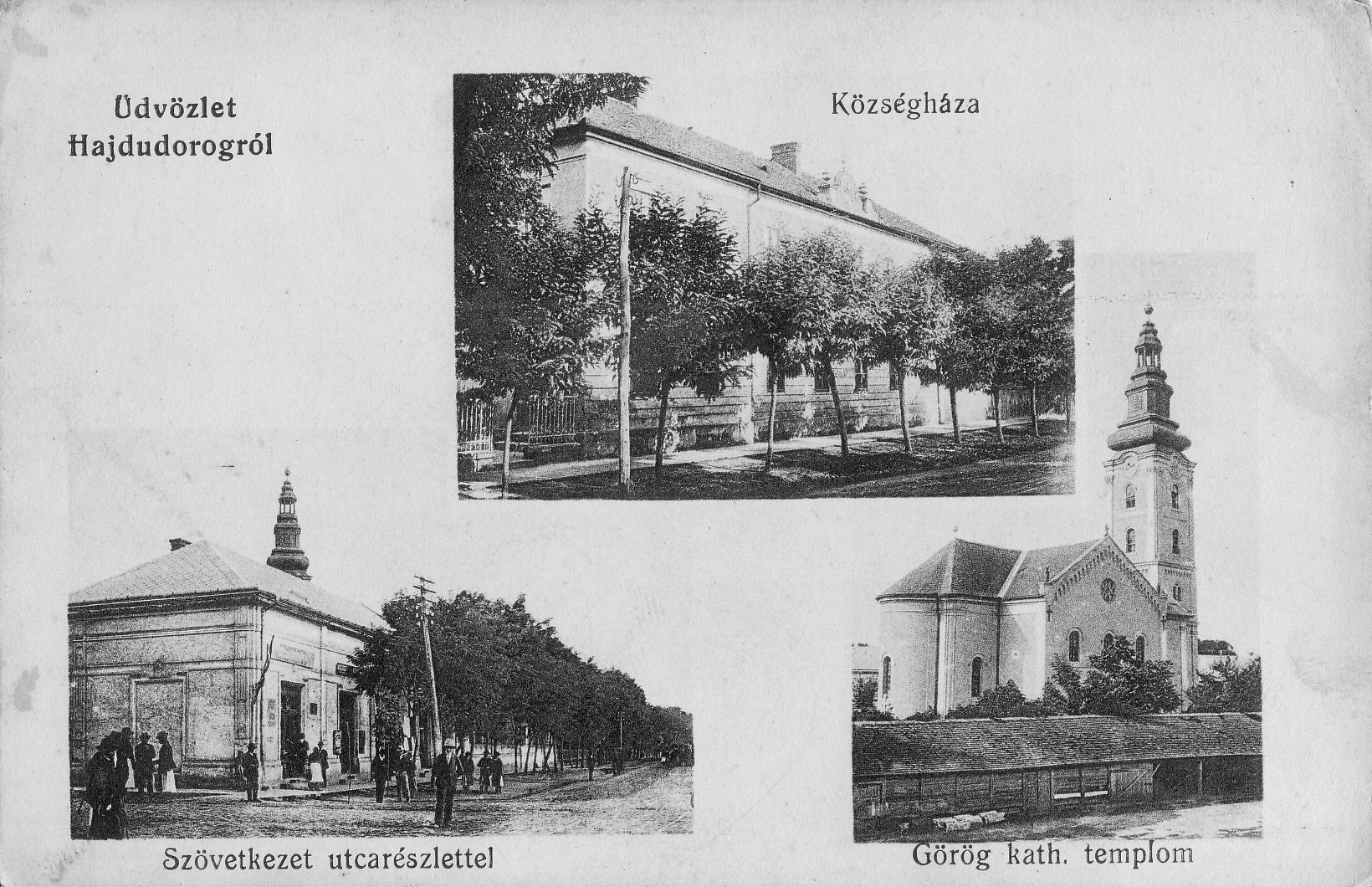
Egy 1914-es képeslapon
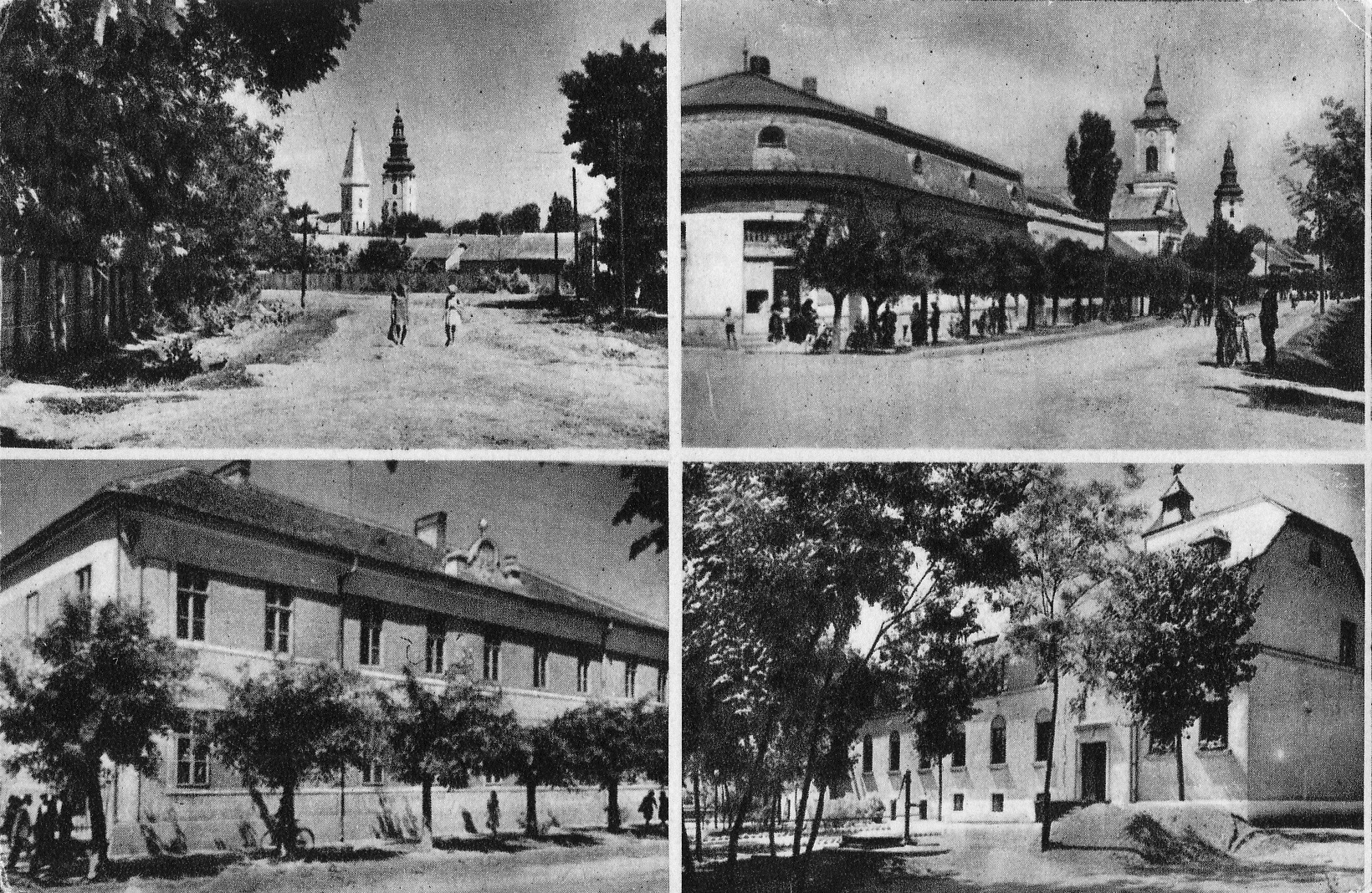
1957-es képeslapon
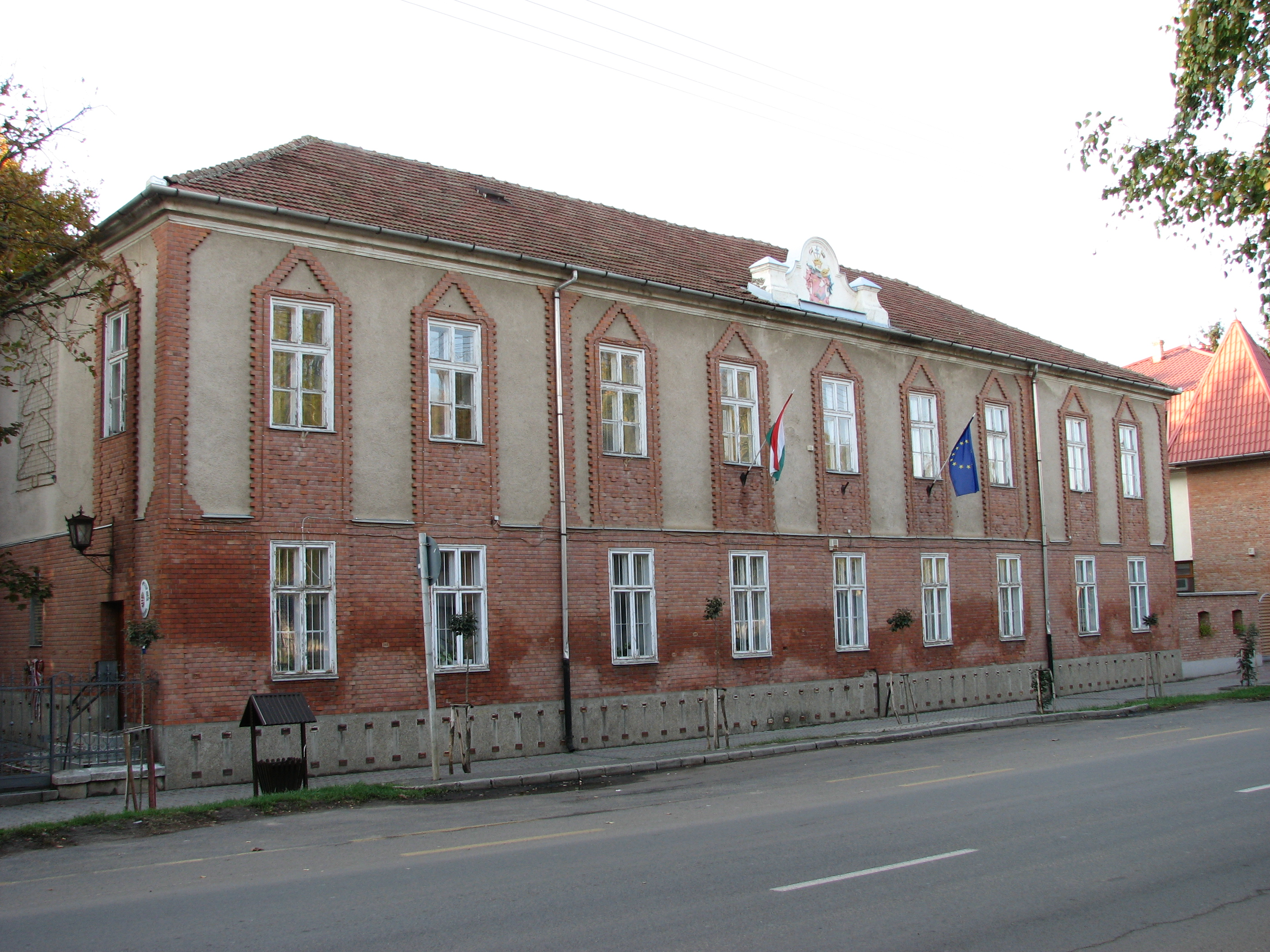
A városháza jelenlegi épülete

### Plakettek
A Városházával szemben áll a Móra Ferenc Általános és Művészeti Iskola, amelynek tégla kerítését 2010 nyarán adták át. A korábbi állapotába visszaállított kerítést az önkormányzat közadakozásból, bontott téglákból építtette újjá. A kerítésoszlopokat úgy alakították ki, hogy mindegyikbe be lehessen ágyazni egy-egy bronz domborművet. Az első ilyen plakettet Csige Tamás, polgármester és özvegy Dr. Kocsis Miklósné avatták fel 2010. június 14-én. Győrfi Lajos, szobrászmester alkotása a város egykori tanácselnökét és polgármesterét, Dr. Kocsis Miklóst ábrázolja.
Alig fél év elteltével újabb domborművel gazdagodott a kerítés. 2010. december 2-án, a központi adventi koszorú újabb gyertyájának meggyújtása előtt, a Mészáros Károly Városi Könyvtárban fórumot tartottak a görögkatolikus oktatás elmúlt 20 évéről. A fórum zárásaképpen a résztvevők átvonultak a kerítéshez, és leleplezték Dr. B. Papp János, egykori gimnáziumigazgató és Hajdúdorog díszpolgárának emléktábláját.
A harmadik - és mindezidáig az utolsó - plakett a Hajdúdorogi főegyházmegye 100 éves fennállásának emlékére készült. Győrfi Ádám munkáját 2012. december 2-án adták át. A dombormű a székesegyházat ábrázolja.

### Hajdúk kútja

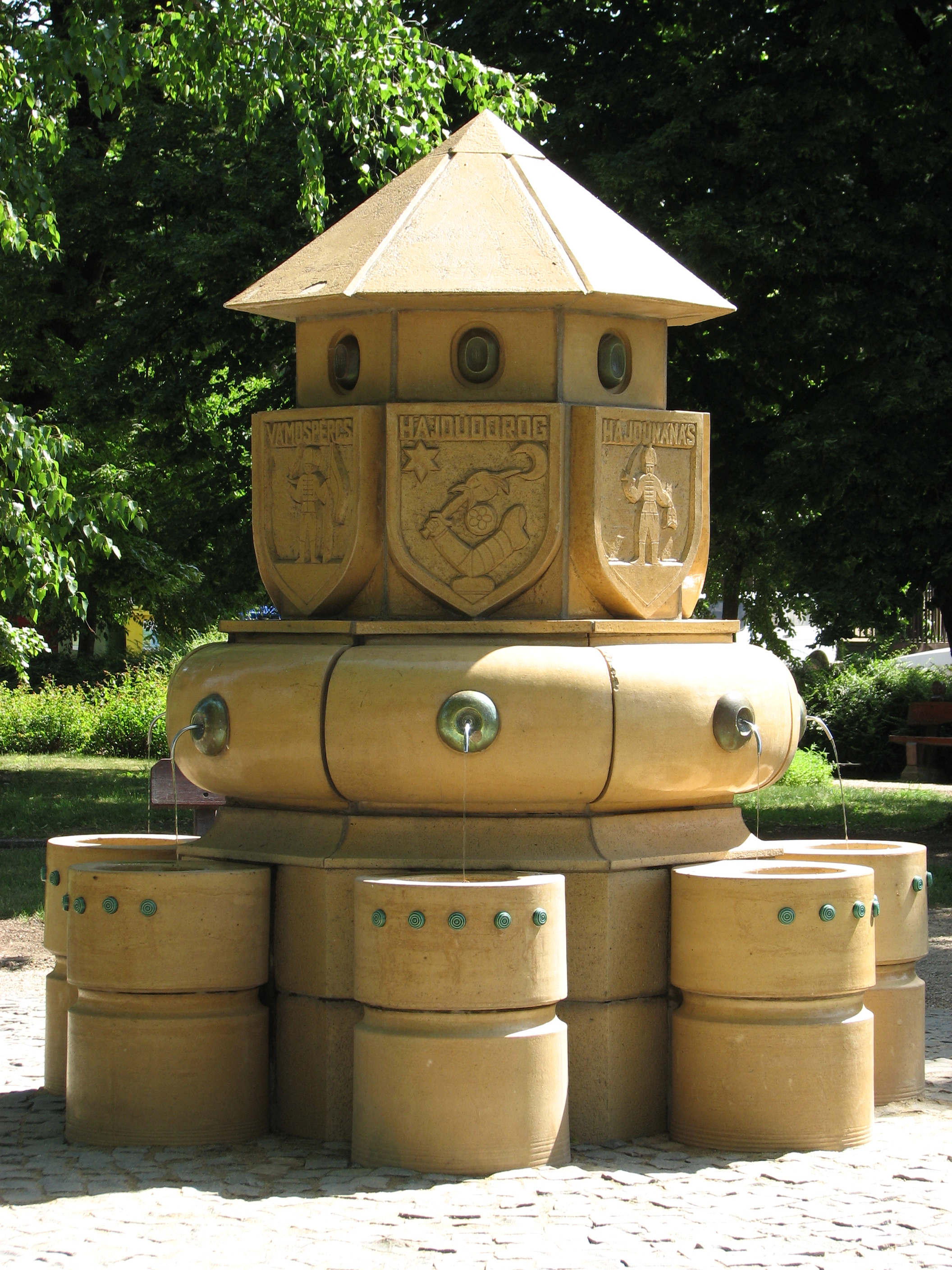
A Hajdúk kútja

Hajdúdorog központjában két parkosított főtér található az Újfehértói út két oldalán. Az út északi részén található a Petőfi tér, amelynek középpontjában áll az 1984-ben felavatott Hajdúk kútja. A díszkút helyén korábban kerekes kút állt. Fürtös György, iparművész a hajdúvárosok történeti egységét és azok egymásrautaltságát akarta kifejezni, ugyanakkor Hajdúdorog történetének is emléket szeretett volna állítani. A kutat emiatt a hét, úgynevezett öreg hajdúváros címerei díszítik. Sorban a következő hét város címere látható a kúton: Hajdúdorog, Hajdúnánás, Hajdúhadház, Hajdúböszörmény, Polgár, Hajdúszoboszló és Vámospércs. A Hajdúk kútjának felavatása óta egyedül egy város címere változott meg. 1992-ben Polgár városa úgy döntött, hogy a kardot tartó hajdúvitézt az 1750-es évek városi pecsétje nyomán lecserélik.
A hét város miatt a művész hét, egymástól csak a címerekben különböző részre tagolta a kutat. Fürtös pirogránitot használt fel a kút aranybarna színű testének a megformázásához. A díszítőelemekhez pedig a Zsolnay porcelángyár épületdíszítő kerámia anyagát, az eozint alkalmazta. Az olajosan fénylő, zöldes eozin elemeket a kút vízköpői körül, a víztartók oldalán és a címerek felett lehet látni. A kutat 2009-ben felújították, és a városnap alkalmával, június 5-én Csontos János, országgyűlési képviselő, az Oktatási és Kulturális Minisztérium delegáltja, az Észak-alföldi Regionális Fejlesztési Tanács tagja avatta fel a kutat.

### Bocskai István lovasszobra

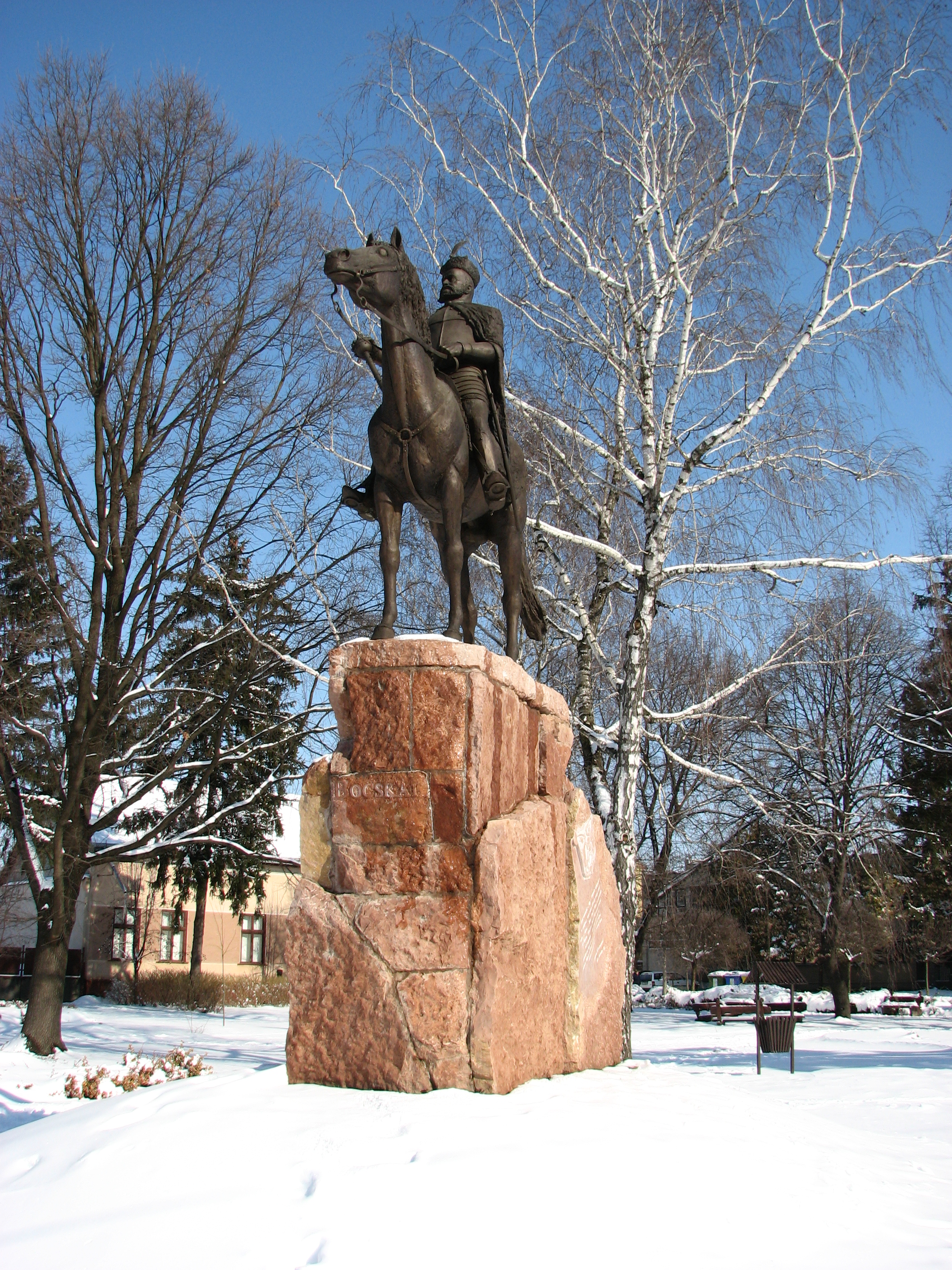
Bocskai lovasszobra

A Hajdúk kútjától nem messze, a kereszteződéshez közelebb áll Bocskai István szobra. A hajdúk betelepítésének négyszázadik évfordulója alkalmából 2005-ben szinte mindegyik régi hajdúváros szoborral tisztelgett Bocskai emléke előtt. Hajdúdorogon október 14-én leplezték le Győrfi Lajos szobrászművész alkotását.
A lovas kompozíció teljes magassága 670 cm, amelyet egy 110 cm magas földhalomra állítottak fel. A szobor talapzatát tardosi vörös márványból Bácsi Lajos és Papp Zoltán faragták ki, benne Bocskai címerével és egy idézettel a korponai kiváltságlevélből:
Maga a bronzból készült szobor 5/4-es életnagyságú, és dísztoll nélkül 290 cm magas. Győrfi alkotását Varga Imre bronzöntő mester öntötte ki.

### Jákob küzdelme az angyallal
A Hajdúk kútjával átellenben, az Újfehértói út túloldalán található a Vasvári Pál tér parkja. Ennek a parknak a központi eleme Varga Imre alkotása, a Jákob küzdelme az angyallal. A bazaltkockákból kirakott talapzaton áll Jákob szakállas, idősödő alakja, amint két kezével megragadja a felemelkedni próbáló angyalt. A bibliai történet szerint Jákob egész éjszaka tusakodott az angyallal, hogy az adja rá áldását. A harcban Jákob a csípőjénél megsérült, de hajnalig sikerült ott tartania az angyalt, így az Úr megáldotta Jákobot. A szobor felirata is a Teremtés könyvéből idéz:

A tér közepén a rendszerváltás előtti években egy szovjet hősi emlékmű állt, amelyet a II. világháborúban elesett szovjet katonák emlékére állítottak. A kommunizmus bukása után az emlékművet elbontották, és a város temetőjében állítottak emléket az elesett katonák tiszteletére. Hajdúdorog lakosainak a kezdeményezésére a város új emléket emelt a világháborúkban, a forradalmakban és az ország korábbi csatáiban elesett hajdúdorogiak emlékére. Varga az ószövetségi példázat nyelvén fogalmazta meg az ember lelki nagyságát a háborúk nehéz körülményei között, a küzdelmet, amelyet azért vívtak, hogy megőrizhessék nemzeti hovatartozásukat, hitüket és emlékezetüket halottaikra. A bibliai idézet a hősi halottak küzdelmeinek szól.
A szobrot Hajdúdorog polgármestere, Dr. Kocsis Miklós avatta fel 1992. október 20-án.

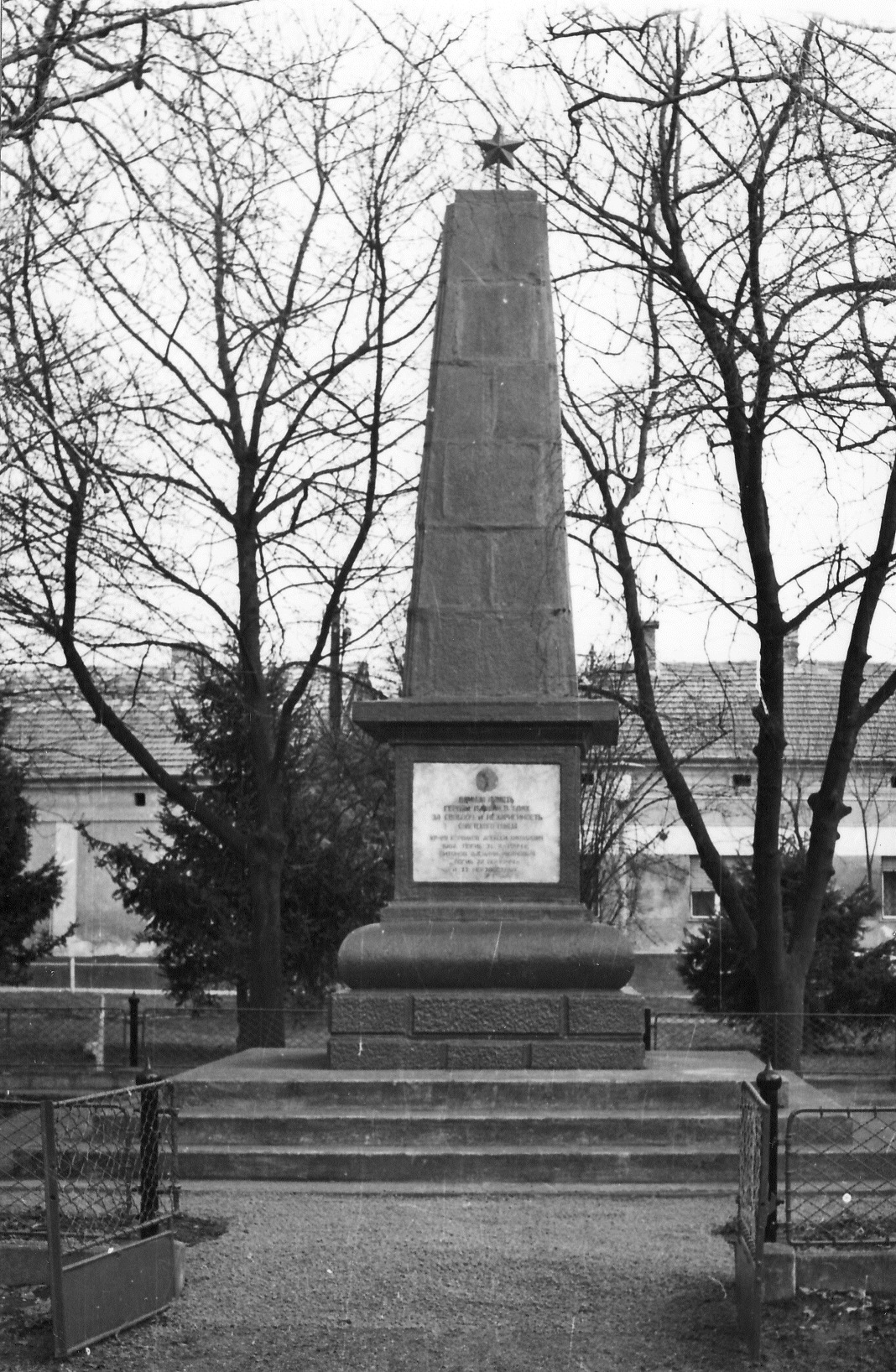
Korábban a szobor helyén ez a szovjet katonai emlékmű állt
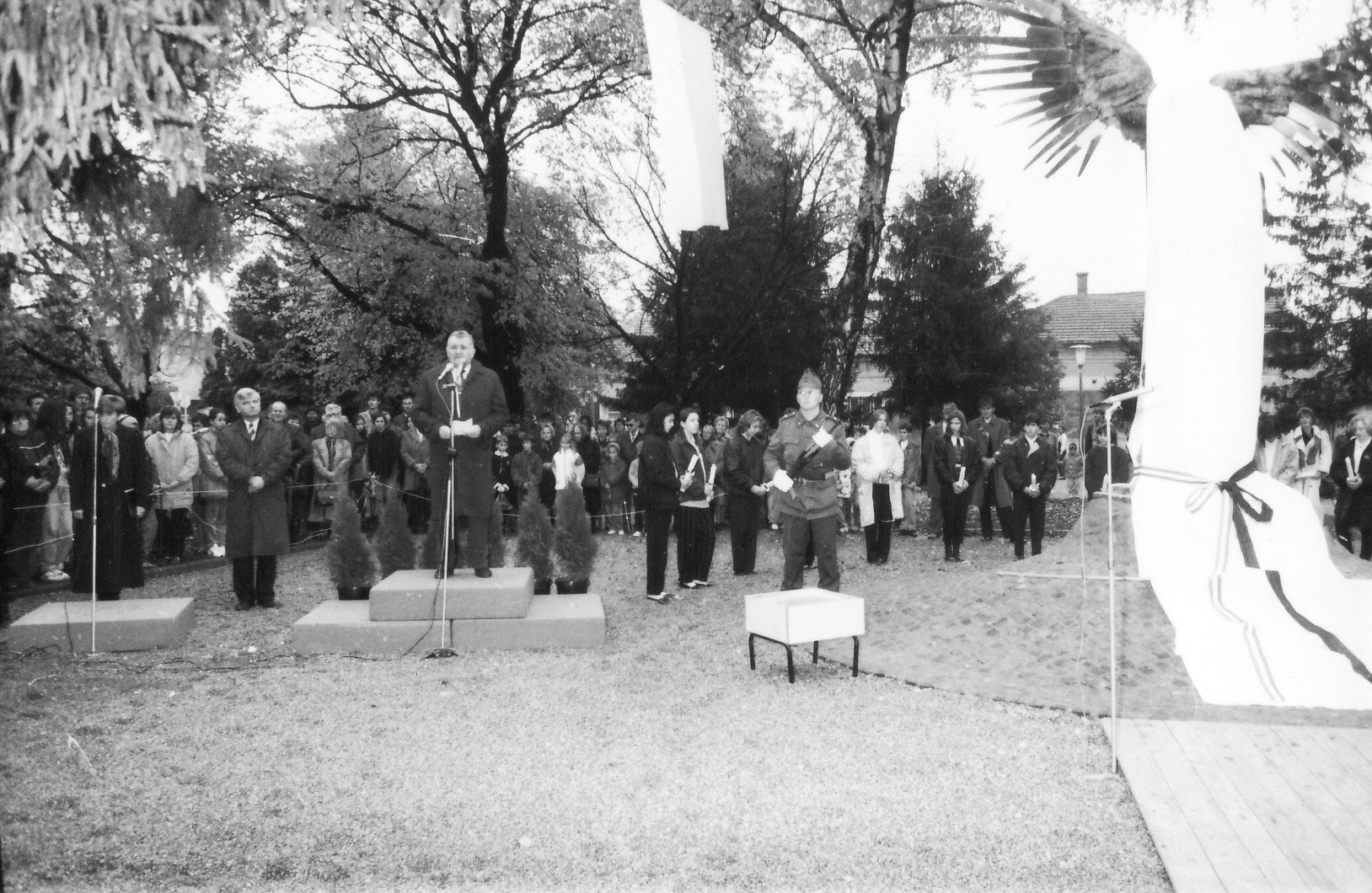
A szobor avatása 1992-ben
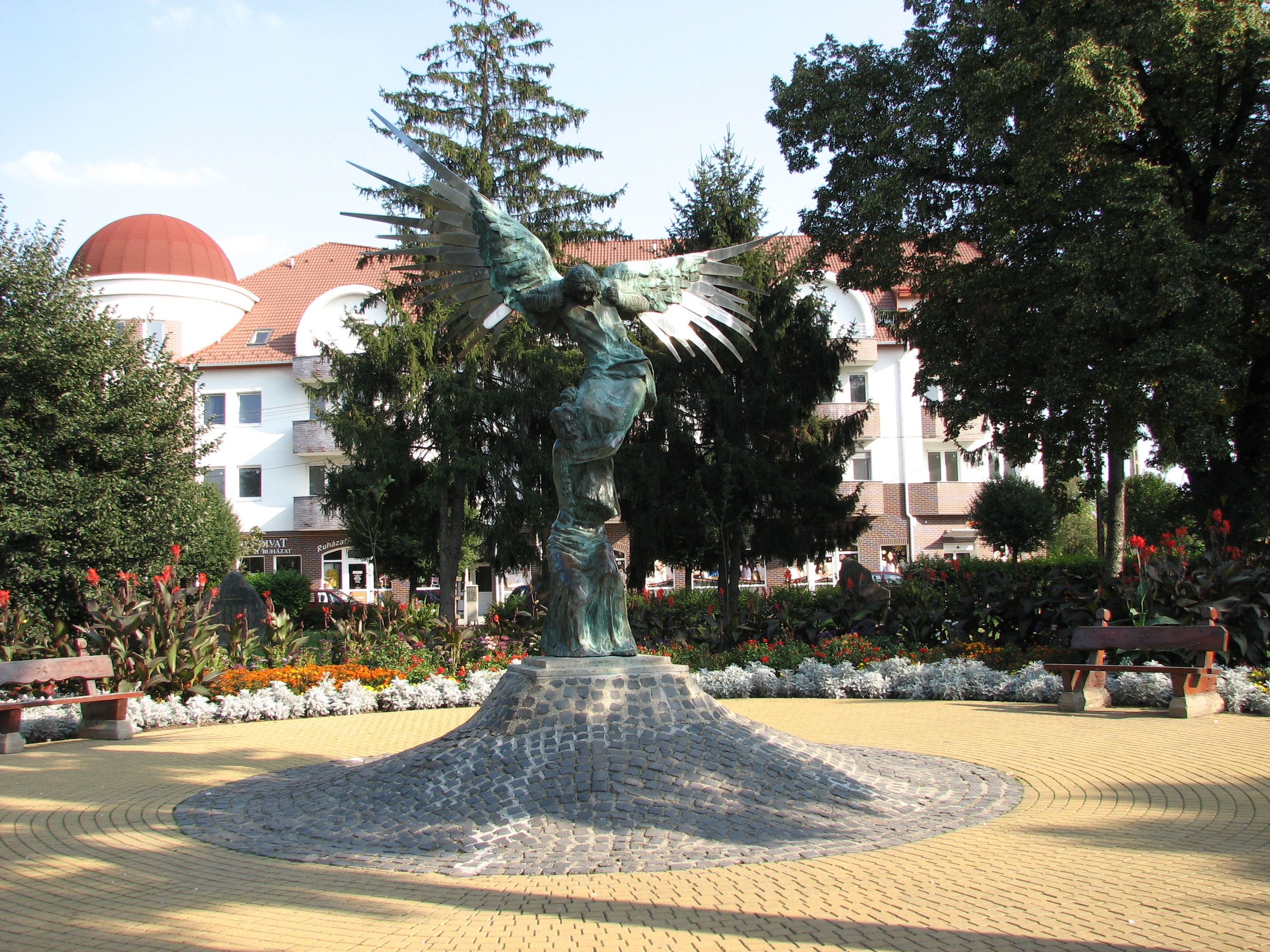
Jákob küzdelme az angyallal ma

A szobor körüli teret 2004-ben kezdték átalakítani a mai formájára. A kaviccsal borított járófelületeket sárga kőburkolattal látták el, és helyben faragott, díszes padokat helyeztek el. A szobor mögötti sétány mellett 2005-ben három emlékkövet emeltek az 1848-49-es szabadságharc és a két világháború hajdúdorogi áldozatainak emlékére. A testes sziklákba ágyazott fekete márványtáblák Papp Zoltán, kőfaragó alkotásai. A szabadságharc emlékkövét a Kossuth-címer díszíti, alatta a harcokban elesett öt áldozat neve olvasható: Farkas Lajos, Jeles György, Lelesz János, Szász János és Szojka János. Az elesett dorogiak nevei alatt a Szózat sorait vésték: „Szabadság! Itten hordozzák véres zászlóidat, s elhulltanak legjobbjaink a hosszú harc alatt!”
Az I. világháború emlékköve összesen 391 nevet sorol fel. Legnagyobb részük a keleti fronton veszítette életét az orosz sereg elleni harcokban. Hajdúdorog az első világégésben veszítette el a legtöbb katonáját.
A sétány túlsó, déli oldalán található a II. világháborúban elesett hajdúdorogiak emlékköve. A 129 nevet felsoroló lajstrom az első világháborús áldozatokkal ellentétben nemcsak katonai áldozatokat tartalmaz. Az 1939 és '45 között dúló háború lényegesen több polgári áldozatot szedett. Az emlékkő névsorában több zsidó név is szerepel, amely a holokauszt hajdúdorogi áldozataira emlékeztet. A felvésett nevek között néhány női nevet is felfedezhetünk, ami utal arra, hogy a front átvonulása is sok áldozatot szedett a településen.
A park utolsó emlékköve 2006-ban került helyére, az 1956-os forradalom 50. évfordulójának tiszteletére. Ez az egyetlen olyan kő a parkban, amelyen nem szerepelnek nevek.

### Helytörténeti Gyűjtemény

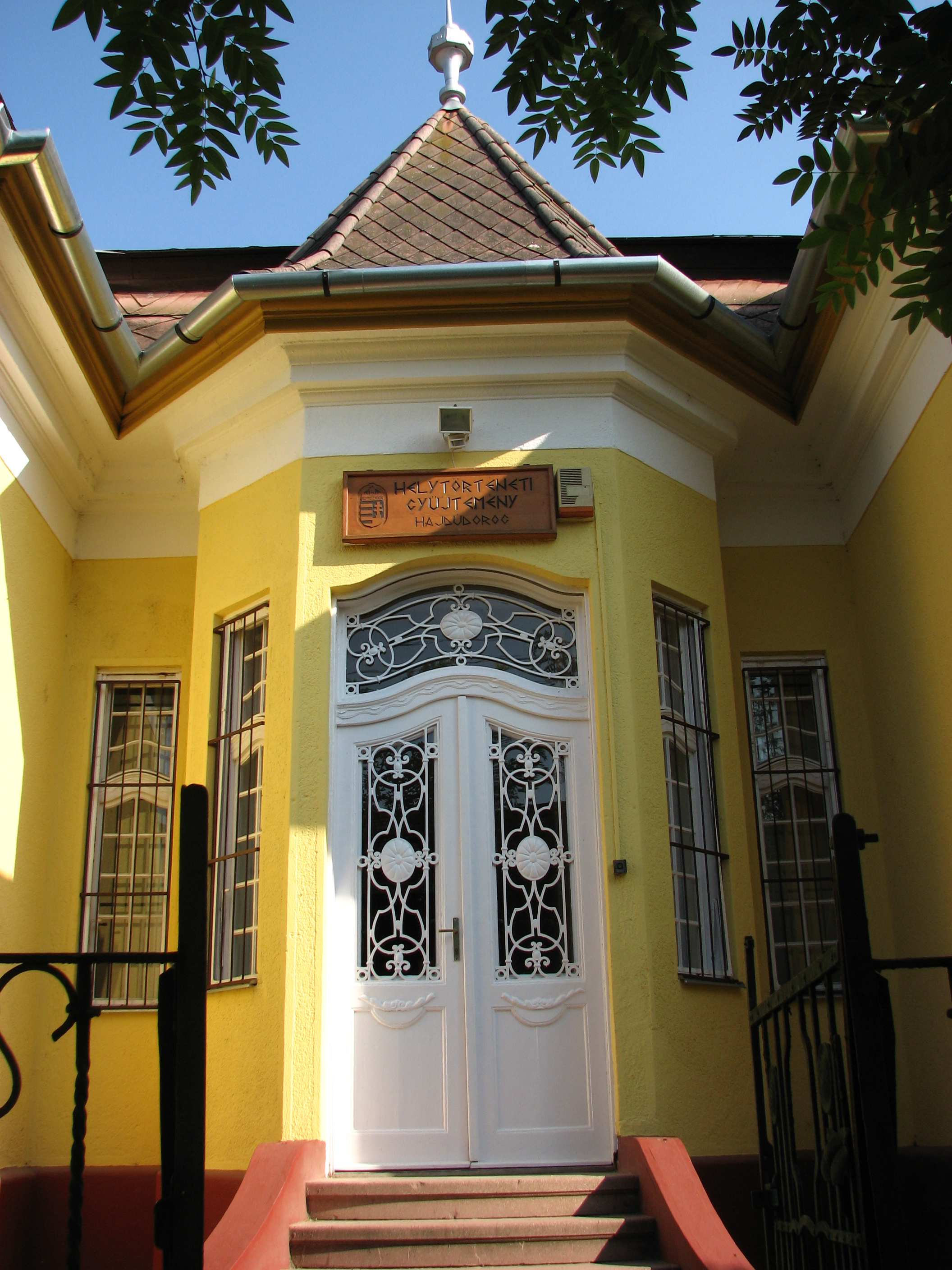
A Helytörténeti Gyűjtemény bejárata

Az önkormányzat 1998-ban döntött úgy, hogy a tulajdonában lévő, Jaczkovics utca 5. szám alatti ingatlant használja fel az egyre gyarapodó helyi történeti és kulturális emlékek bemutatására. A gyűjtemény épülete eredetileg Rittersporn Miklósé volt, aki a község orvosaként otthonában rendezte be rendelőjét is. A második világháború zsidó üldöztetései során a ház először a hajdúdorogi gettó központjába került, majd a deportálások után az önkormányzat tulajdonába került. Az ingatlan iroda, raktár majd diákotthon is volt, mire 1998-ban elkezdték felújítani, és a múzeumi igényekhez igazítva átalakítani. A kiállítás megtervezése és az anyagok gyűjtése és rendszerezése után a gyűjtemény első állandó kiállításával 2000. augusztus 18-án nyílt meg. Jelenleg az épületben öt állandó kiállítás tekinthető meg, és rendszeres ideiglenes kiállítások is színesítik a programajánlatot.
A gyűjtemény első állandó kiállítása a Hajdúdorogon 1977 óta folyamatosan zajló ásatások eredményeit mutatja be. A régészeti kiállítást Selmeczi László, régész állította össze annak a Dr. Fodor Istvánnak a szaktanácsadásával, aki a hetvenes években elindította, és azóta is aktív közreműködője a Hajdúdorog környéki ásatásoknak. A termet Bánkuti Albin, iparművész rendezte. A régészeti kiállítás az őskortól a hajdúk letelepítéséig tekinti át a város történelmét. Elsősorban a szarmata sírok leletei, és az Árpád-kori település emlékei alkotják a kiállítás törzsanyagát.
2001. január 5-én nyílt meg a gyűjtemény két újabb állandó kiállítása. Ezek forgatókönyvét Dr. Nyakas Miklós, hajdúböszörményi muzeológus írta, és Szabó István illetve Szekeres Gyula rendezték be a termeket. A kiállítást Dr. Keresztes Szilárd, hajdúdorogi megyés püspök nyitotta meg. Az első tárlat a hajdúváros történetét mutatja be, a hajdútelepítés és a hajdújogok írásos bizonyítékaitól a város irányításának emlékein keresztül egészen Görög Demeter, és a helyi tűzoltó egyesület hagyatékáig. A következő terem Hajdúdorog egyháztörténeti vonatkozású tárgyait mutatja be, amely a görögkatolikus püspöki székhelyhez méltóan elsősorban ikonokat, szertárgyakat és miseruhákat vonultat fel.
A néprajzi állandó kiállítás anyaga elsősorban a helyi népszokásokra és hagyományokra összpontosít. A gyűjtemény két teremben kapott helyet: az elsőben a paraszti hétköznapok és a földművelés eszközeit lehet megtekinteni, a második teremben pedig a két legnagyobb egyházi ünnep, a húsvét és a karácsony helyi hagyományait mutatják be. A kiállítást Mislovics Andrea rendezte Erdélyi Zoltán, a Nemzeti Múzeum munkatársának a technikai vezetése mellett. A kiállított tárgyakat Dr. P. Dombóváry Judit restaurálta, a tárlat fényképeit pedig Szücs Róbert készítette.
A gyűjtemény legfiatalabb állandó kiállítása a város képzőművészeti értékein alapul. Első ízben a város támogatásával 2001-ben nyílt neves művészek irányítása mellett képzőművészeti tábor, amelyet az elkövetkezendő években is megismételtek. Az itt született alkotások közül a városnak felajánlott darabokból nyílt meg a gyűjtemény legújabb tárlata. A kiállítók névsora: Balogh Judit, Horkay Enikő, Dr. Janka Ferenc, Komiszár János, Kóczián Melinda, Leleszi Tibor, Leleszi Tiborné, Lovas Zoltán, Nyalka Márta, Sipos Zsófia, Szilágyi Imre, Urgyánné Tószegi Erika, Wrábel Erzsébet és Zeleni Aliz.
A Helytörténeti Gyűjtemény elsősorban a diákok számára szervez sokszínű programot. Időszakos kiállítások és bemutatók is igyekeznek összekötni a gyerekeket saját múltjukkal. A közeljövőben a város tervezi az épület udvarának hasznosítását is.

### Tájház

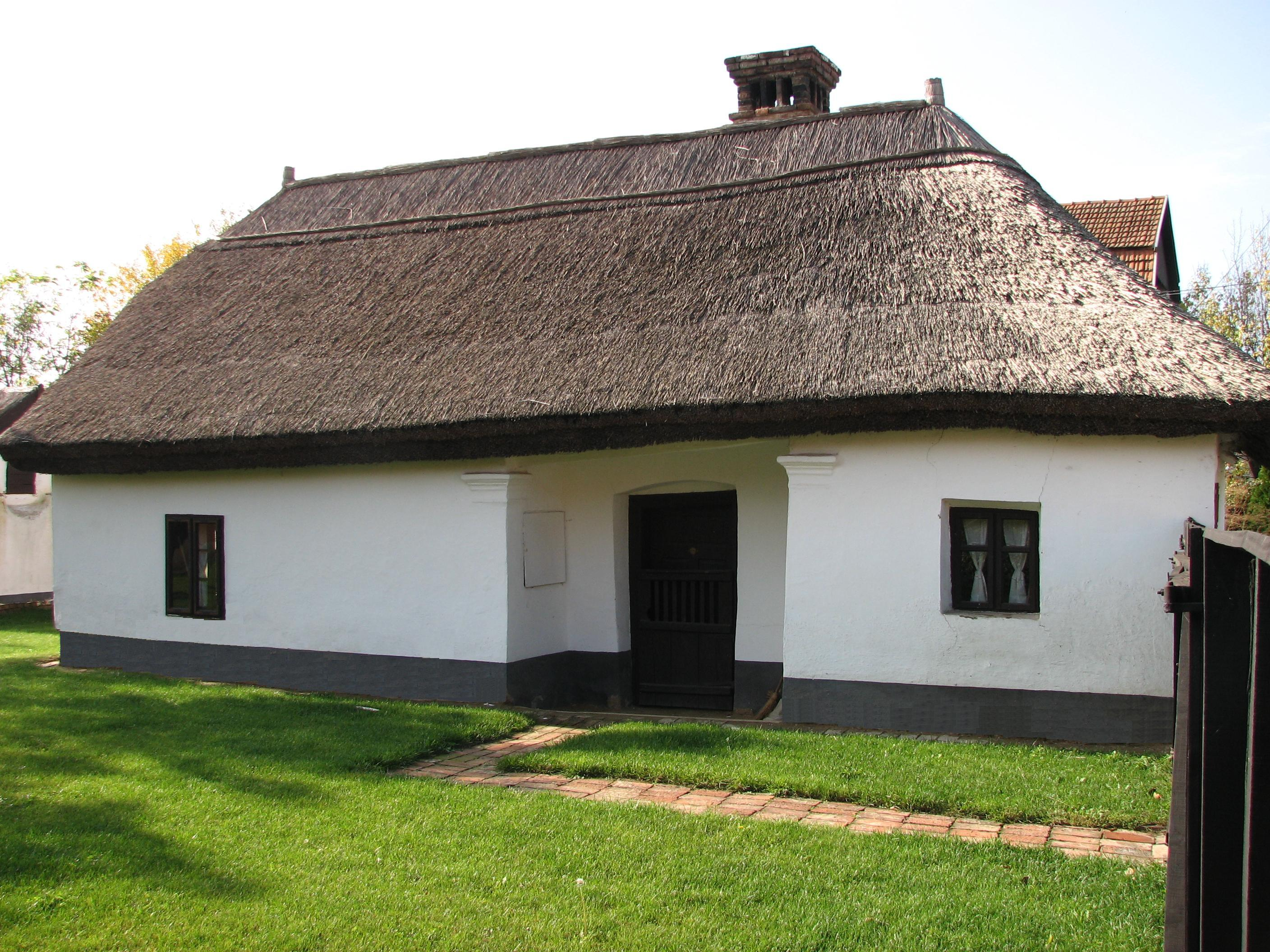
A Hajdúdorogi Tájház épülete

2000. augusztus 18-án nyitották meg a Rózsa utca 18. szám alatt a Hajdúdorogi Tájházat, amely az önkormányzat tulajdonában és a Görög Demeter Művelődési Ház kezelésében kezdte el működését. A tájháznak egy 19. század végén épített, nádfedeles, vert falú, egyszerű paraszti ház ad otthont. A 40 m² hasznos területű házban három helyiség található. A bejárat közvetlenül a legkisebb, 6 m²-es pitvarba vezet. A konyhai funkciókat is ellátó helyiségben látható a ház egyik legjellegzetesebb része, a város egyetlen megmaradt szabadkéménye. Ez a kémény a konyha mennyezetébe, a sütés és főzés helye felé lett beépítve. A széles kürtő felett a mennyezettől indul a kémény, amelybe a tisztaszoba boglyakemencéjének a kürtője is becsatlakozik. A maga 25 m²-ével ez a szoba a ház legnagyobb helyisége. A ház túlsó végében találhatjuk a 9 m²-es kisszobát vagy hátsószobát, ami a 19. században gyakran a kamrát is magába olvasztotta. A kisszobában asztalt és székeket láthatunk, hiszen itt volt szokás vendéget fogadni. Ugyanakkor egy ágy is helyet kapott, és a fal mellett áll egy stelázsi is, azaz polcos állvány, amelyen fazekakat, élelmiszert és szentelt vizet tartottak.

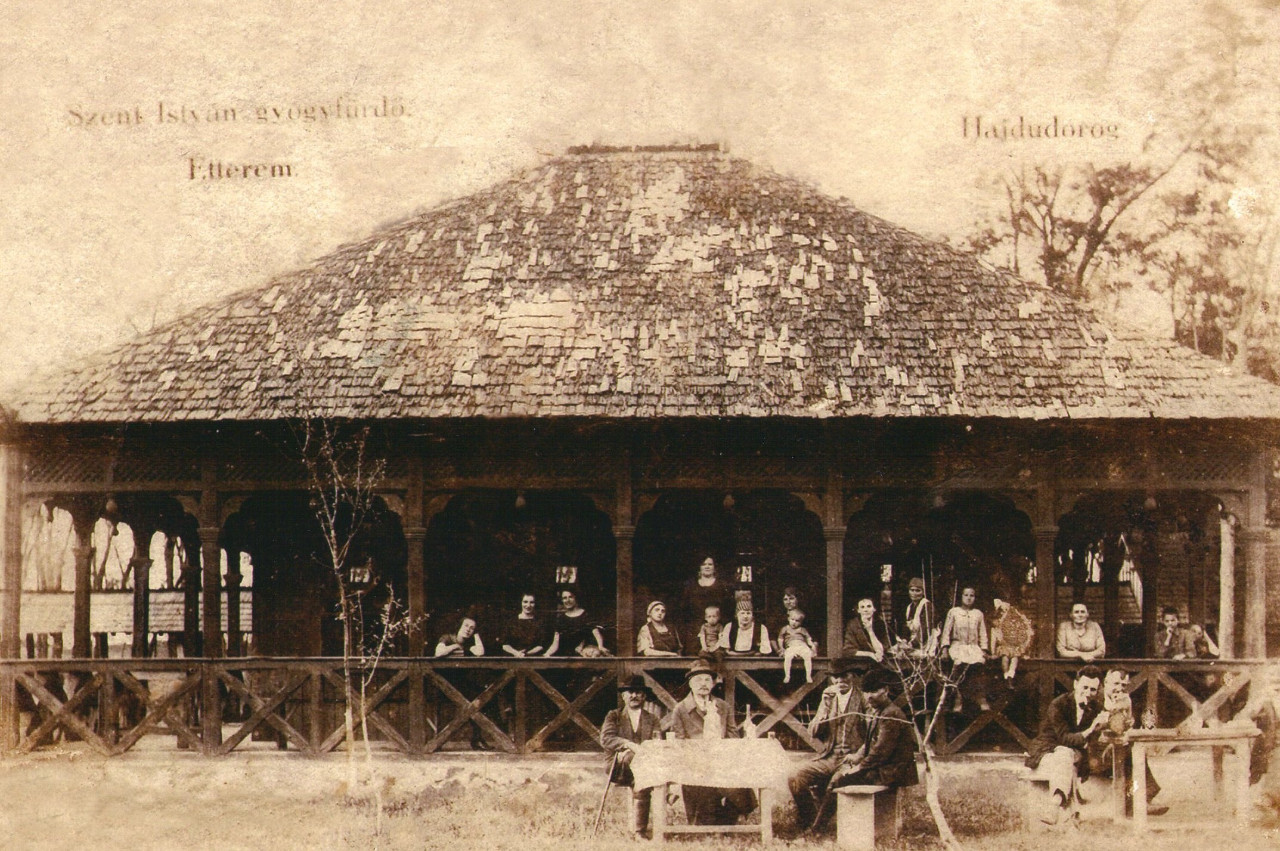
A Szent István Fürdő a századforduló környékén

A házhoz tartozik egy melléképület is, amelyet korábban ólként és faraktárként használtak. Az épületet legutoljára 2006-ban újították fel teljesen, de a vert falat az önkormányzatnak minden évben meg kell erősítenie, újítania.
A tájház elsősorban ünnepek és a nyári diák táborok idején szervez különleges programokat. Leggyakrabban a régi kemencében kenyeret, pászkát, kenyérlángost, kalácsot, vagy a hagyományosan hajdúdorogi káposztás kunkorgót sütik ki. A ház kiállítási anyagát Mislovics Andrea muzeológus tervezte.

### A négy intézmény elérhetősége
Hajdúdorog Görög Demeter Művelődési Ház elérhetőség: http://www.hajdúdorogmuvelodesihaz.hu/muvelodesi-haz.html%5B%5D
Hajdúdorog Mozi elérhetőség: http://www.hajdúdorogmuvelodesihaz.hu/mozi.html%5B%5D
Hajdúdorog Helytörténeti Gyűjtemény elérhetőség: http://www.hajdúdorogmuvelodesihaz.hu/helytorteneti.html%5B%5D
Hajdúdorog Tájház elérhetőség: http://www.hajdúdorogmuvelodesihaz.hu/tajhaz.html%5B%5D

### Strand- és Gyógyfürdő

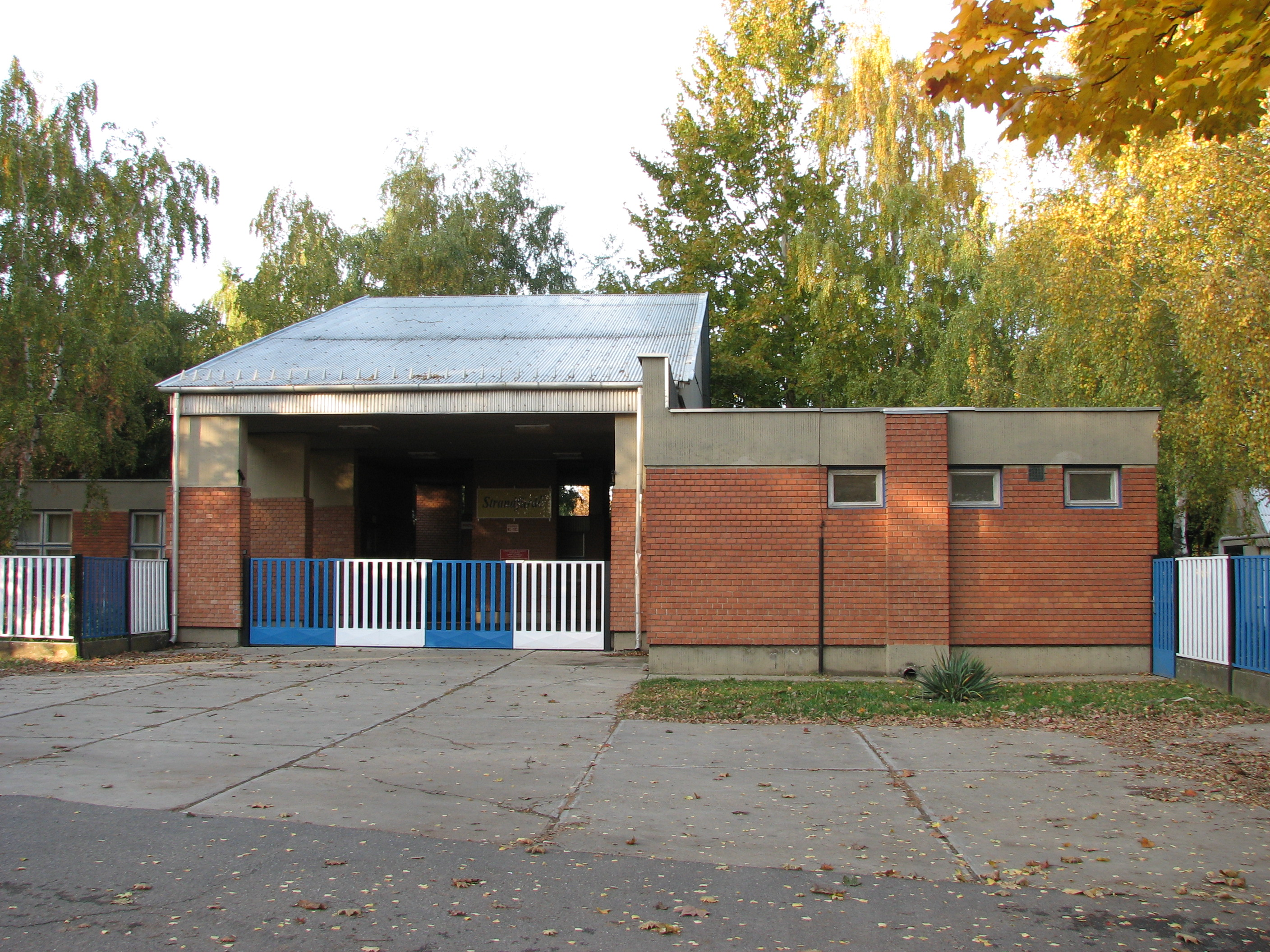
A fürdő bejárata

A hajdúvárosok legtöbbje, így Hajdúdorog is, kiváló minőségű gyógyvízzel rendelkezik. A városban már a 18. század vége óta tudják, hogy a föld mélye értékes hévizet rejt. Az első közfürdő, a Szent István Fürdő a település déli részén nyitott meg, 1900-ban. Ennek a felszámolása után hosszú évtizedekig kiaknázatlan maradt Hajdúdorog termálvíz készlete.
1976. március 13-án találtak termálforrást a város északi területén, a mai fürdő helyén. 1978-ban a település vezetése terveket készített egy strandfürdő létrehozatalára, de pénz szűkében, csak 1982-ben indultak meg a munkálatok. A Hajdúdorogi Strandfürdőt 1983. június 24-én avatták fel.
A 8,9 hektáros területen elterülő, parkosított fürdő négy medencével, tenisz- és focipályával, horgásztóval és egy 2011-ben átadott, jurta formájú ifjúsági szállással rendelkezik. A medencék mindegyike nyitott, emiatt a fürdő csak a nyári szezonban tart nyitva. A tanmedence, a gyermekmedence és a pancsoló vízforgató berendezéssel működik. A gyógymedence vizét egy 1084 méter mély fúrású, percenként 650 liter 64,5 C°-os termálvizet felszínre hozó kút adja. A víz magas oldott ásványi anyag tartalma miatt elsősorban az ízületi gyulladások, izom- és idegfájdalmak kezelésére alkalmas. 2003. június 26-án az Országos Tisztiorvosi Hivatal a hajdúdorogi termálvíz bevizsgálását követően azt gyógyvízzé minősítette.

## Hírességek
A város nagy szülöttjeinek szokás nevezni Görög Demeter udvari tanácsost és Mészáros Károly írót, helytörténészt. Itt született Lwoff-Parlaghy Vilma festő is. Rajtuk kívül azonban nagy tisztelet övezi a városban Bocskai Istvánt, Farkas Lajost és Kalapos Mihály sportújságíró-rádióst.

## Nemzetközi kapcsolatok
Hajdúdorog Város életében egyre fokozódó szerepet tölt be a nemzetközi kapcsolatok ápolása és fejlesztése, hiszen az Európai Uniós csatlakozással ezen kapcsolatok még inkább elmélyülhetnek, új, esetleges gazdasági, és kulturális tartalommal is telítődhetnek.
A számos ország településeivel folytatott informális együttműködésen túl, a város testvérvárosi kapcsolatot tart fenn a következő településekkel:
- Vaskohsziklás, Románia
- Székelyudvarhely, Románia
- Lubartów, Lengyelország
- Podenzano, Olaszország
- Nyárádszereda, Románia